# Tijuana
Tijuana es una ciudad mexicana localizada en el estado de Baja California, siendo la cabecera del municipio homónimo. Es la segunda ciudad más poblada de México al contar con un total de 1 810 645 habitantes en el año 2020, siendo también la ciudad costera más poblada y la 6.ª zona metropolitana más poblada del país que conforma, junto con los municipios de Playas de Rosarito y Tecate, la zona metropolitana fronteriza más grande de México, con una población de 2 157 853 habitantes. El municipio de Tijuana es según el INEGI, el más poblado del país.
La ciudad alberga instalaciones de numerosas empresas multinacionales y en 2021 era la ciudad mexicana con el menor índice de desempleo. Tijuana ha sido reconocida como una nueva e importante meca cultural. Es la ciudad fronteriza más visitada en el mundo, y comparte una frontera de 24 km de longitud aproximadamente (15 millas) con su ciudad hermana San Diego. Más de cincuenta millones de personas cruzan cada año la frontera entre estas dos ciudades. Este cruce metropolitano hace que el puerto de San Ysidro sea el cruce fronterizo más transitado del planeta. Se estima que tan solo en las dos estaciones de paso de frontera entre las ciudades de San Diego y Tijuana se contabilizan 300 000 cruces fronterizos diarios.
Tijuana remonta su historia moderna a la invasión de Estados Unidos en México, que terminó con la firma del Tratado de Guadalupe Hidalgo, pues de esta forma adquirió una nueva posición en la frontera dando lugar a una nueva estructura económica y política. Se eligió el 11 de julio de 1889 como fecha de fundación de la ciudad, resultado del desarrollo urbano que comenzó con la venta de terrenos en el rancho “Tía Juana”. A menudo conocida en inglés como "TJ", y apodada "La esquina de Latinoamérica", la ciudad ha servido históricamente como un centro turístico que se remonta a la década de 1880.
Tijuana es el lugar de inicio de diversos movimientos, como es el caso del rock mexicano, pues fue en dicha ciudad donde, a mediados del siglo XX, diversas personalidades y agrupaciones iniciaron la precursión de dicho género musical, considerándola una de las cunas del género en el país. Adquirió el reconocimiento de "la capital de la cerveza artesanal en México" debido a la calidad de su producción y premios en competencias internacionales. Junto a Ensenada y Playas de Rosarito, Tijuana es una de las ciudades donde se originó la cocina Baja Med.

## Toponimia
No se conoce el origen del nombre, sin embargo la tesis más difundida es que éste proviene del nombre de un rancho propiedad de Santiago Argüello Moraga, el cual era llamado Rancho «Tía Juana». Al quedar divididas las Californias el rancho quedó en el borde de la nueva frontera, por lo que con el paso del tiempo se integró en una localidad hasta ser la actual Tijuana.
Algunos historiadores han publicado que el nombre proviene de la lengua yumana, específicamente kumiai, Tihuan. hablada antiguamente en la región. Al nombre de la ciudad también se le acreditan diversas raíces, como «Tiguana», «Tiuana», «Teguana», «Tiwan», «Tijuan», «Ticuan» o «Tiguex» (esta última, como aparece anotada en el atlas de Galeo, de 1585, Theatri orbis terrarvm, página 4, y donde al parecer, el lugar se confundió con el pueblo abandonado de Tiguex, Nuevo México). Otros historiadores piensan que la palabra Tijuana y sus derivaciones significan «junto al mar». Algunos otros dicen que proviene de otro lugar ubicado en el sur de la península, específicamente de la cultura guaycura. 
Otra teoría, aunque poco conocida, es que los primeros habitantes indígenas llamaban al Cerro Colorado (uno de los cerros más altos y de tono rojizo a la luz del sol) Tijuan o Ticuan, que significa «tortuga recostada», pero no hay suficientes investigaciones por parte de los historiadores para comprobar el dato.

## Historia

### Kumiai: primeros pobladores

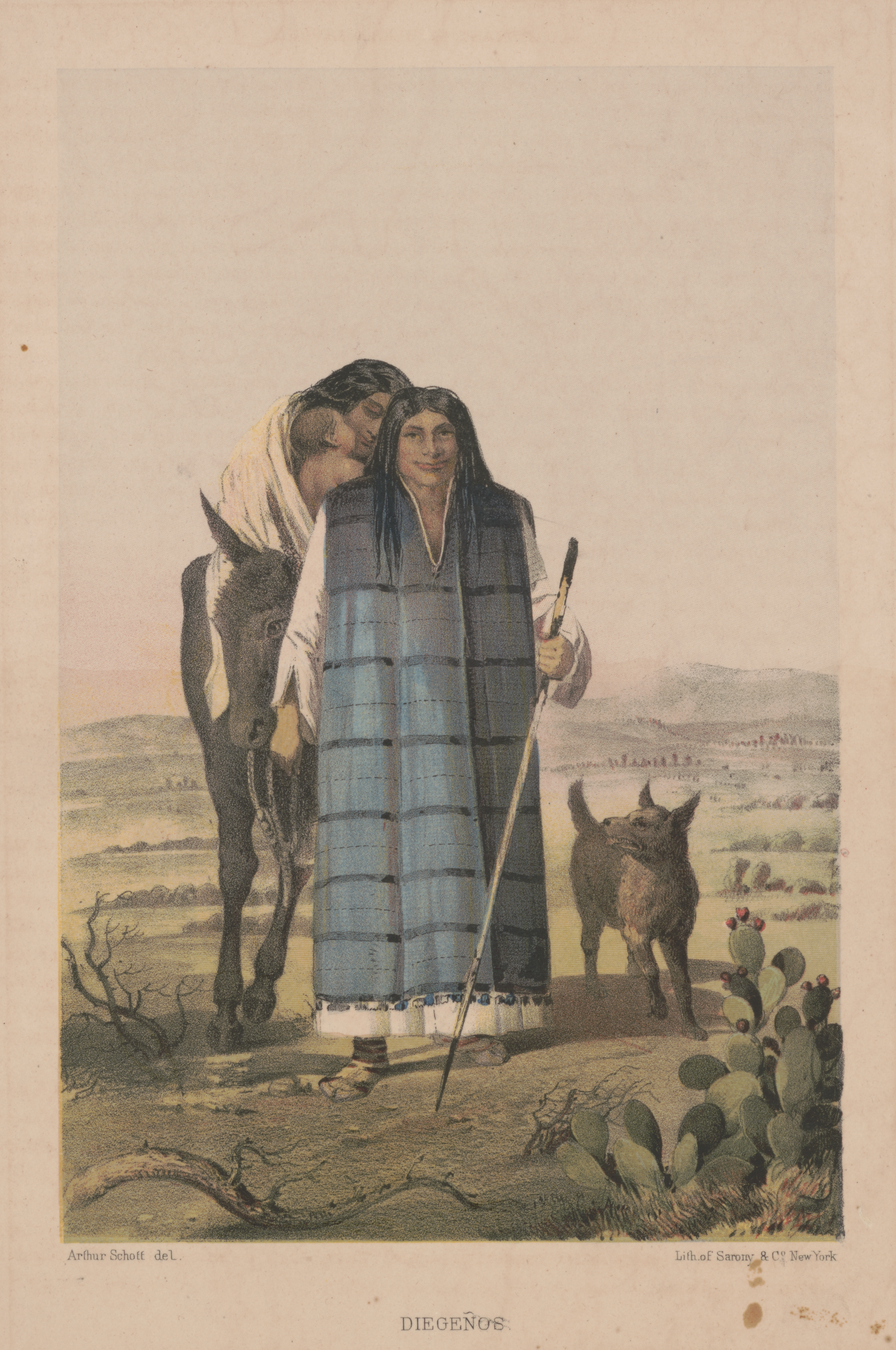
Representación de los Kumiai, grupo de pobladores que habitaron en la región

Tijuana fue poblada originalmente por los kumiai (k'miai) o los tipai (Baja California) e ipai (Alta California) en una villa denominada Yaw Tekwan. Los kumiai fueron una de las familias indígenas que junto con los cucapá, paipai, y kiliwa, poblaron el norte de la península de Baja California.
El término Kumiai significa "los que se enfrentan al agua de un acantilado". Los kumiai consisten en dos grupos relacionados: los ipai y los tipai. Las tierras tradicionales de los dos grupos costeros quedaron separadas aproximadamente por el río San Diego: el norteño ipai (extendiéndose desde Escondido hasta el lago Henshaw) y el sureño tipai (incluyendo Laguna Mountains, Ensenada y Tecate).
Una opinión sostiene que el Tipai-Ipai histórico emergió hace 1000 años, aunque una "cultura proto-Tipai-Ipai" había sido establecida por cerca del año 5000 a. C.

### Época de las misiones

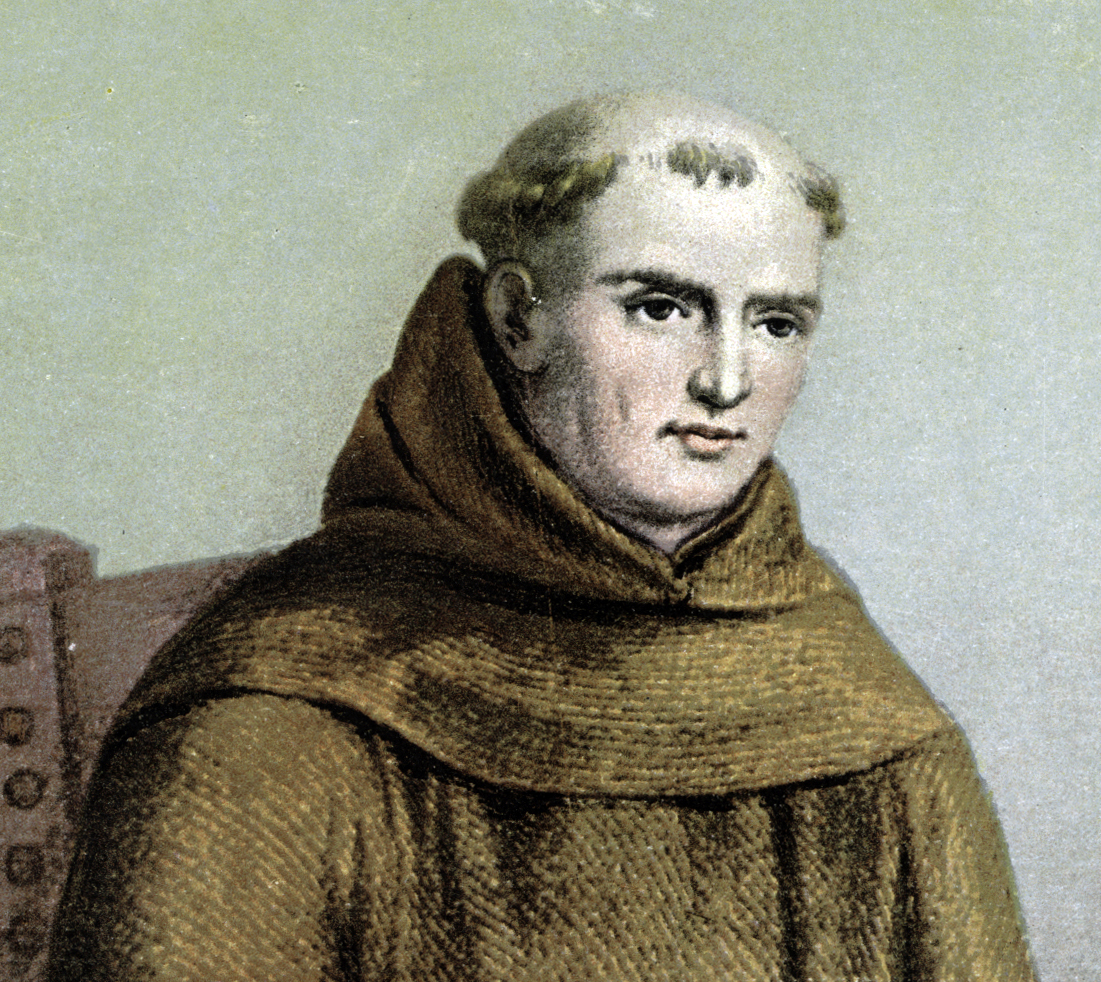
Junípero Serra fue el primer europeo en pisar lo que ahora es Tijuana

El primer explorador europeo que navegó frente a las costas de lo que hoy es el municipio de Tijuana fue Juan Rodríguez Cabrillo, quien partió del puerto de Ensenada, Baja California, México, rumbo al norte y después de navegar seis días, del 23 al 28 de septiembre de 1542, arribó a la bahía de San Diego California, llamándolo "San Miguel". En 1602, Sebastián Vizcaíno visitó la zona para realizar trabajos de cartografía de la costa de la Alta California.
El primer europeo que puso pie en el hoy municipio de Tijuana fue el padre misionero Fray Junípero Serra, en 1769. En el diario de Fray Junípero Serra existe la siguiente anotación: 

«Día 1 de julio, sábado, octava de San Juan Bautista, víspera —y en nuestra Orden, ayuno— de la Visitación de María Santísima nuestra señora, emprendimos de buena mañana nuestra última jornada [...] nos vimos en la orilla del paraje del puerto —no lejos de su boca— donde estaban dando fondo los dos paquebotes San Carlos y San Antonio [...] Así fue nuestra llegada con salud de todos, felicidad y contento al famoso y deseado [puerto de San Diego].»

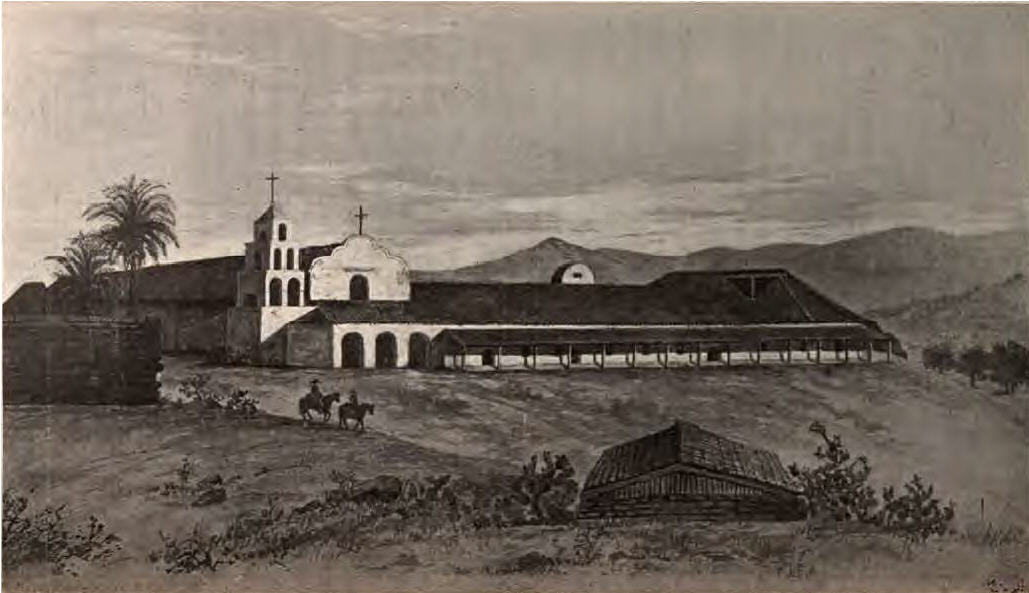
Pintura de la Misión de San Diego de Alcalá en 1848. Durante la época colonial rigió autoridad en la región que actualmente son San Diego y Tijuana

La última jornada del padre Serra antes de llegar a la boca (bahía de San Diego) donde estaban las naves, la pasó en la región donde está asentada la ciudad de Tijuana. En dicha época la región que hoy corresponde a California, Oregón y Arizona (EE. UU.), también eran parte de la Nueva España. Ese año, Fray Junípero Serra fundó la Misión de San Diego de Alcalá, la cual dio cobertura evangélica a la zona cercana, incluyendo los ahora territorios de Tijuana. En 1797, la misión contaba con la mayor población nativa en Alta California, con más de 1400 neófitos que vivían en y alrededor de la misión propiamente dicha.

### SigloXIX: Rancho Tía Juana
La misión sobrevivió y continuó en funciones tras la Guerra de Independencia de México, la cual pasó desapercibida en la región debido a la lejanía y la falta de comunicación con el centro del virreinato. En 1829, casi al finalizar la época misional y 9 años después de consolidada la Independencia, José María Echeandía, gobernador de las Californias, concedió a Santiago Argüello Moraga, una superficie de seis sitios de ganado mayor, equivalente a 10 000 hectáreas, que sería llamado "Rancho Tía Juana".

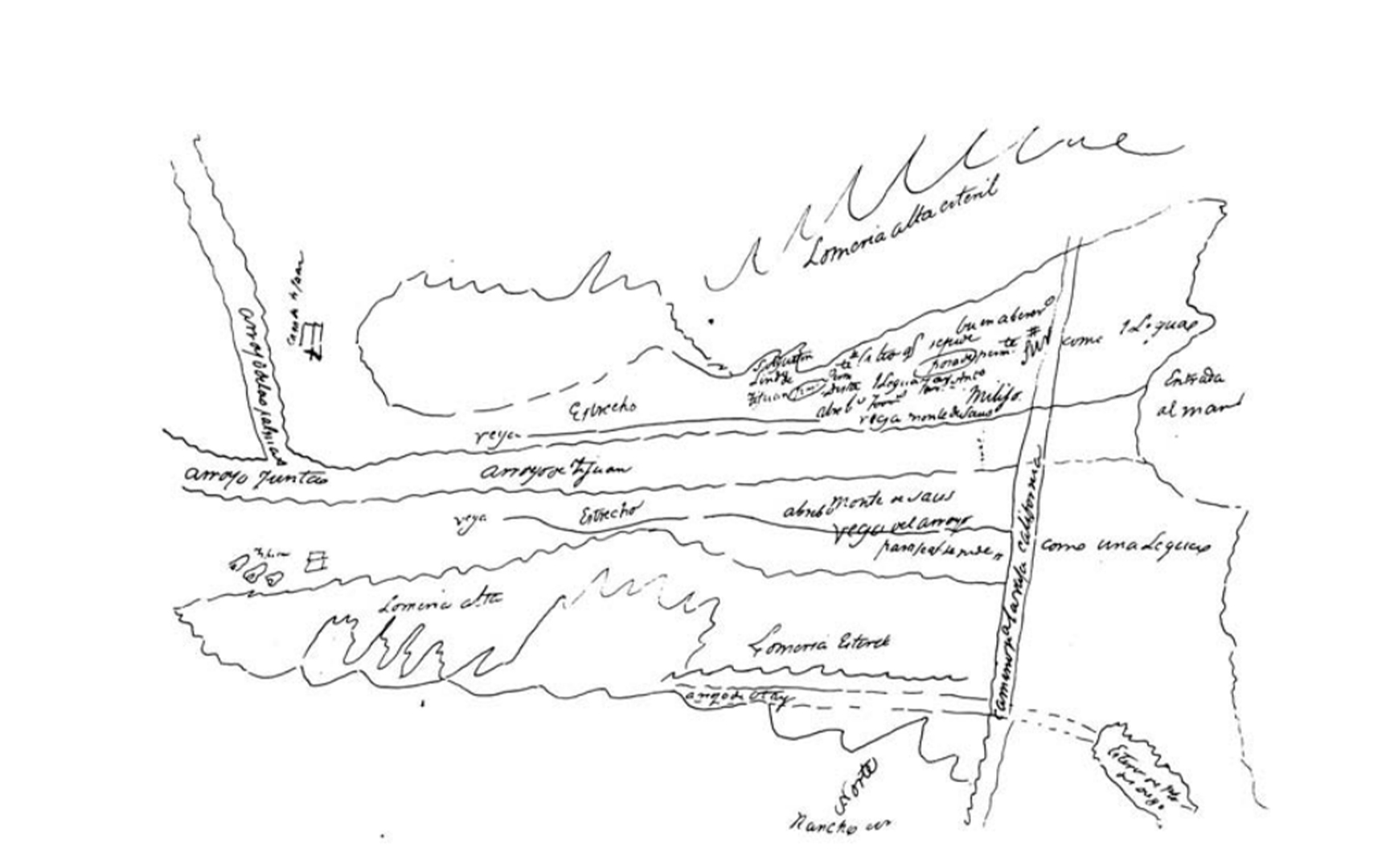
Diseño de "Ti-juana" con arreglo de la posesión y título, 1827.

La misión fue secularizada por el gobierno mexicano en 1834, y la mayoría de las tierras de la misión fueron otorgadas a exsoldados. Más allá de la ciudad de San Diego, se formaron ranchos que sirvieron para aumentar la economía local. Algunos de los que ocupaban parte de lo que ahora es Tijuana son el Rancho San Antonio, Rancho Cerro Colorado, Rancho Cuero de Venados y Rancho San Isidro. 
En 1846, con motivo de la guerra México - Estados Unidos, inicia la Marina de guerra de Estados Unidos la invasión de Las Californias. La lucha que se desató, obligó a México a negociar la forma de concluir la catástrofe; la disyuntiva era aceptar la paz o continuar la guerra. Una vez firmado el armisticio, la atención se centró en fijar los nuevos límites. México, tras consultar al Congreso y a los gobiernos de la República, se vio obligado a firmar el Tratado de Guadalupe-Hidalgo el 2 de febrero de 1848, perdiendo más de la mitad de su territorio, incluidos Alta California, Arizona, Nuevo México y Texas.
Consecuencia de todo ello y de la solución que se dio a la ubicación del puerto de San Diego, fue que el rancho Tía Juana de Santa María de Guadalupe quedó como frontera con California, a un costado de lo que era el Rancho Melijo, también propiedad de Santiago Argüello. Debido a su nueva posición geográfica, es que debe su posterior desarrollo y crecimiento, al ser un lugar de paso para los viajeros y comerciantes de Ensenada y Los Ángeles.

#### Fundación de Tijuana
Santiago Argüello vivió hasta 1862, pero posterior a su muerte su familia seguía viviendo en el rancho, así los hijos y nietos fueron formando familias que se establecieron en su propiedad. El 2 de enero de 1864, el presidente del Ayuntamiento de la Frontera, Cecilio Zerega, nombró al primer juez de la localidad. Los descendientes de Argüello fraccionaron los terrenos del Rancho Tía Juana, recibiendo esta poco a poco a otras familias, los primeros pobladores de la zona. 
El 11 de julio de 1889 se firmó el convenio que concluyó el litigio que sobre los terrenos del Rancho Tía Juana sostuvieron por largo tiempo los herederos de don Santiago Argüello. A dicho convenio se le anexó un plano de fecha 15 de junio del mismo año, con el nombre de Mapa del pueblo Zaragoza proyectado para localizarse en terrenos del rancho de Tijuana. Su elaboración quedó a cargo del ingeniero Ricardo Orozco, inspector federal de la Secretaría de Fomento, comisionado para informar sobre la situación real de los proyectos desarrollados en Ensenada por la International Company of México. 
Originalmente, varios comercios y cantinas ocuparon las primeras vialidades que eran cercanas al camino que llevaba hacia el pueblo de San Diego. Estos comercios servían de atractivo turístico para quienes habitaban en Estados Unidos. Sin embargo, el 10 de febrero de 1891, el área donde se asentaba en un principio el pueblo quedó totalmente devastada debido a las aguas torrenciales de las lluvias que cayeron durante cinco días, por lo que su ubicación se movió al sureste, retirados del lecho del río.

### SigloXX

#### Toma de Tijuana
Fue a principios de mayo de 1911, cuando la población que por ese entonces contaba con menos de 100 casas, fue tomada por asalto por un grupo de mexicanos y extranjeros, en su mayoría estadounidenses, comandados por los hermanos Flores Magón, que tenían la intención de hacer de Baja California una república socialista al amparo del Partido Liberal Mexicano que ellos habían fundado. Los habitantes de Tijuana y del resto del estado se sintieron agredidos por los que llamaron filibusteros y se aprestaron a luchar contra ellos, comandados por el Teniente Miguel Guerrero, conocido después como "El Tigre de Tijuana", a este suceso le llamó Batalla de Tijuana, siendo su primera incursión en un movimiento histórico nacional. En este proceso de lucha, después de algunas escaramuzas en las cuales no faltaron los muertos, los llamados filibusteros regresaron a los Estados Unidos meses después al fracasar su intento de independizar Baja California de México para proclamar la que hubiera sido la primera república socialista del mundo.

#### Casino Agua Caliente
En 1915 Antonio Elozúa funda la Tijuana Fair (Feria Típica de Tijuana), aprovechando el caudal turístico generado por la San Diego Panamá California Exposition, realizada en el vecino condado estadounidense, en los amplios parajes del Parque Balboa, instalaciones que perviven y sirven como espacio recreativo y cultural. Aproximadamente en esos años, funcionaba el Hotel Hidalgo, un complejo que sirvió de antecedente para lo que posteriormente sería el Casino Agua Caliente. Se localizaba en la zona sur del Rancho de Tijuana, de la familia Argüello. El 31 de marzo de 1917, el gobernador Esteban Cantú Jiménez decreta la creación de las municipalidades de Tecate y Tijuana. Sin embargo, ese mismo año, el 13 de abril, declara nula la elección y por consiguiente dicho decreto.
En 1924, se estableció el Hipódromo de Tijuana y el Foreign Club. El 15 de octubre de 1925, el presidente Plutarco Elías Calles erigió la congregación de Tijuana en la que se nombró Zaragoza al pueblo y Tijuana al municipio, sin embargo, debido a que por tradición se llamaba a la zona Tijuana, esto no surtió efecto, por lo que entonces se nombró Consejo Municipal. Fue hasta 1929 cuando dejó de ser consejo y de llamarse Zaragoza para transformarse en Delegación Municipal.
En 1927 se estableció el complejo turístico "Compañía Mexicana de Agua Caliente". El 9 de junio del siguiente año se inauguró el Casino de Agua Caliente. A este asistieron políticos, empresarios, y artistas de la naciente industria del cine californiano. Fue reconocido a nivel internacional por su arquitectura; además de ser pilar del turismo en Tijuana durante dicha época. En 1929, por decreto presidencial, se regresa el nombre al pueblo de Zaragoza, por el de Tijuana, como tradicionalmente se usaba. En 1930, el Distrito Norte cambia a territorio constituido por 3 delegaciones: Mexicali, Tijuana y Ensenada. 
En 1935 el general Lázaro Cárdenas clausuró el Casino de Agua Caliente y el Foreign Club, al decretar prohibida la operación de casinos en todo el país. Años después el general decretó la Zona Libre Parcial en el Territorio Norte por diez años. Dos años después de la clausura, se expropió el Centro Turístico Agua Caliente para establecer el Centro Escolar Industrial.

#### Consolidación como ciudad
El 16 de febrero de 1938, se desató un motín violento en el centro de la ciudad. Más de mil personas protagonizaron una violenta revuelta. Estos intentaban linchar al soldado Juan Castillo Morales acusado de violar y asesinar a la niña Olga Camacho. Los manifestantes incendiaron el Palacio Municipal y la estación de Policía. A partir de las confusas circunstancias de este hecho y el posterior fusilamiento del soldado, nace la leyenda urbana de Juan Soldado. Ese mismo año, se inauguró la plaza de toros "El Toreo de Tijuana".
El 26 de abril de 1940 se creó el fondo legal de la ciudad por decreto firmado por el Presidente Lázaro Cárdenas, destinando una porción de 836 hectáreas del rancho de Tijuana para permitir el crecimiento de la población y dotarla de servicios públicos. Ese año también se empezó a exigir pasaporte a los mexicanos para cruzar la línea internacional México-Estados Unidos. 
El 22 de diciembre de 1951 se registró un incendio en el salón conocido como El Coliseo, en un edificio de la avenida Mutualismo, entre las calles 3.ª y 4.ª, famoso en años anteriores por contar con un cine, oficinas administrativas y un salón que fue visitado por distintas celebridad. Dicha noche se realizó una posada a niños de escasos recursos con la finalidad de pasar las fiestas decembrinas, sin embargo, derivado de una pelea, se generó un corto circuito iniciando un incendio el cual se expandió rápidamente. Decenas de personas fallecieron esa noche, algunos intentando salir del lugar, el cual contaba con solo una salida de emergencia; otros perecieron ayudando a salir del inmueble a algunas personas, tal fue el caso de Ángel Camarena Romo y Héctor Tamayo. 
En 1952, Baja California se convierte de territorio a estado libre y soberano. El 1 de mayo de 1954, inicia sus funciones el primer ayuntamiento de la ciudad de Tijuana. El 24 de septiembre de 1957, los ediles del II Ayuntamiento de Tijuana se encontraban reunidos en la Sala de Cabildo del Antiguo Palacio Municipal donde se desarrollaba la sesión en la cual el alcalde Manuel Quirós Labastida estaría presentando ante el pleno una de las iniciativas más trascendentales para esta ciudad: la creación del Sistema Educativo Municipal. Ese mismo año se construiría el primer centro escolar de la ciudad, inaugurado el 12 de octubre de 1957.
El 18 de julio de 1960, se estableció la repetidora de Telesistema (hoy Televisa). De esta manera, dicha empresa comienza una fructífera historia en la ciudad. El mismo año se pone en marcha el proyecto de construcción de la carretera escénica Tijuana-Ensenada. En la noche del 15 de septiembre de 1963, después de la coronación de la reina de las fiestas patrias y la Ceremonia del Grito de la Independencia Nacional, realizadas en un predio cercano al antiguo Puente México, entre el Río Tijuana y las inmediaciones de la línea internacional, la estructura del juego mecánico conocido como "rueda de la fortuna" se desplomó, ocasionando la muerte de seis personas que se encontraban en el mismo. Los peritos de la Secretaría de Obras Públicas del Estado dictaminaron que el desplome de la estructura obedeció al reblandecimiento del suelo, consecuencia de las lluvias que un día antes habían caído sobre la ciudad. En 1965 se inició el programa de empresas maquiladoras, un avance para la economía y el futuro de la ciudad, pues desde entonces se han instalado unas 560 fábricas maquiladoras que dan empleos y generan bienes de exportación.

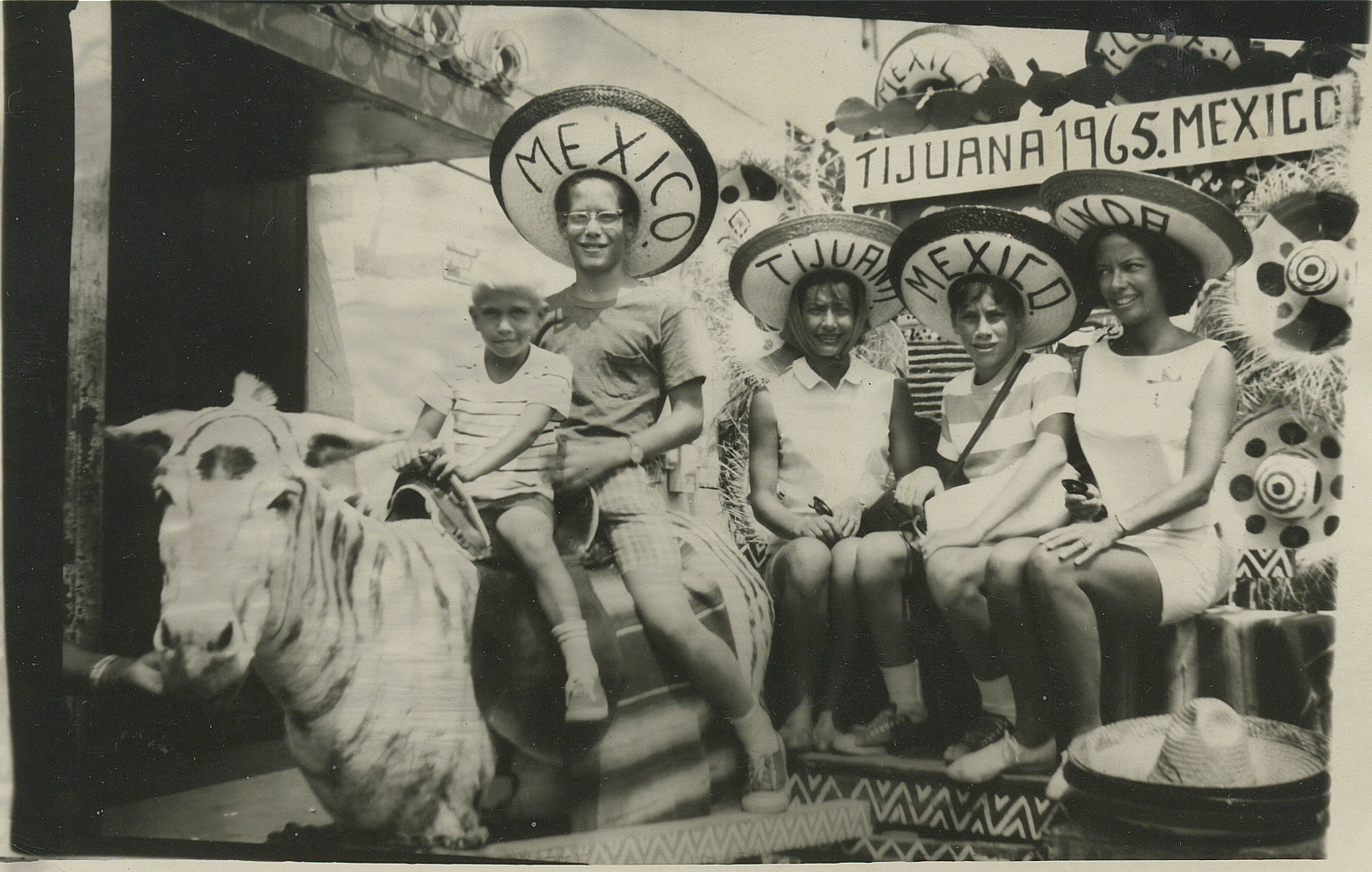
Familia de turistas en la Av. Revolución tomándose la tradicional foto con los burro-cebras.

El 10 de mayo de 1968, un grupo de mujeres simpatizantes del Partido Acción Nacional, se manifestaron desde Tijuana, generando un movimiento que llegaría hasta la Ciudad de México, en contra del fraude electoral que se llevaba a cabo durante las elecciones de ese año. 1 El candidato del PAN, Luis Enrique Enciso Clark habría resultado ganador de la contienda que el mismo Luis Echeverría, en ese entonces, Secretario de Gobernación habría de anular2, pues derrotó fácilmente al candidato oficial, el delegado del IMSS Luis Mario Santana Cobián; la anulación de la elección generó aún más manifestaciones y protestas denunciando el supuesto fraude cometido.3 En Mexicali, el candidato del PAN, Norberto Corella, que prácticamente "humilló" al candidato priista Gilberto Rodríguez González, fue acusado de no tener la ciudadanía mexicana y de seguir afiliado al PRI, al momento de la elección. Por todos estos sucesos, el gobierno del Estado declaró la anulación de las elecciones en Mexicali y Tijuana, no sin declarar la instauración de un Concejo Municipal en dichos municipios, que habría de durar el período constitucional de 3 años. Dichos concejos fueron encabezados por priistas.
En 1970 se inauguró el Aeropuerto Internacional Abelardo L. Rodríguez en la delegación Mesa de Otay. Ese mismo año, un incendio destruyó el Hipódromo de Agua Caliente, reinaugurado el 4 de mayo de 1974. Esa década se construyó la obra de infraestructura más importante en la historia de la ciudad, la canalización del Río Tijuana, el cual significó una pauta para la urbanización de tres zonas en la urbe, siendo la columna vertebral del desarrollo urbano hasta estos días. En 1978, las fuertes lluvias provocaron inundaciones en la ciudad, especialmente en el Cañón Johnson y en la zona del Río Tijuana, por lo que 2500 familias tuvieron que ser desalojadas. En 1979, la Policía Municipal de Tijuana realiza redadas en el "Café Emilio's" y diversos bares y negocios LGBT, detiene de manera indiscriminada a todos los parroquianos y clientes de los comercios con la intención de obtener dinero de las extorsiones. Emilio Velásquez Ruiz, activista gay de la ciudad, logra la liberación de sus clientes e inicia una campaña para advertir a la autoridad que, en caso de reiniciar las redadas, la comunidad LGTB realizaría una protesta masiva frente a la cárcel municipal. Las autoridades se abstendrían de realizar redadas contra negocios LGBT durante los siguientes doce años.
El 30 de enero de 1980, la presa tuvo que ser desfogada en sus excedentes, sin embargo, el gobierno realizó está acción a las 2 de la mañana, por lo que aunque se realizaron avisos en altavoz de desalojar, muchas familias se negaron a hacerlo, muchos de ellos perecieron en el lugar. No se tiene el número exacto de muertos, pero familias enteras desaparecieron ese día. El 26 de febrero de 1985, ocurrió un accidente en la colonia Contreras, cuando un camión que transportaba 40 mil litros de combustible, se volteó y posteriormente explotó. Los hermanos Delfino y Jesús Torres Ornelas, eran los choferes de la unidad, ellos transitaban por el Libramiento Rosas Magallón cuando al percatarse de la falta de frenos, alertaron con el claxon a los transeúntes de la zona. En una acción por evitar el choque, el camión volteó, derramando combustible en la calle y posteriormente explotó; ambos fallecieron en el lugar. 6 calafias y 19 automóviles así como algunas fábricas y comercios, resultaron incendiadas. Los heridos fueron trasladados a la Clínica n.º 20 de La Mesa. Este suceso es conocido como "El pipazo de la 5 y 10".
En la mañana del 20 de abril de 1988, el periodista Héctor "El Gato" Félix Miranda, fue asesinado en la Av. Alba Roja de la colonia Montebello, delegación La Mesa. El 30 de mayo de ese mismo año, la Madre Teresa de Calcuta visitó la ciudad, entrando a algunas de las colonias populares de la joven ciudad, así como la Parroquia de Nuestra Señora de Guadalupe en la delegación La Mesa. Visitó la colonia Sánchez Taboada y estuvo en un evento, el 1 de junio, en la Plaza Monumental de Playas de Tijuana, a unos metros de la frontera con San Diego. En 1991, regresó para visitar de nueva cuenta la ciudad, sin embargo, presentó problemas de salud, por lo que fue atendida en un hospital de la vecina ciudad estadounidense.

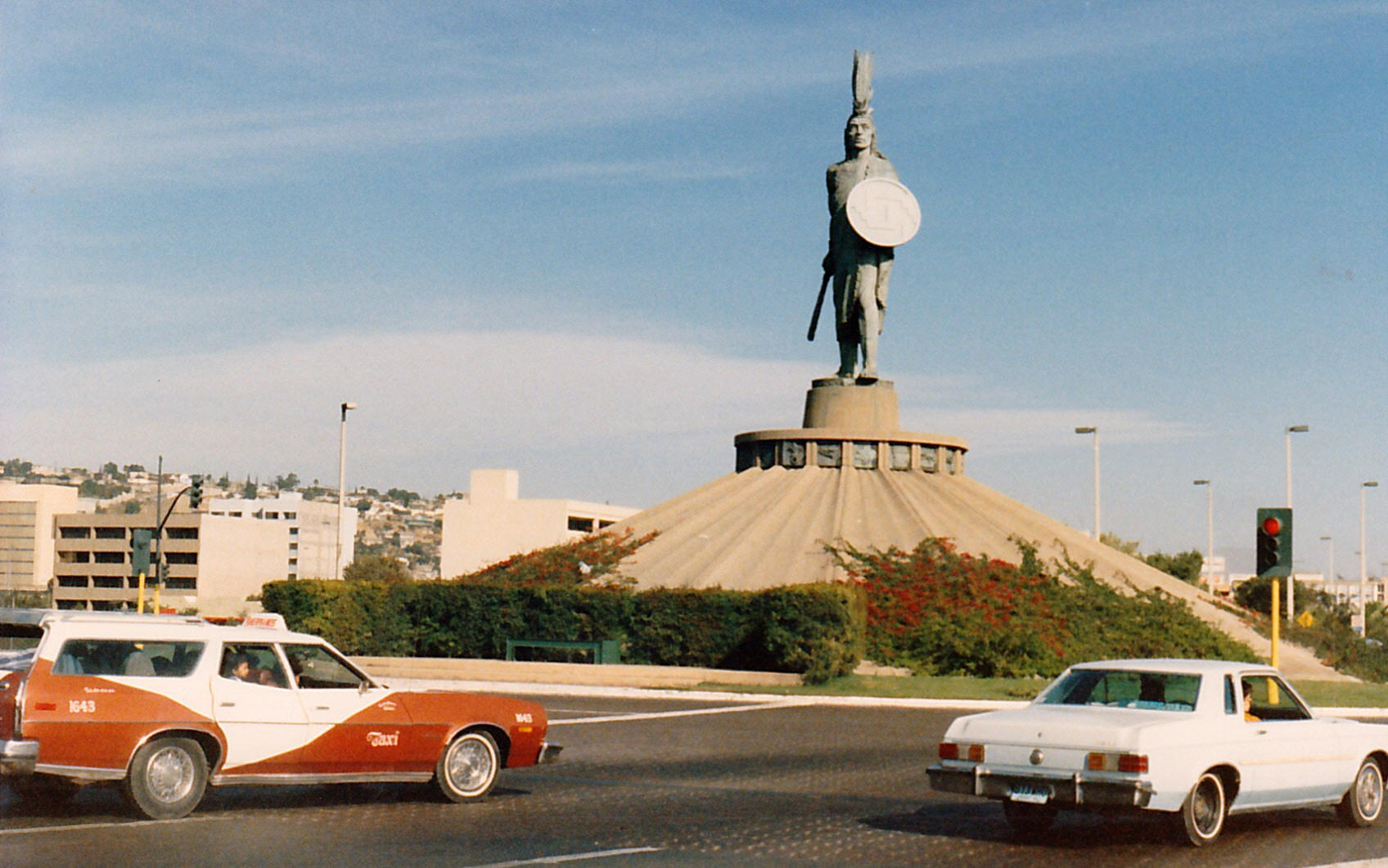
Tijuana en la década de los 90. Vista del Monumento a Cuauhtémoc.

En enero de 1993, se registró un ciclón extratropical con fuertes lluvias, con un total de 210 milímetros de lluvia en 2 semanas, provocando inundaciones en la mayor parte de la ciudad. Se registraron más de 5.000 personas damnificadas, 37 muertos y $40 millones de dólares en pérdidas materiales. El 23 de marzo de 1994, Luis Donaldo Colosio Murrieta, candidato del PRI a la presidencia de la República, fue asesinado en un suburbio de Tijuana, Lomas Taurinas, durante un mitin de su campaña. Este trágico acontecimiento conmovió al país entero y puso a Tijuana en el mapa nacional político. Meses después, la noche del 28 de abril, fue asesinado el director de Seguridad Pública de la ciudad, Federico Benítez López y al escolta, Ramón Alarid, en la delegación La Mesa.

### SigloXXI
A principios de la década de los años 2000, Tijuana emergía como una ciudad fronteriza importante, gracias al crecimiento demográfico y económico que dejó la década de 1990. Sin embargo, tras los atentados terroristas del 11 de septiembre de 2001, Estados Unidos fortaleció su frontera sur con México y comenzó el visado a los mexicanos, hecho que afectó al comercio local entre San Ysidro y Tijuana. 
Aunque el tráfico de drogas y los crímenes relacionados con ello se remontan hacia los años 60 y 70, así como un crecimiento a partir de 1989, la ciudad no se vería tan afectadas sino al inicio de la guerra contra el Narcotráfico implementada en 2006 por el entonces presidente Felipe Calderón. Entre 2008 y 2011, se registraron los hechos los más violentos en la historia de la ciudad, producto de homicidios y una alta tasa de secuestro, afectando no solo la imagen, sino la vida social de los tijuanenses. Las inversiones emigraron a otras ciudades, los comercios no despuntaron y la seguridad social era amenazada. El turismo se redujo debido a las alertas del gobierno estadounidense por los crímenes que azotaban la frontera. De 2008 a 2012, la ciudad se vería inmersa en una ola de violencia, ante numerosos casos de homicidio, secuestro y asaltos.
El sector empresarial junto a organizaciones sociales y el gobierno, comenzaron a buscar eventos y la construcción de espacios para los jóvenes y población en general, con la finalidad de mejorar la imagen y reactivar el turismo en la región. A finales de 2008, Tijuana vio la luz de un museo interactivo cuya temáticas principales son la ciencia y la tecnología. Dicho museo adquirió el nombre de "El Trompo, Museo Interactivo Tijuana". El museo ha adquirido importancia desde su creación, tanto que en 2015 fue considerado uno de los 100 destinos imperdibles en México por parte de la Secretaría de Turismo. También se realizaron algunos eventos deportivos de reconocimiento internacional, como el Pre-mundial Sub-17 de fútbol de la Concacaf, celebrado en el Estadio Caliente y el Campeonato Mundial de Voleibol Femenino Sub-18, en 2009. En 2010 fue sede del Campeonato Mundial Juvenil de Taekwondo, que se realizó del 3 de marzo al 9 de marzo en el Centro de Alto Rendimiento.
En 2010, se realizó un evento histórico en la ciudad, llamado Tijuana Innovadora, donde varias personalidades internacionales, como Larry King, Emilio Azcárraga, Carlos Slim, Jimmy Wales (cofundador de Wikipedia) y Biz Stone (cofundador de Twitter), ganadores de premios Nobel, como Robert Aumman, Mario Molina asistieron a este evento realizado en el Centro Cultural Tijuana, mandando una señal de la importancia del sector industrial, comercial, cultural y social de Tijuana al mundo.
El 22 de junio de 2011, es titulada "Ciudad Heroica", conmemorando el Centenario de la Toma de Tijuana por parte de los filibusteros en 1911, en el marco de la Revolución Mexicana. Entre 2012 y 2018, se gestó un renacimiento cultural y turístico, gracias a la realización de diversos festivales que durante todo el año generaron una importante atracción de turismo de California, Nevada y Arizona, así como de otros estados de la República Mexicana. 
Entre 2016 y 2018, diversos grupos de personas originarias de Haití, África y Honduras, realizaron viajes con la intención de obtener asilo humanitario por parte de Estados Unidos, muchos de ellos, abordaron la frontera de Tijuana-San Diego. En octubre de 2016, miles de personas en la conocida inmigración haitiana en México llegaron a la frontera, ante la respuesta positiva por parte del gobierno estadounidense, al menos 3 mil se quedaron en la ciudad, integrándose a la vida social fronteriza en una comunidad denominada La Pequeña Haití.
Por su parte, en noviembre de 2018, la llamada caravana migrante proveniente de Honduras, arribó, instalándose principalmente en la zona de Playas de Tijuana. El 12 de noviembre, un primer grupo de 75 personas llegó a Tijuana, la mayoría integrantes de la comunidad LGBT, y el 13 de noviembre un segundo grupo de 350 personas también llegó a la ciudad; ambos grupos se adelantaron al contingente principal. El 16 de noviembre finalmente llegaron a Tijuana. Los días posteriores el resto de la caravana continuó agrupándose en Tijuana, llenando el albergue Benito Juárez con hasta 5 mil personas.
La mañana del domingo 25 de noviembre, un centenar de migrantes que se manifestaba cerca del albergue intentó cruzar la frontera, pero a la mayoría le fue impedido hacerlo con gases lacrimógenos y presuntamente balas de goma. Esto provocó el cierre del punto fronterizo de San Ysidro por 4 horas. En el disturbio, agentes mexicanos atraparon a 98 migrantes para ser deportados y la Patrulla Fronteriza de los Estados Unidos arrestó a 42. El fallido intento de cruzar la frontera desmotivó a muchos migrantes, quienes se quedaron en México u optaron por regresar a sus países. El domingo 30 se informó que los migrantes fueron trasladados a un nuevo albergue improvisado, a 15 km de la frontera, debido a las fuertes lluvias y bajas temperaturas que golpearon Tijuana y que agravaron la salud de los migrantes. Según cifras oficiales, 2000 migrantes se instalaron en el nuevo albergue y otros 500 se quedaron viviendo en la calle, cerca del albergue anterior, mientras que el resto se dispersó. Además unos 2250 se inscribieron en un programa oficial para conseguir visa humanitaria para residir en México.
A partir de 2018, el número de homicidios comenzó a tener un aumento considerable, convirtiendo a la ciudad, como la urbe con más casos en México, superando los 2,400 casos en un año, en 2018, 2,185 en 2019 y 2003 casos en 2020.
El 19 de marzo de 2020 se registró el primer caso confirmado de COVID-19, en el marco de la pandemia global por dicho virus. Hasta el 26 de enero de 2022, se contabilizaban 17 480 casos confirmados acumulados y más de 3 mil fallecidos. En junio de 2020 se registraron más de 100 incendios en el municipio por una jornada atípica de condición Santa Ana sumado a una ola de calor, superando los 30 °C; cientos de habitantes fueron evacuados, 4 personas resultaron heridas y 2 perdieron la vida.
En 2021, masivos grupos de personas provenientes de Guerrero, Michoacán, Centroamérica y Haití, incluso grupos afganos, se han movilizado para llegar a la ciudad, con la intención de buscar asilos humanitarios en Estados Unidos, sin embargo, tal y como ocurre en otras ciudades fronterizas, estos no se están dando, por lo que miles de personas han tomado las calles con campamentos improvisados, habitando así en espacios públicos. Respecto al albergue afgano, es un grupo de mujeres latinas en Estados Unidos, quienes están restaurando un edificio de la Zona Norte, para recibir alrededor de 120 familias provenientes de Afganistán tras la toma del poder por parte del grupo talibán. A finales de año, se dio a conocer que por lo menos mil quinientos haitianos habían arribado a Tijuana.
En 2022, tras la invasión de Rusia a Ucrania, al menos 3 mil ucranianos arribaron a la ciudad en busca de asilo humanitario por parte de Estados Unidos. El grupo de personas se instaló en los alrededores de la Garita Internacional de San Ysidro, en una de las estaciones de transporte público, así como áreas verdes. Mientras que familias de Ucrania han sido recibidos por las autoridades estadounidenses, los cientos de migrantes rusos que buscan también asilo, no lo ha conseguido. En enero de 2022, se registraron los asesinatos de dos periodistas: Margarito Martínez el día 17 de enero, y Lourdes Maldonado, el 23 de enero. El gremio de periodistas de la ciudad, así como una movilización nacional, realizaron manifestaciones exigiendo a los gobiernos y fiscalías estatales y federales que se haga justicia, así como la reducción de violencia contra la prensa, y sociedad en general. El 12 de agosto de ese año, una serie de ataques armados en contra de unidades de transporte público y vehículos particulares, registrados en distintos puntos de la ciudad provocaron movilización de diferentes instituciones de seguridad para atender la situación. Esto, acompañado de una serie de noticias falsas, promovidas en redes sociales y a través de los medios de comunicación del exgobernador Jaime Bonilla, provocaron que los ciudadanos se resguardaran ante una posible redada del crimen organizado, alertando de toque de queda, el cual fue desmentido por las autoridades locales. El consulado de Estados Unidos emitió alertas para no viajar a Baja California, mientras que el gobierno mexicano no hizo declaración alguna sobre los atentados.

### Actualidad

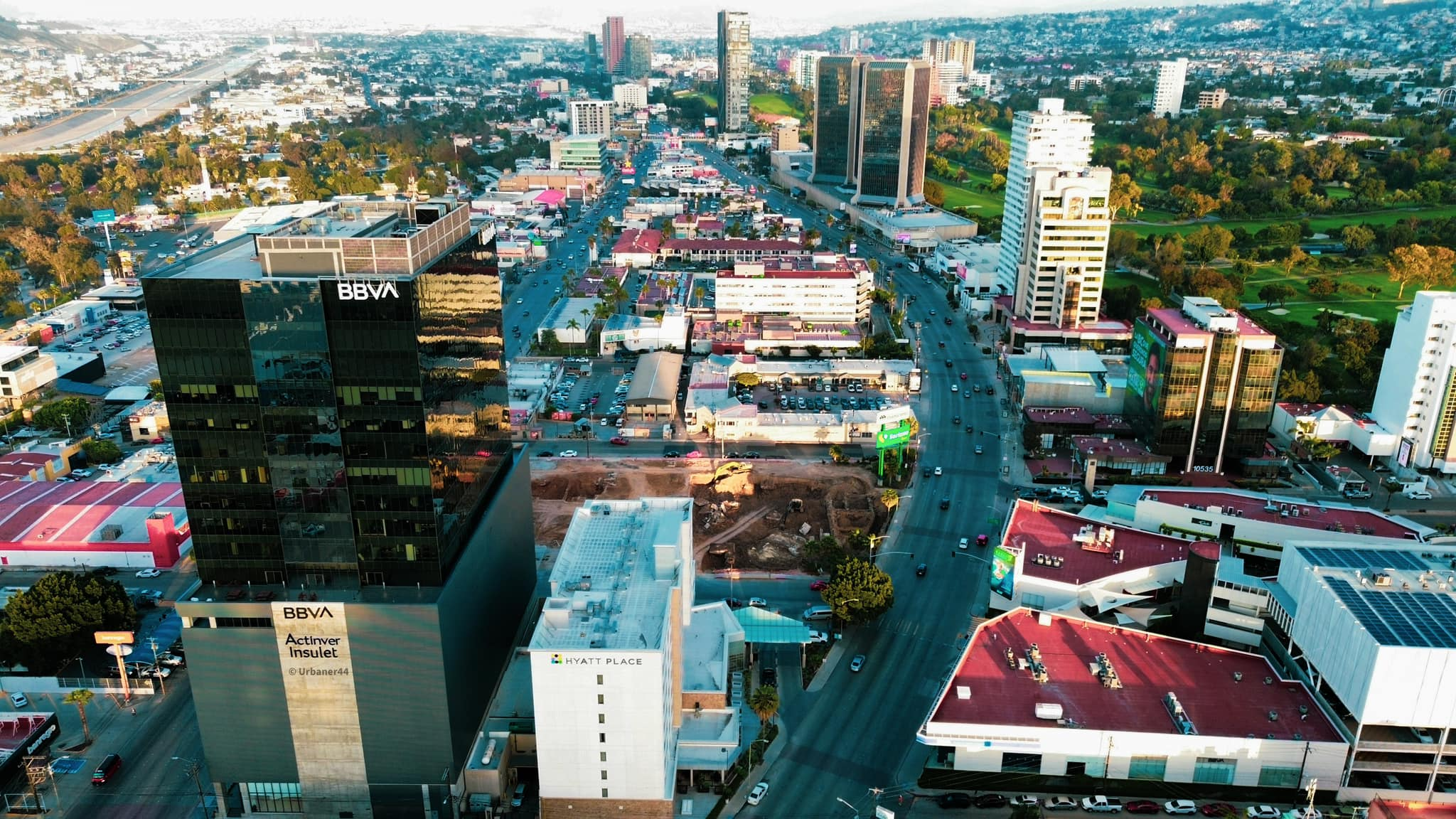
Vista aérea del bulevar Agua Caliente en dirección a La Mesa.

Ante una temporada histórica de constantes lluvias, en 2023 se registraron diversos deslizamientos de tierra en distintos puntos de la ciudad, afectando a los habitantes de las zonas, algunas marcadas como zonas de riesgo. El suceso más impactante fue el deslizamiento en el cañón del Matadero, un punto geográfico donde corre un arroyo hacia el océano Pacificó, llegando al estuario del río Tijuana en San Diego, California. El deslizamiento provocó el cierre parcial de la vialidad aledaña con riesgo de que este terraplén construido en la década de los 60, colapse.

## Geografía

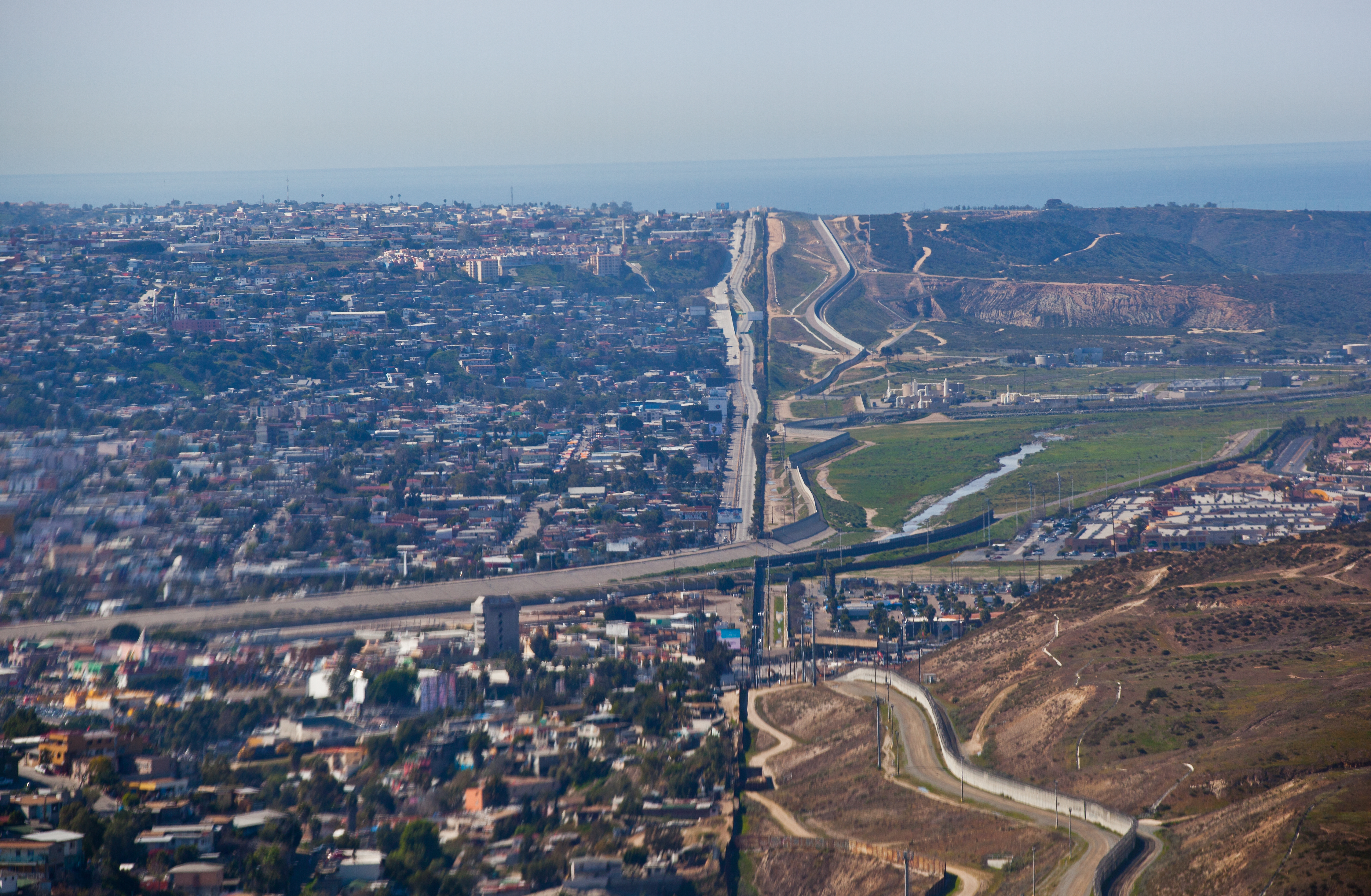
Frontera de Tijuana con Estados Unidos, al fondo el Océano Pacífico

Tijuana se encuentra a 32° 31' 30" de latitud norte y a 117° de longitud oeste. Colinda al norte en 41 km con el condado de San Diego (California), al sur con los municipios de Playas de Rosarito y Ensenada, al este con el municipio de Tecate y al oeste con el Océano Pacífico. Es la ciudad más occidental de América Latina.
El municipio tiene una extensión de 1239,49 km² y de él forman parte las islas Coronado, ubicadas frente a las costas del municipio en el Mar Mexicano.  

### Topografía
La ciudad está enclavada entre cerros, cañones, barrancas y arroyos. Es notoria la existencia de una pequeña planicie en la costa, que se va reduciendo ante una serie de cañones y lomas que comienzan en el estuario del Río Tijuana y avanza paralelamente al Océano Pacífico y que finalmente se convierten en parte del lomerío que cubre casi la totalidad urbana del sur de la ciudad. La zona cercana al río, es un valle que va desde la Línea Internacional de San Ysidro hasta dividirse en dos, gracias al Arroyo Alamar y el Río Tijuana; una parte finaliza entre el Cerro La Avena y la Montañas de Otay. El otro valle, finaliza en la Presa Abelardo L. Rodríguez, antes conocido como Cañón de García. En medio de estas dos corrientes hídricas, se elevan mesas y lomas, pero notoriamente, el Cerro Colorado. La extensión de dichas lomas, finalizan en las faldas del Cerro San Isidro, hasta una zona plana, conocida como Valle Redondo. 
Al norte de la ciudad se encuentra la Mesa de Otay, una meseta casi plana de unos 160 m de altitud. Entre los cañones discurren pequeños arroyos que están casi desaparecidos debido a los asentamientos irregulares, lo que hace que todos estos lugares estén expuestos a deslaves en épocas de lluvias o por la acción de los temblores que ocasionalmente se sienten en la ciudad; ejemplos de ellos: el Arroyo Otay, Arroyo Cañón del Padre, Arroyo Buenos Aires, entre otros. El paisaje presenta una topografía accidentada: suelos inestables, susceptible a derrumbes, que se saturan rápidamente, fáciles de erosionar e inundar, y cuando la vegetación es removida se incrementa la erosión por escorrentía.
| Nombre           | Latitud        | Longitud        | Altitud (m s. n. m.) |
| ---------------- | -------------- | --------------- | -------------------- |
| Cerro Bola       | 32°18′17.34″ N | 116º41’02.16” W | 1,280                |
| Cerro Gordo      | 32°18′45.07″ N | 116º45’42.69” W | 1,140                |
| Cerro El Carmelo | 32°25′41.15″ N | 116º46’58.59” W | 880                  |
| Cerro Grande     | 32°25′56.41″ N | 116º42’36.34” W | 880                  |
| Cerro San Isidro | 32°31′46.94″ N | 116º48’31.81” W | 840                  |
| Cerro El Yuma    | 32°24′39.09″ N | 116º48’20.09” W | 750                  |
| Mesa Redonda     | 32°20′17.64″ N | 116º55’28.37” W | 680                  |
| Cerro El Macho   | 32°29′24.8″ N  | 116º46’01.33” W | 550                  |
| Cerro Colorado   | 32°28′26.88″ N | 116º53’52.48” W | 540                  |
| Cerro La Avena   |                |                 | 520                  |

| Noroeste: Océano Pacífico | Norte: San Diego (California)   | Nordeste: San Diego (California)    |
| Oeste: Océano Pacífico    |                                 | Este: Tecate (Baja California)      |
| Suroeste: Océano Pacífico | Sur: Rosarito (Baja California) | Sureste: Ensenada (Baja California) |

### Clima

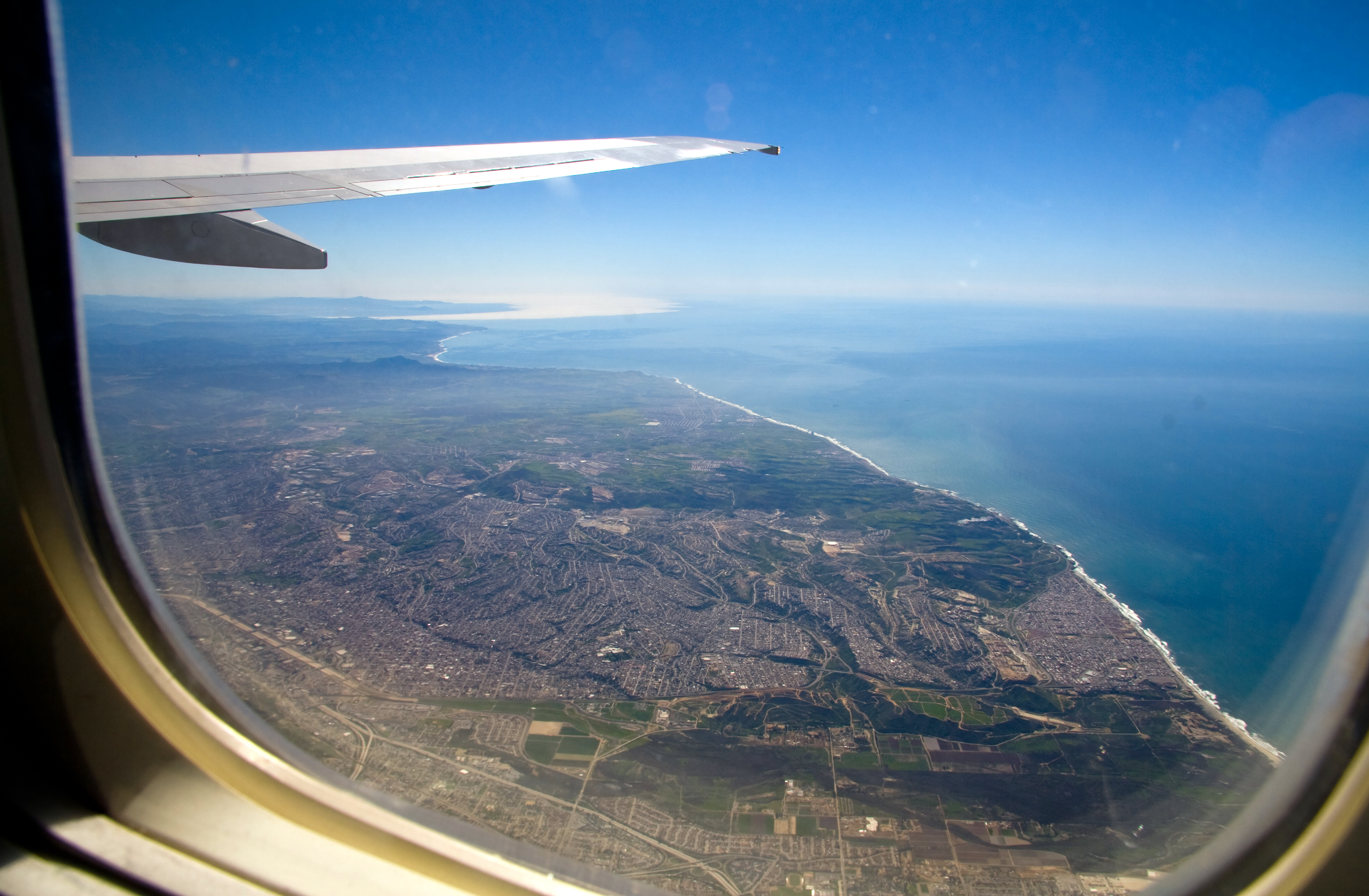
Fotografía aérea de Tijuana.

El clima de Tijuana es semiárido (BSk según la Clasificación climática de Köppen) o mediterráneo seco, caracterizado por veranos principalmente secos y de templados a cálidos, e inviernos suaves y húmedos. La temperatura media anual es de 17.5 °C y el régimen de lluvias es de noviembre a abril con un promedio de 251 mm anuales.
La influencia marítima del océano Pacífico tiende a mantener a las zonas cercanas a la costa con temperaturas más frescas en verano y templadas en invierno a diferencia con la zona este de la ciudad donde las temperaturas suelen ser más cálidas durante el verano. Las lluvias no son muy abundantes y están concentradas en los meses más frescos (de noviembre a abril), estas se originan por los frentes y tormentas que ingresan desde el océano Pacífico.
Las temperaturas medias mensuales oscilan entre los 13 °C en invierno a 22 °C en verano, los meses más frescos son diciembre y enero donde las temperaturas mínimas están entre los 6 °C y 8 °C, y máximas entre los 16 °C y 20 °C; y los más calurosos son agosto y septiembre con temperaturas máximas alrededor de los 26 °C aunque en algunas ocasiones pueden superar los 30 °C, y mínimas en los 18 °C y 19 °C. Por su ubicación costera la ciudad tiene un clima especialmente afectado por la corriente fría de California, y por el hecho de que la temperatura oceánica alcanza sus máximos niveles estivales en agosto y septiembre, y no en junio y julio como acontece en el interior de los continentes, debido al lento calentamiento que sufren las masas de agua con respecto a las terrestres. Es por este hecho que el final del verano y el principio del otoño es comúnmente la época más cálida de la ciudad (característica propia del clima mediterráneo, y en especial en su versión californiana). Los vientos dominantes son de dirección Noroeste y Sureste, con una velocidad media de 10 km/h, situación que se mantiene casi constante a lo largo del año. Durante el otoño y a principios de primavera, en algunas ocasiones pueden presentarse los vientos de Santa Ana, este fenómeno se caracteriza por vientos fuertes, secos y calientes, provenientes del noreste, pasando por las montañas con dirección al mar y pueden traer olas de calor por arriba de los 30 °C, pero por lo general, en la mayor parte del año, las temperaturas se mantienen templadas y las noches frescas.
La presencia de huracanes en el norte de la península bajacaliforniana es un fenómeno muy raro debido a que la corriente fría de California mantiene a las aguas de la costa significativamente más frías ocasionado que los huracanes se disipen antes de llegar a las costas del norte de la península.
Durante los meses de abril a junio, un fenómeno meteorológico suele traer una capa marina de nubosidad trayendo días nublados y frescos principalmente en las zonas costeras. Los meses con mayor número de días despejados son julio, agosto, septiembre y octubre.
Las tormentas eléctricas son también fenómenos que no suelen suceder en la ciudad, a excepción de las montañas cercanas en San Diego y Tecate. Sin embargo, el 4 y 5 de octubre de 2021, se registraron cerca de 4 mil rayos en la región, de acuerdo a información del Servicio Meteorológico de San Diego.

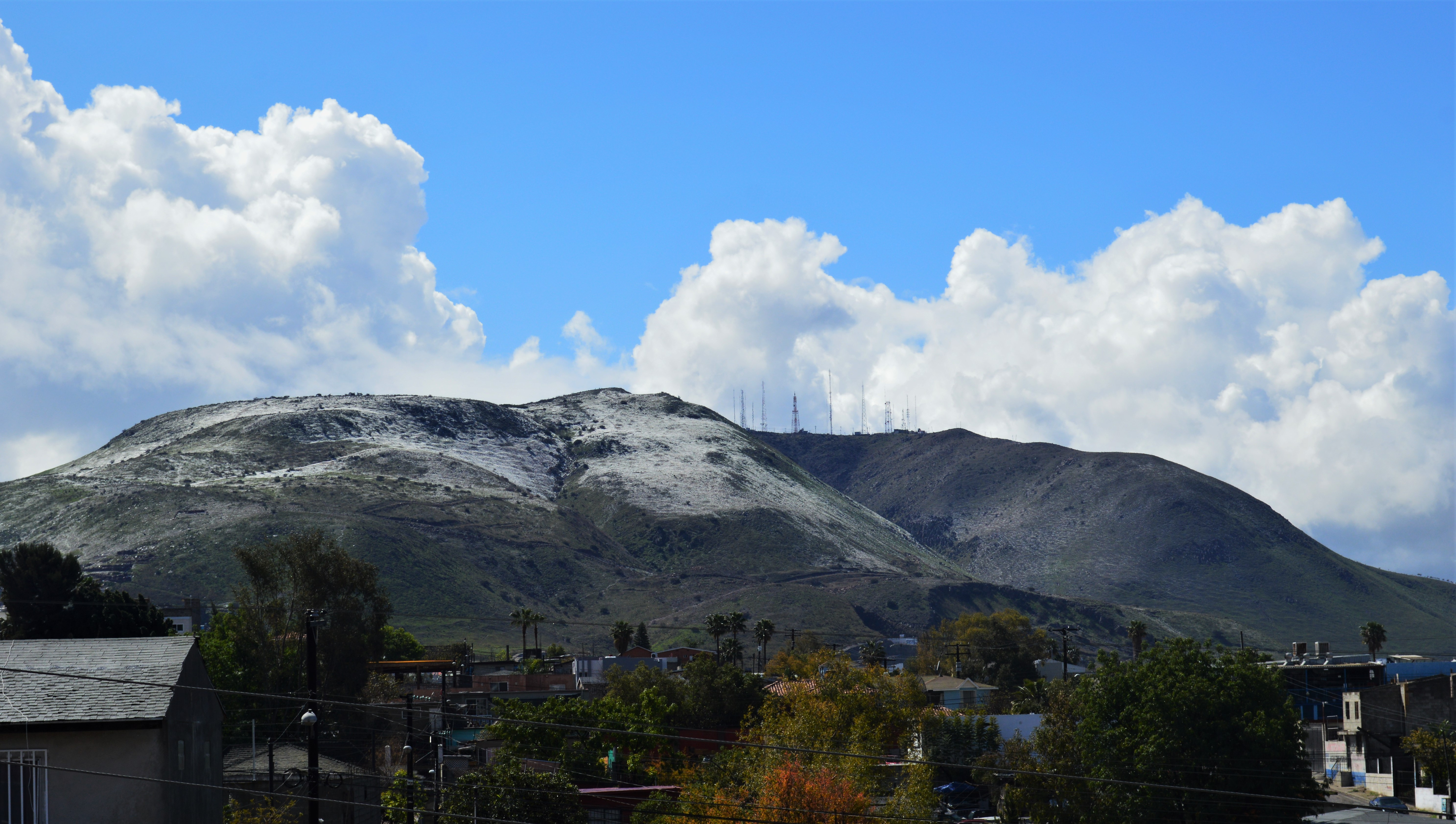
Una breve tormenta en el 11 de marzo de 2021, nevó el Cerro Colorado durante unos minutos.

Las heladas son raras en la ciudad, y las temperaturas se mantienen templadas durante todo el año, exceptuando las ocasiones en que los vientos de Santa Ana traen aire caliente del continente y elevan la temperatura por encima de los 30 °C.
En diciembre de 1967 se registró una nevada en el centro de la ciudad; una nevisca en el este de la ciudad en enero de 2007; y el 14 de febrero de 2008, una inusual tormenta invernal provocó una nevada en las partes altas de los cerros de la ciudad. El 31 de diciembre de 2014 una tormenta invernal provocó la caída de nieve en las partes altas de la zona este de la ciudad. El 11 de marzo de 2021, una breve tormenta cubrió el Cerro Colorado de nieve durante unas horas, así como las montañas del este de la ciudad; algunas calles fueron cubiertas de granizo.
El 20 de agosto de 2023, el huracán Hilary, ya como tormenta tropical provocó lluvias de moderadas a fuertes en la ciudad, generando algunas inundaciones y corrientes de agua en cañones, así como afectaciones a al menos 13 deslaves que se encontraban activos y bajo investigación de las autoridades. Hilary es el primer ciclón tropical que tocó tierra en la ciudad.
La temperatura mínima récord registrada en la ciudad fue de -5.0 °C la fecha 27 de diciembre de 1973, mientras que la más alta fue de 49.0 °C el 28 de septiembre de 1963.
| Parámetros climáticos promedio de Tijuana                                                                         | Parámetros climáticos promedio de Tijuana | Parámetros climáticos promedio de Tijuana | Parámetros climáticos promedio de Tijuana | Parámetros climáticos promedio de Tijuana | Parámetros climáticos promedio de Tijuana | Parámetros climáticos promedio de Tijuana | Parámetros climáticos promedio de Tijuana | Parámetros climáticos promedio de Tijuana | Parámetros climáticos promedio de Tijuana | Parámetros climáticos promedio de Tijuana | Parámetros climáticos promedio de Tijuana | Parámetros climáticos promedio de Tijuana | Parámetros climáticos promedio de Tijuana |
| Mes | Ene.                                      | Feb.                                      | Mar.                                      | Abr.                                      | May.                                      | Jun.                                      | Jul.                                      | Ago.                                      | Sep.                                      | Oct.                                      | Nov.                                      | Dic.                                      | Anual                                     |
| --- | ----------------------------------------- | ----------------------------------------- | ----------------------------------------- | ----------------------------------------- | ----------------------------------------- | ----------------------------------------- | ----------------------------------------- | ----------------------------------------- | ----------------------------------------- | ----------------------------------------- | ----------------------------------------- | ----------------------------------------- | ----------------------------------------- |
| Temp. máx. abs. (°C)                                                                                              | 34.5                                      | 39.0                                      | 34.0                                      | 36.0                                      | 38.5                                      | 41.8                                      | 39.0                                      | 41.0                                      | 49.0                                      | 47.0                                      | 42.0                                      | 37.0                                      | 49.0                                      |
| Temp. máx. media (°C)                                                                                             | 20.3                                      | 20.8                                      | 20.8                                      | 22.1                                      | 23.5                                      | 25.2                                      | 27.8                                      | 28.1                                      | 27.8                                      | 26.0                                      | 23.5                                      | 21.1                                      | 23.9                                      |
| Temp. media (°C)                                                                                                  | 13.6                                      | 14.3                                      | 14.8                                      | 16.1                                      | 18.0                                      | 19.8                                      | 22.2                                      | 22.8                                      | 22.0                                      | 19.5                                      | 16.6                                      | 14.0                                      | 17.8                                      |
| Temp. mín. media (°C)                                                                                             | 6.9                                       | 7.8                                       | 8.8                                       | 10.2                                      | 12.4                                      | 14.3                                      | 16.5                                      | 17.5                                      | 16.1                                      | 13.0                                      | 9.8                                       | 6.9                                       | 11.7                                      |
| Temp. mín. abs. (°C)                                                                                              | -3.0                                      | 0.0                                       | 0.5                                       | 1.0                                       | 5.5                                       | 5.0                                       | 7.5                                       | 10.5                                      | 0.0                                       | 5.0                                       | 1.0                                       | -5.0                                      | -5.0                                      |
| Precipitación total (mm)                                                                                          | 43.8                                      | 36.5                                      | 42.7                                      | 17.6                                      | 4.4                                       | 0.7                                       | 0.7                                       | 0.9                                       | 5.0                                       | 7.8                                       | 33.8                                      | 37.0                                      | 230.9                                     |
| Días de precipitaciones (≥ 1 mm)                                                                                  | 5.9                                       | 4.7                                       | 5.9                                       | 3.1                                       | 1.4                                       | 0.5                                       | 0.4                                       | 0.2                                       | 0.7                                       | 1.7                                       | 3.9                                       | 4.3                                       | 32.7                                      |
| Horas de sol | 217                                       | 226                                       | 248                                       | 240                                       | 248                                       | 240                                       | 310                                       | 279                                       | 270                                       | 248                                       | 240                                       | 248                                       | 3014                                      |
| Humedad relativa (%)                                                                                              | 70                                        | 74                                        | 73                                        | 75                                        | 77                                        | 79                                        | 80                                        | 80                                        | 79                                        | 76                                        | 69                                        | 69                                        | 75                                        |
| Fuente: Servicio Meteorológico Nacional, BBC weather (sun and humidity) y The Weather Channel 11 de julio de 2022 |                                           |                                           |                                           |                                           |                                           |                                           |                                           |                                           |                                           |                                           |                                           |                                           |                                           |

### Hidrografía

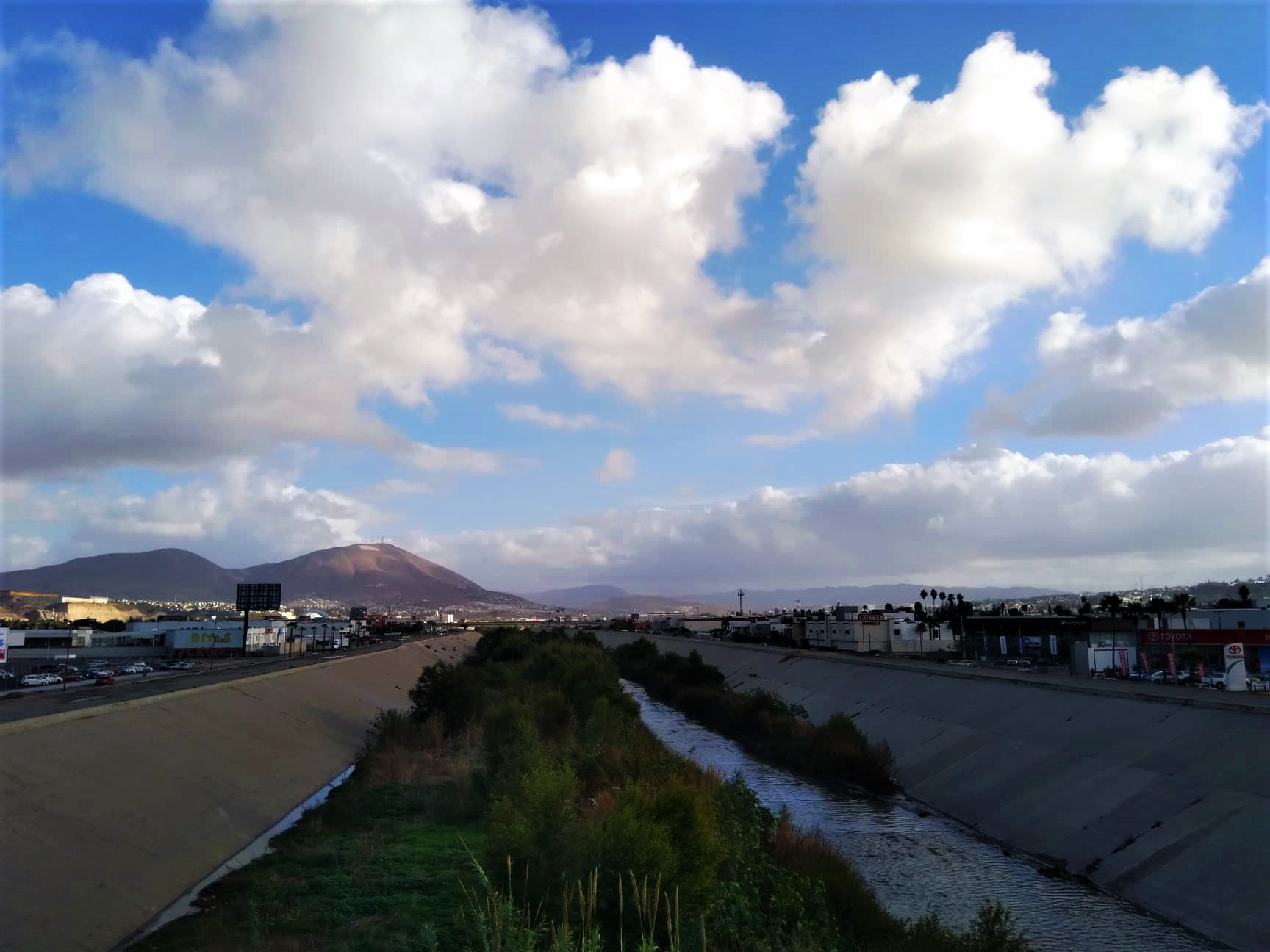
El río Tijuana cruza por toda la ciudad de sureste a noroeste, desde la Presa Abelardo L. Rodríguez hasta el océano Pacífico, atravesando la frontera con EE. UU.

El río Tijuana es un río intermitente que fluye entre México y Estados Unidos, está formado por dos redes de desagüe que se unen dentro de la zona urbana de Tijuana. 
El tributario principal del río Tijuana, es el arroyo Las Palmas, que desemboca en la presa Abelardo L. Rodríguez, la cual tiene una capacidad máxima de almacenamiento, de 137 millones de metros cúbicos y se halla ubicada en la zona sureste de la ciudad. Río abajo, una mínima parte del agua, (excepto en temporada de lluvias, en que ocasionalmente, puede alcanzar importantes desfogues), fluye a través de la zona urbana, a lo largo de 17 kilómetros (10.5 millas), mediante una canalización de concreto hidráulico, hasta la frontera internacional con los Estados Unidos. Ya en lado estadounidense, el líquido es depurado por una planta tratadora de aguas negras, localizada en las cercanías de la línea fronteriza, al sur del Condado de San Diego, de donde sale el caudal hídrico hacia el oeste, ya tratado, recorriendo finalmente el estuario del río Tijuana, por una distancia de unos nueve kilómetros, hasta su desembocadura en el Océano Pacífico.
A su vez, el arroyo Alamar, es el segundo cuerpo hidrológico más importante, pues forma parte de la cuenca del río Tijuana y recorre cerca de diez kilómetros de la zona urbana. Sus aguas provienen de las Montañas Laguna en California y del Río Tecate. 

### Flora y fauna
Debido a la urbanización, la fauna nativa de la región ha visto destruido su hábitat, movilizándose a las orillas de la ciudad, especialmente en el lomerío no habitable. Sin embargo, aun en las periferias es posible encontrar animales como ardillas, conejos, topos, liebres, cachoras, serpientes de cascabel, linces, coyotes, comadrejas, y otras especies terrestres. Además, aves como patos, palomas, colibríes, pijía, pelícanos y codorniz de montaña. Entre los animales marinos, se encuentran: delfines, ballenas, sardina, lenguado, barrilete, entre otros.
Por a su clima mediterráneo, es posible encontrar diversas especies de flora en las zonas no habitables de la ciudad, principalmente en los cerros y lomas que se encuentran a las afueras. Sin embargo, también en la zona urbana se localizan especies que se han adaptado al clima de la región, como la jacaranda, palmeras, árboles frondosos y pinos. También existen distintas clases de árboles de más de cinco metros, predominando el sauce, romerillo, álamo, chamizo amargo y saúco.
|         |
| Ardilla |

|        |
| Conejo |

|      |
| Pato |

|                    |
| Palma Washingtonia |

|                       |
| Girasol de California |

|           |
| Chaparral |

|          |
| Delfines |

|          |
| Gaviotas |

|                |
| Leones marinos |

|        |
| Linces |

### Ecología
La región transfronteriza ha enfrentado históricamente problemas de contaminación en las playas que comparten. En 2017 este problema alcanzó su punto más alto con un vertido masivo de millones de litros de aguas negras en Tijuana que llegaron hasta las playas de San Diego. Como parte de los esfuerzos por combatir el problema, el 24 de agosto de 2018 Tijuana se convirtió en la primera ciudad mexicana de la frontera norte en prohibir las bolsas de plástico desechables. La iniciativa surgió del trabajo conjunto entre el Ayuntamiento de Tijuana y el Programa de las Naciones Unidas para el Medio Ambiente (ONU Medio Ambiente). En 2021 las autoridades federales de Estados Unidos y México aprobaron un plan de 630 millones de dólares destinado a tratar las aguas contaminadas del Río Tijuana que desembocan en las playas de estadounidenses.

## Demografía

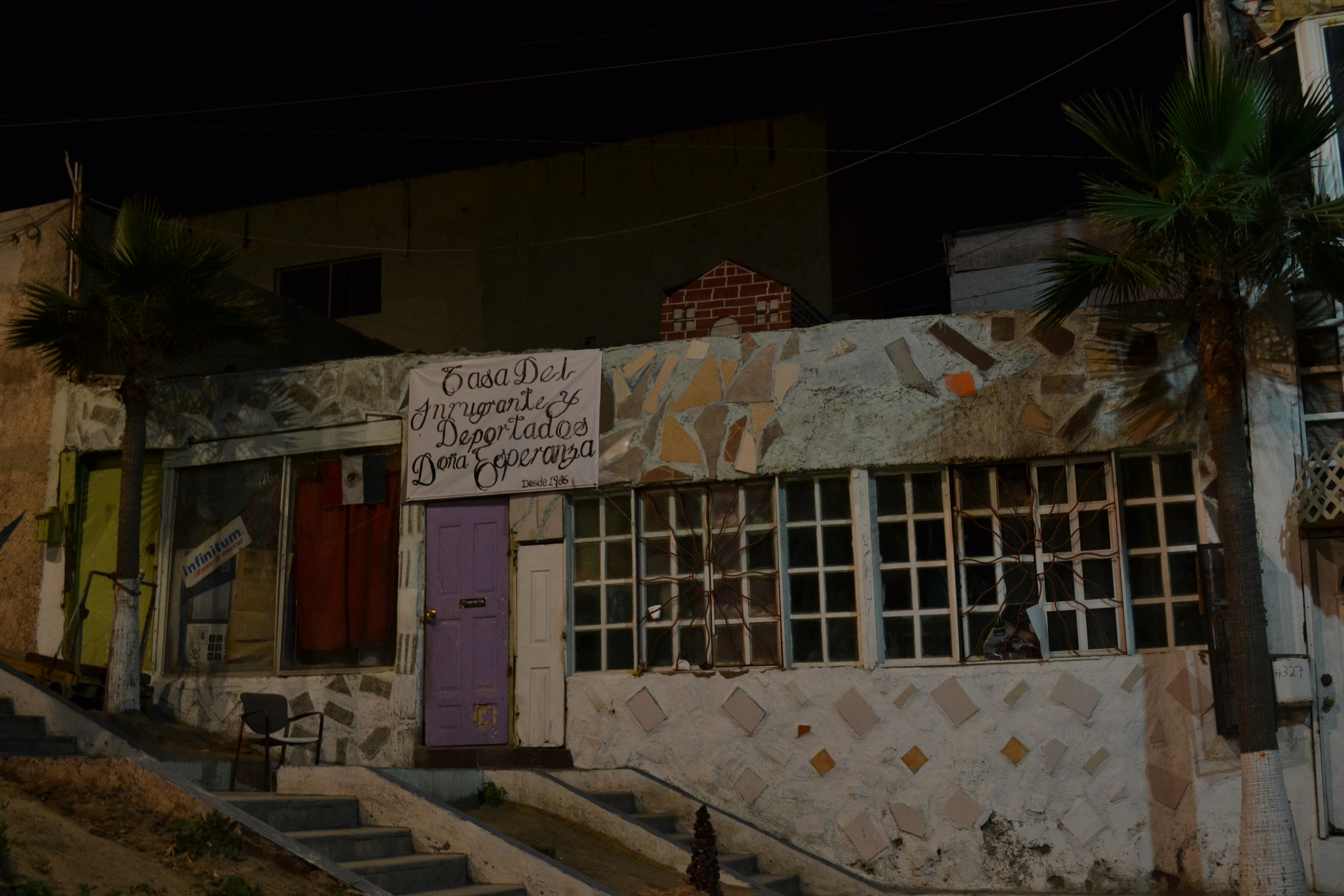
Desayunador en apoyo a migrantes en Tijuana

### Población
| Gráfica de evolución demográfica de Tijuana entre 1900 y 2020 |
|                                                               |

De acuerdo con el censo realizado por el INEGI en 2020, la ciudad de Tijuana cuenta con 1 810 645 habitantes, mientras que la Zona Metropolitana de Tijuana (Tijuana-Tecate-Rosarito) cuenta con 2 157 853 habitantes.
Hasta la década de 2000, Tijuana contaba con una tasa de crecimiento alta; según datos del municipio, crece a razón de 3 hectáreas por día, solo comparable en términos globales con Ciudad Juárez que comparte una dinámica de población similar. El crecimiento de Tijuana se explica en gran parte por la cantidad de gente y familias completas que vienen del Sur y Centro de México, El Caribe, Centro América y el norte de Sudamérica buscando empleo, emigrando al norte y al no poder cruzar la frontera, se convierte en pobladores de la ciudad. De hecho, 944 053 habitantes, es decir el 49 % de la población, es nacida en otra entidad federativa u otro país. Respecto a grupos indígenas, solamente 12 328 personas, es decir, el 0.6 % de la población, habla una lengua indígena y de ellos, solo 140 personas no hablan español.

### Religión

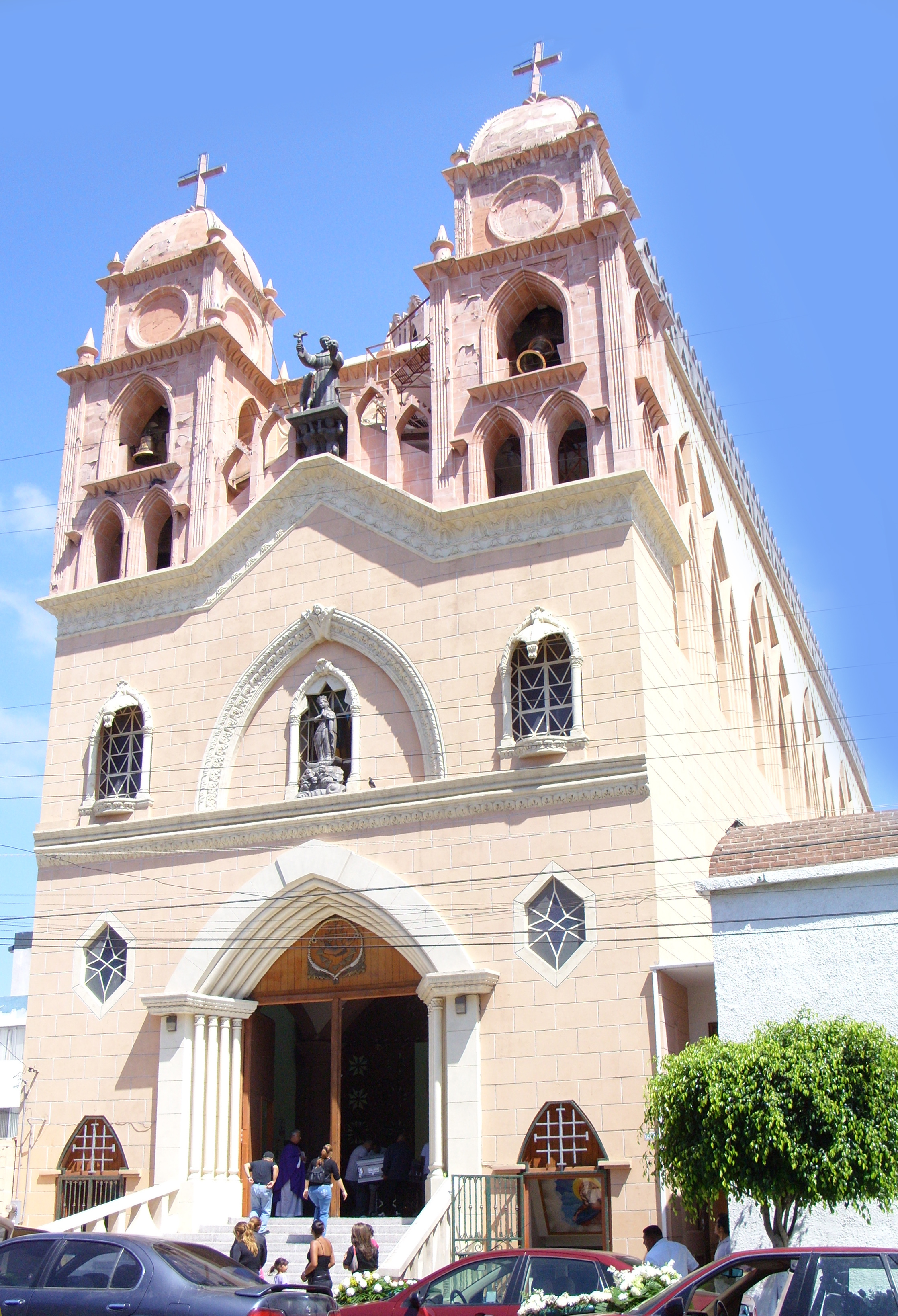
Iglesia de San Francisco de Asís en la Calle 3ra, Zona Centro

Según INEGI, el 78.3 % de la población, declaró tener alguna creencia religiosa, de ellos, el 79.8 % son cristianos católicos, el 20 % a una religión protestante / cristiano evangélico, mientras que el 0.13 % a otra religión, principalmente de origen oriental, judío, islámico y católico ortodoxo.
De acuerdo con el Diario de Tijuana , se ha visto un crecimiento en la práctica de religiones alternativas y espiritualidades modernas, incluyendo comunidades de meditación y prácticas como el budismo y el yoga, que reflejan la influencia cultural de sus habitantes multiculturales y su cercanía con la frontera.

### Salud
De acuerdo con el Instituto Nacional de Estadística Geográfica e Informática (INEGI), en Tijuana 1 426 523 habitantes se encuentran afiliados a algún servicio de salud, mientras que 481 326, no lo están, representando el 25.8 % de la población. De los habitantes afiliados a un servicio de salud, el 75 % están con el IMSS, 13.1 % al INSABI (antes Seguro Popular), 5 % a una institución privada, 4.2 % al ISSSTE y 1.7 % al ISSSTECALI.

### Zona Metropolitana de Tijuana
Artículo principal: Zona Metropolitana de Tijuana
La Zona Metropolitana de Tijuana es la región urbana resultante de la conurbación de varias localidades de tres municipios del estado de Baja California: Tijuana, Tecate y Playas de Rosarito. Según datos del XIV Censo de Población y Vivieda del INEGI en 2020 cuenta con una población de 2 157 853 de los cuales 1 922 523 pertenecen a Tijuana, 126 890 a Rosarito y 108 440 a Tecate.

### Área metropolitana de San Diego-Tijuana

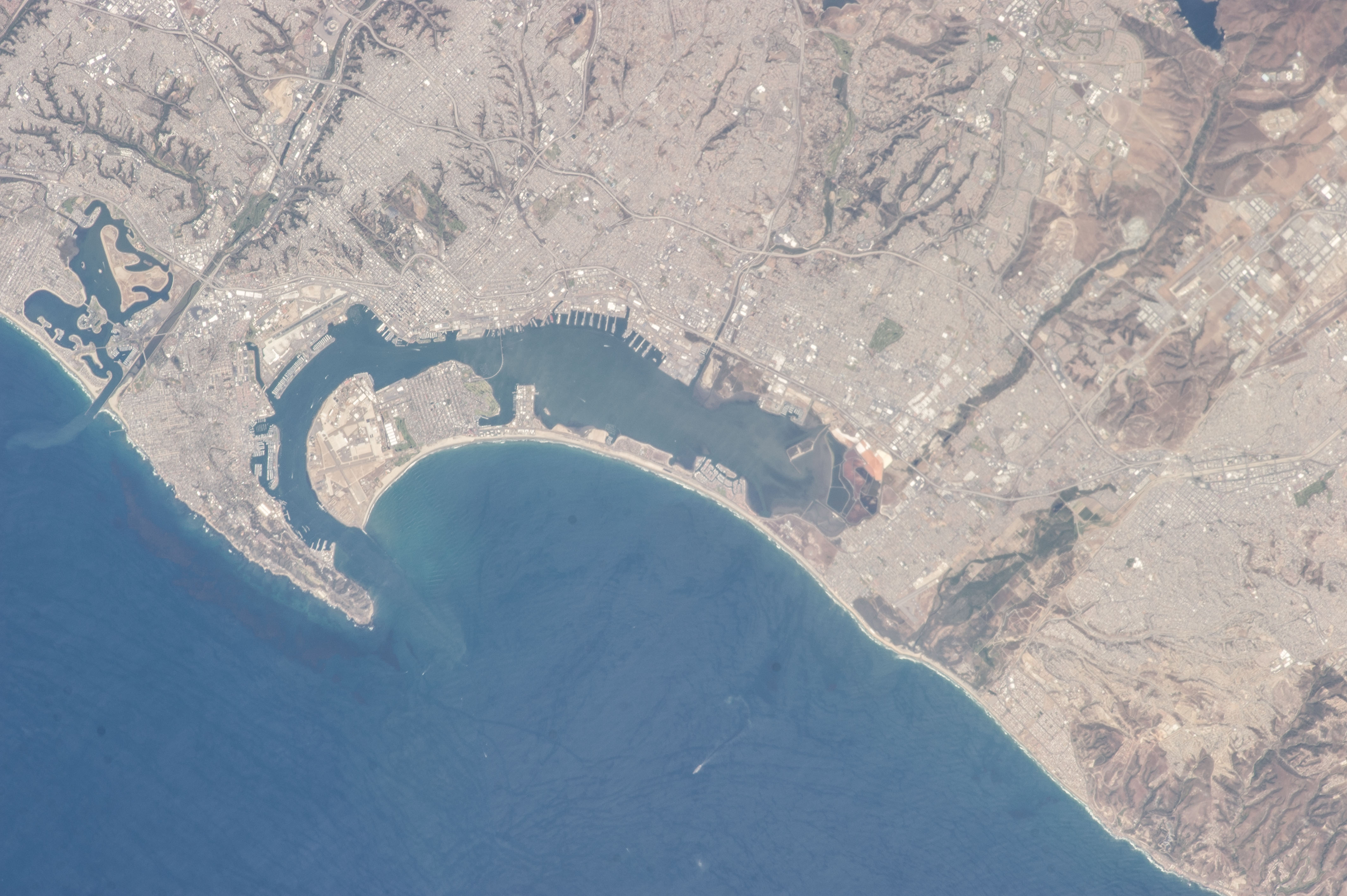
Área Metropolitana de San Diego-Tijuana

El área metropolitana de San Diego-Tijuana o SanTij es el nombre de la aglomeración urbana de las ciudades de Tijuana, Baja California, México y San Diego, California, Estados Unidos; y forma parte de la región megalopolitana SanSan. La región consiste con el condado de San Diego, California en los Estados Unidos y los municipios de Tijuana, Playas de Rosarito, y Tecate en México. La población total de la región ha sido estimada en al menos 4,9 millones en el 2008,1 convirtiéndola en la 21.ª área metropolitana más poblada de América2 y es el área metropolitana binacional más grande en la frontera entre Estados Unidos y México.
La garita de San Ysidro (San Diego-Tijuana) es la frontera más congestionada del mundo, en el 2005, 41 417 164 personas entraron a EE. UU. por este puesto fronterizo. La gran mayoría de ellos son trabajadores (tanto de nacionalidad mexicana como estadounidense) que viven en Tijuana y trabajan en San Diego y el sur de California. El tiempo para cruzar en la garita de San Ysidro es notoriamente alto, particularmente para las personas que entran a Estados Unidos en automóvil. Por estas razones muchas personas deciden entrar caminando, esta línea es más rápida que cruzar en vehículo. Algunos peatones son dueños de un automóvil en cada país, y los dejan estacionados en un gran estacionamiento localizado cerca de la frontera o usan el sistema de transporte público en ambas ciudades (ambos sistemas tienen una estación de autobús construida exclusivamente para servir al punto de cruce entre las fronteras de San Diego y Tijuana) y el tranvía de San Diego va desde el centro de San Diego hasta el cruce fronterizo.

## Gobierno y política
Artículo principal: Ayuntamiento de Tijuana

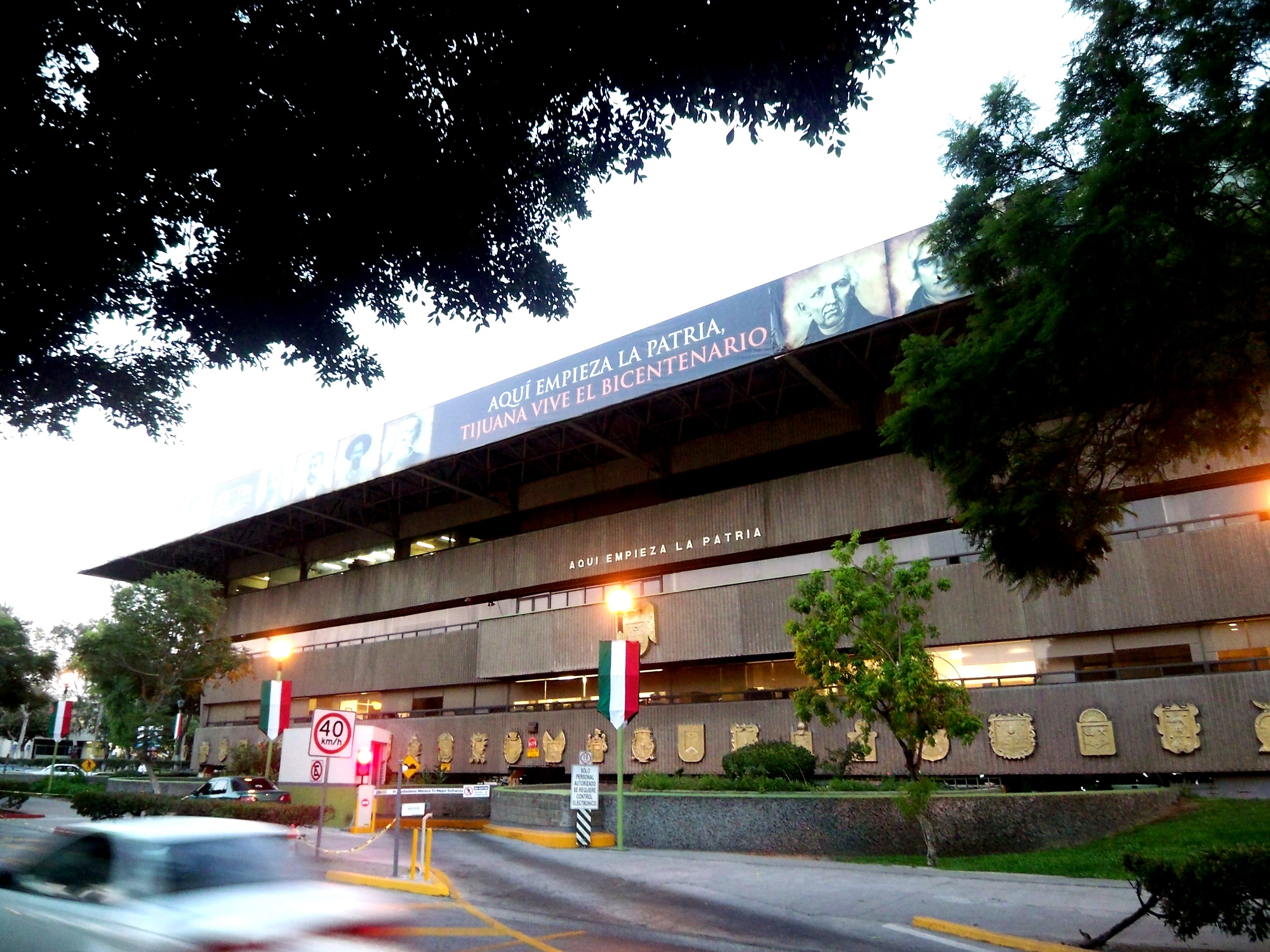
Palacio de Gobierno de Tijuana.

En Tijuana el gobierno está establecido por el Ayuntamiento, el cual es presidido por el alcalde (también conocido como presidente municipal), quien encabeza a su vez el Cabildo de Tijuana y las secretarías de sectores. El aspecto político se ve influenciada por la dinámica industrial, empresarial, comercial que tiene con Estados Unidos y Asia. Respecto a las fuerzas políticas, estas son las que cuentan con mayor presencia, de acuerdo a los últimos resultados electorales:
- Morena: Su popularidad aumentó en la ciudad tras las elecciones federales de 2018 en México. En 2019 ganó por primera vez la alcaldía y en 2021, logró mantener el gobierno local. En 2024 ganó el Ayuntamiento en coalición con el Partido Verde y Fuerza por México, aunque, el Verde sigló la candidatura a la presidencia municipal. [117]
- Partido Acción Nacional: Desde su fundación en el estado fue el principal opositor del PRI en la ciudad, a partir de 1989 se convirtió en la primera fuerza política teniendo algunas alternancias en el gobierno municipal. En 2004 perdió las elecciones, sin embargo, recuperó al municipio en 2007. Desde 2010 se ha mantenido como segunda fuerza política, logrando administrar solo de 2016-2019.
- Movimiento Ciudadano: En las elecciones estatales de 2024 llegó a ser la tercera fuerza política a munícipes y en algunos distritos a diputaciones, consiguió el segundo lugar.[118]

Otros partidos, con menos presencia:
- Partido Verde
- Partido del Trabajo
- Partido Encuentro Solidario Baja California
- Partido Revolucionario Institucional: Fue la principal fuerza política durante décadas, sin embargo en 1989 perdió y se mantuvo alejado de la administración municipal hasta 2004. Gobernó de nuevo de 2010 a 2016.

### Alcaldes
| Alcaldes de Tijuana (1952-2024) | Alcaldes de Tijuana (1952-2024) | Alcaldes de Tijuana (1952-2024) | Alcaldes de Tijuana (1952-2024) | Alcaldes de Tijuana (1952-2024) | Alcaldes de Tijuana (1952-2024) |
| Título                          | Alcalde                         | Partido                         | Título                          | Alcalde                         | Partido                         |
| ------------------------------- | ------------------------------- | ------------------------------- | ------------------------------- | ------------------------------- | ------------------------------- |
| 1.er Alcalde                    | Gustavo Aubanel Vallejo         |                                 | 16° alcalde                     | José Guadalupe Osuna Millán     |                                 |
| 2° alcalde                      | Manuel Quirós Labastida         |                                 | 17° alcalde                     | Francisco Vega de Lamadrid      |                                 |
| 3° alcalde                      | Xicoténcatl Leyva Alemán        |                                 | 18° alcalde                     | Juan Manuel Gastélum            |                                 |
| 4° alcalde                      | Ildefonso Velásquez Martínez    |                                 | 19° alcalde                     | Jesús González Reyes            |                                 |
| 5° alcalde                      | Francisco López Gutiérrez       |                                 | 20° alcalde                     | Jorge Hank Rhon                 |                                 |
| 6° alcalde                      | Ernesto Pérez Rul               |                                 | 21° alcalde                     | Kurt Honold Morales             |                                 |
| 7° alcalde                      | José Manuel González            |                                 | 22° alcalde                     | Jorge Ramos Hernández           |                                 |
| 8.º alcalde                     | Marco Antonio Bolaños Cacho     |                                 | 23° alcalde                     | Carlos Bustamante Anchondo      |                                 |
| 9.º alcalde                     | Fernando Márquez Arce           |                                 | 24° alcalde                     | Jorge Astiazarán Orcí           |                                 |
| 10.º alcalde                    | Xicoténcatl Leyva Mortera       |                                 | 25° alcalde                     | Juan Manuel Gastélum            |                                 |
| 11.º alcalde                    | Roberto Andrade Salazar         |                                 | 26° alcalde                     | Eduardo Terreros Martínez       |                                 |
| 12.º alcalde                    | René Treviño Arredoñdo          |                                 | 27° alcalde                     | Arturo González Cruz            |                                 |
| 13.º alcalde                    | Federico Valdés Martínez        |                                 | 28° alcalde                     | Karla Patricia Ruiz McFarland   |                                 |
| 14.º alcalde                    | Carlos Montejo Favela           |                                 | 29° alcalde                     | Montserrat Caballero Ramírez    |                                 |
| 15° alcalde                     | Héctor Osuna Jaime              |                                 | 30° alcalde                     | Ismael Burgueño Ruiz            |                                 |

En cursiva los alcaldes interinos

### División administrativa de Tijuana

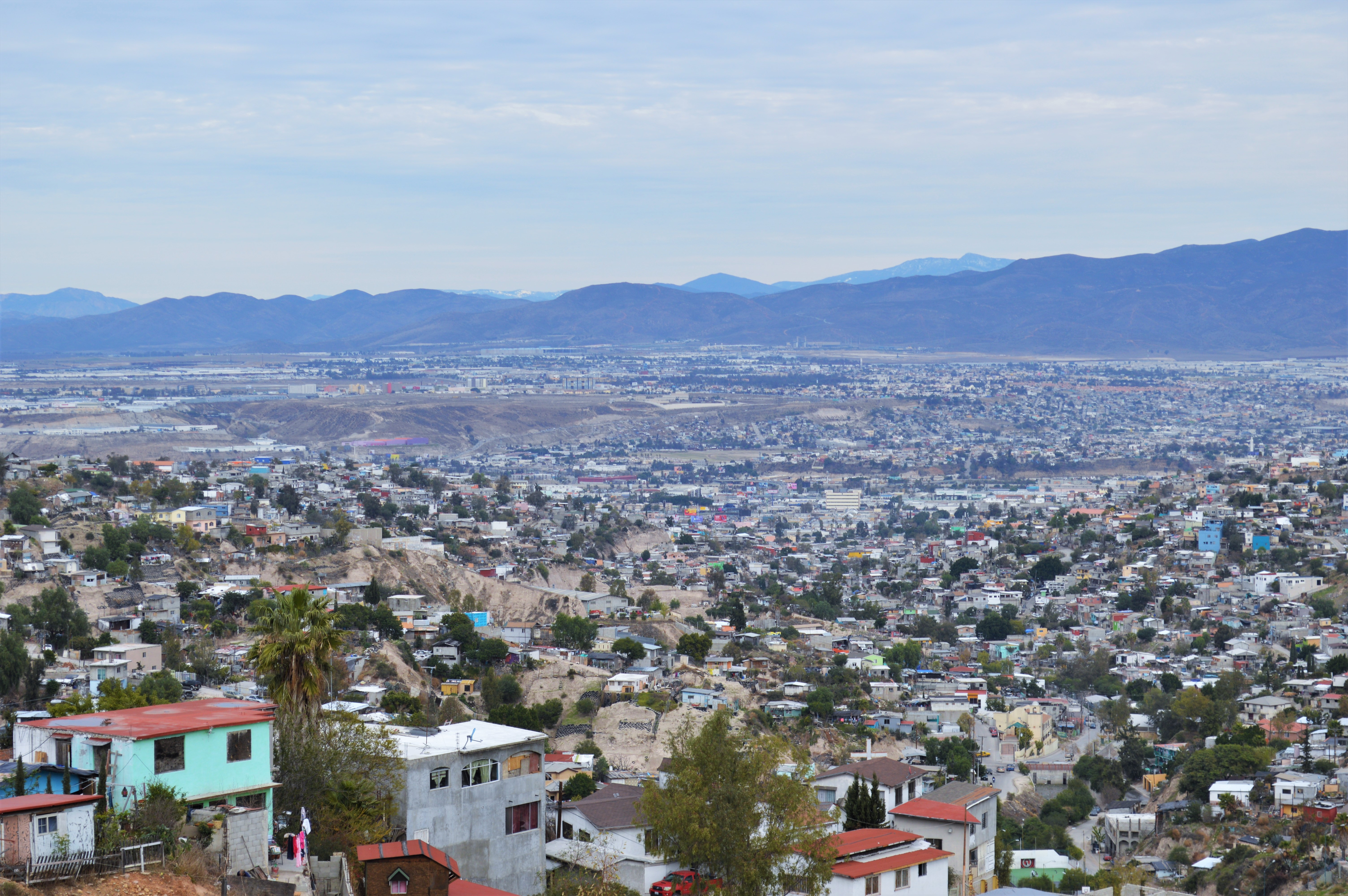
Vista panorámica de la ciudad. Se pueden apreciar las delegaciones Sánchez Taboada, Otay Centenario y La Mesa.

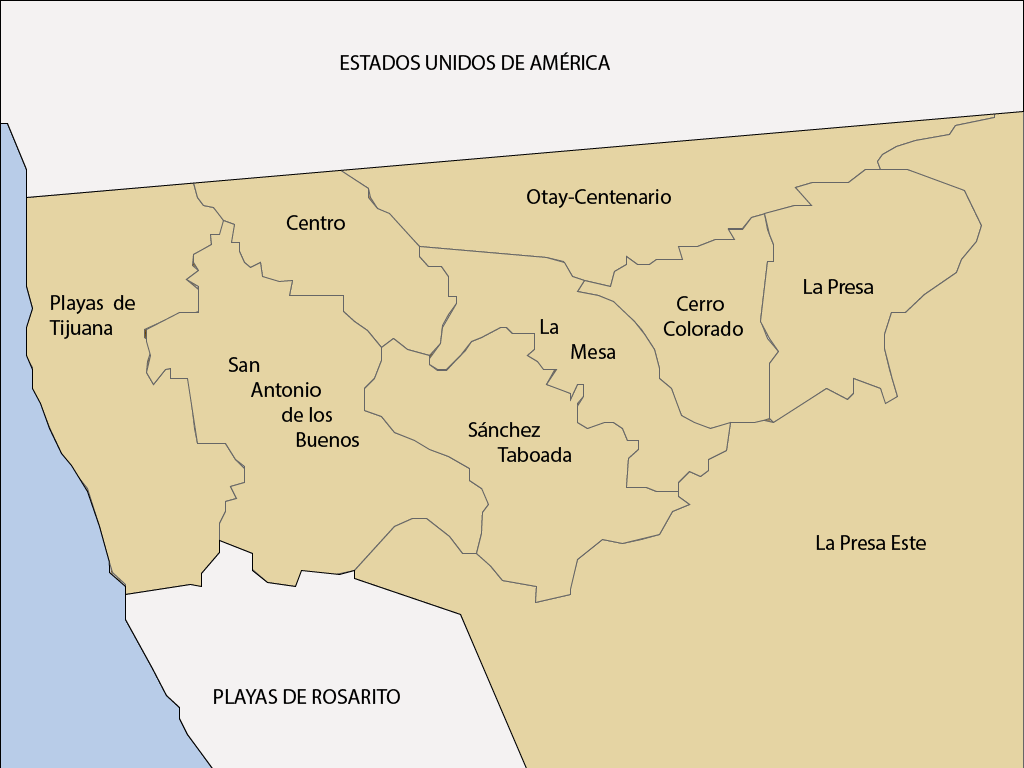
Mapa de las delegaciones de Tijuana

El municipio de Tijuana se divide en 9 delegaciones, y 7 subdelegaciones. Cada delegación posee su propia administración y está dirigida por un delegado. Las delegaciones ofrecen servicios como: control urbano, registro civil, inspección y verificación, obras públicas, y desarrollo comunitario, así como la supervisión de alumbrado público.
Las nueve delegaciones son:

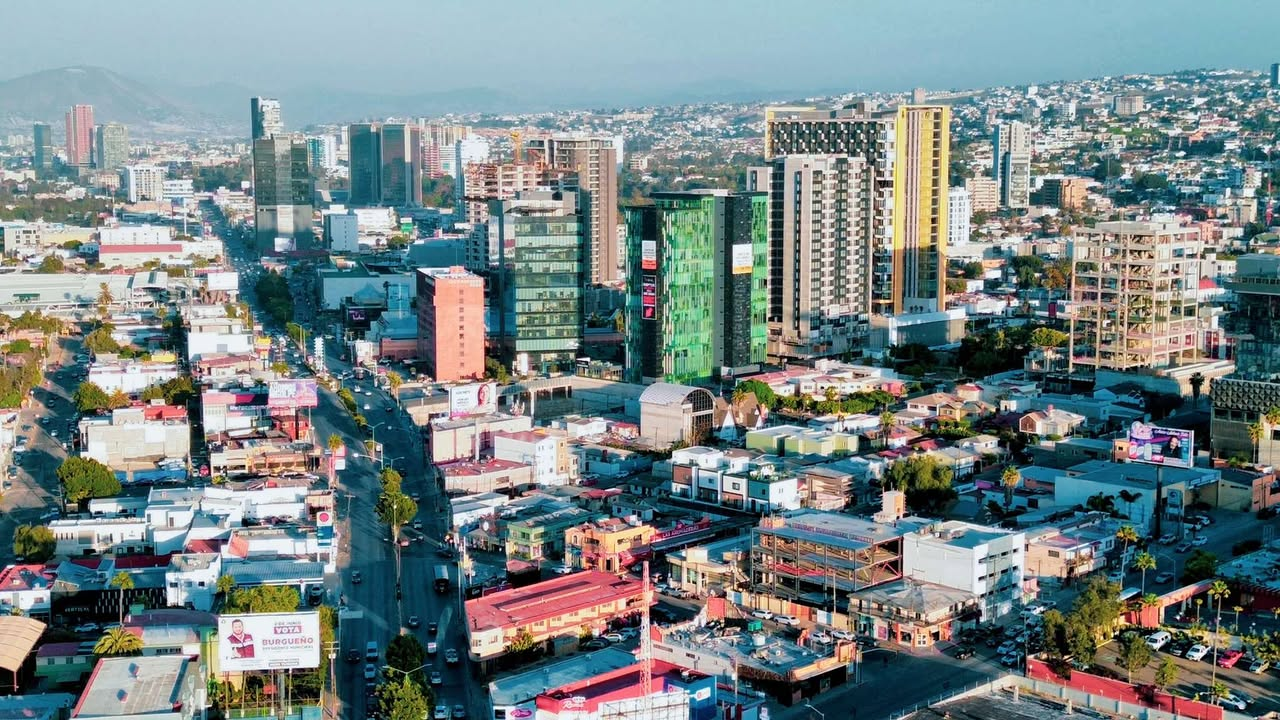
Distrito Financiero, nuevos desarrollos verticales.

1. Centro: Es la zona más antigua de la ciudad. Aquí se encuentra el centro histórico, la catedral, el parque Teniente Guerrero, el Antiguo Palacio Municipal y la Garita Internacional de San Ysidro. También se encuentran vialidades importantes como la avenida Revolución, que por mucho tiempo fue y sigue siendo la más turística de la ciudad, mientras que la avenida Constitución es una de las principales arterias comerciales tradicionales. Además la avenida paseo de los Héroes, vialidad de gran importancia ya que es la arteria principal de la Zona Río y es vía de acceso a importantes edificaciones como el Centro Cultural de Tijuana, la Plaza Río Tijuana, el Hospital General, la clínica No.7 del IMSS, la Fiscalía del Estado y otros lugares como bancos y distintos comercios. El bulevar Agua Caliente es también de interés mayor pues comprende zonas comerciales y turísticas como las torres de Agua Caliente, así como a clubes, bancos y zonas comerciales.
2. Otay Centenario: Esta delegación ocupa la parte norte y noroeste de la ciudad, y destacan sus amplias mesas, cortadas abruptamente por escarpes altos. En esta delegación se encuentra el Aeropuerto Abelardo L. Rodríguez. Aquí está instalada la Universidad Autónoma de Baja California Campus Tijuana, los Institutos Tecnológicos de Tijuana, el Consulado General de Estados Unidos, la clínica No.36 del IMSS y la Garita Internacional de Otay. En 2015 se disuelve la Delegación Centenario para reunificarse con la Delegación Mesa de Otay cuya denominación ahora es Otay Centenario. En esta delegación se hallan ubicadas numerosas zonas industriales, residenciales y comercios así como vialidades significativas como el Bulevar de las Bellas Artes, el Bulevar Alberto Limón Padilla, y la Autopista Tijuana-Tecate.
3. Playas de Tijuana: Esta delegación se halla ubicada al oeste de la zona urbana. Aquí se encuentran las playas de la ciudad y una zona residencial extensa que alberga a un número elevado de familias de diferentes niveles socioeconómicos. Es de importancia turística no solo por las playas, sino también porque aquí comienzan las carreteras y vialidades que llevan a Rosarito, Ensenada, y el resto de la península.
4. La Mesa: Es una delegación más comercial y residencial. Formada por un amplio valle con algunas lomas. En él se encuentran numerosos centros comerciales, como Plaza Carrusel, Plaza Las Brisas, paseo Guadalajara y Macroplaza Insurgentes. Por ella atraviesan 4 vialidades de gran importancia, los bulevares Lázaro Cárdenas, Insurgentes, Gustavo Díaz Ordaz y Federico Benítez. Cuenta con lugares importantes como el Centro Estatal de las Artes, el Parque Morelos, la clínica No 20, N.º 27 y No.1 del IMSS y el Centro de las Artes Musicales.
5. San Antonio de los Buenos: Es una de las delegaciones suburbanas de Tijuana. En ella se encuentran principalmente zonas habitacionales, algunos comercios y parques industriales. Lugares importantes son la 28.º Área Militar, los poblados de La Gloria y La Joya. Su topografía caracterizada por cañones, lomas y barrancos hacen difícil el correcto urbanismo en la zona. Sus vialidades importantes son el Libramiento Sur, el bulevar Fundadores y la Carretera Libre Tijuana-Rosarito.
6. Sánchez Taboada: Es una delegación suburbana de Tijuana, caracterizada por parques industriales y diversos asentamientos habitacionales en zonas de difícil acceso. Es una zona con crecimiento respecto a vialidades conectando la delegación La Mesa con el corredor Tijuana-Rosarito 2000, a través del Bulevar García. Sus vialidades importantes son el Libramiento Sur, Circuito Reforma y el bulevar Pacífico. Es una de las zonas con mayor índice de marginación urbana y pobreza de la ciudad y una de las zonas de Tijuana donde más se ha invertido y trabajado bajo el argumento de la prevención del delito.
7. Cerro Colorado: Esta delegación recibe su nombre del accidente geográfico del mismo nombre, el cual destaca por sí solo en la parte este de Tijuana, siendo el rasgo más alto del entorno. Está compuesta principalmente por zonas comerciales y residenciales, aunque también cuenta con parques industriales. En ella se encuentra el estadio de béisbol de la ciudad, el Estadio Gasmart, la clínica No.35 del IMSS, CETYS Universidad, Plaza Monarca y el Monasterio Madres Brígidas Tijuana. Sus vialidades importantes son los bulevares Cucapah, Casablanca, paseo Guaycura e Insurgentes.

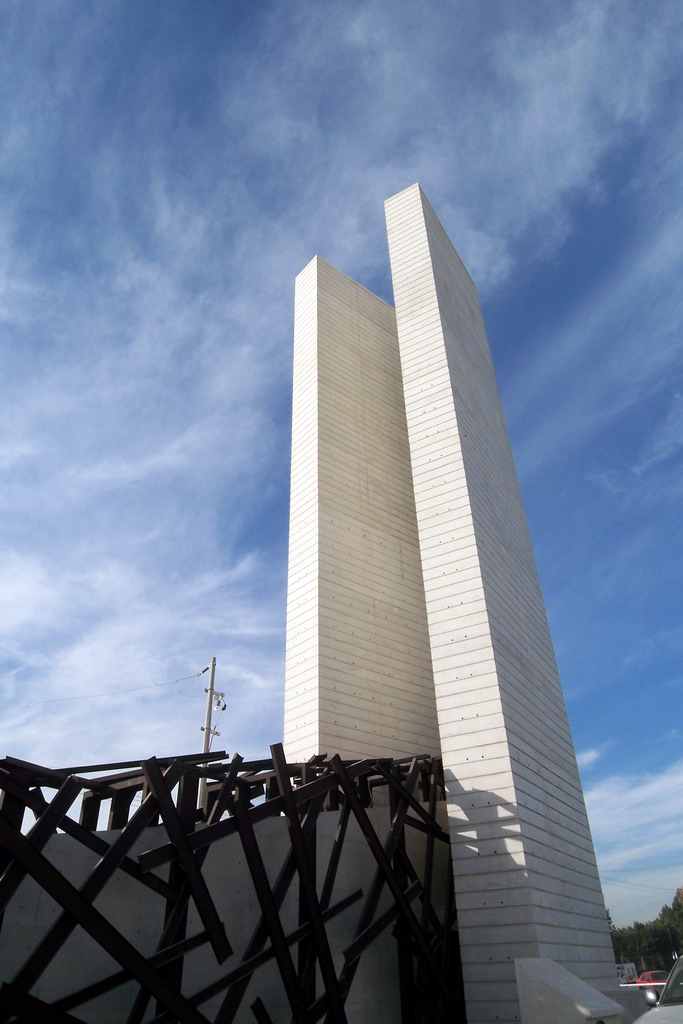
Monumento a la Esperanza.

8. La Presa Abelardo L. Rodríguez: Recibe este nombre por la presa del mismo nombre, que se encuentra ubicada en el extremo suroeste de la delegación. Esta demarcación fue de las de mayor crecimiento en los años 2000. Compuesta por comercios y parques industriales así como zonas habitacionales. Las vialidades de importancia son el Corredor Tijuana 2000, Ruta Independencia, Bulevar Cucapah, Casablanca, Blake Mora, El Refugio y la Carretera Libre Tijuana-Tecate.
9. Presa Este: Esta delegación comprende una zona rural al norte del municipio de Tijuana. Comienza en el Blvr. 2000 hasta la delegación Tecate en el municipio homónimo. Sus zonas urbanas principales son Villas del Campo, Fracc. El Laurel y Parajes del Valle.
A su vez, existen 7 subdelegaciones que permiten atender la administración pública en zonas alejadas de la zona urbana y que regularmente forman o formaban parte de la periferia de la ciudad. 
1. Florido Mariano
2. Los Pinos
3. Camino Verde
4. Salvatierra
5. Insurgentes
6. La Gloria
7. Lomas del Porvenir

Asimismo, se tienen 36 sectores y 173 subsectores, de cuerdo al IMPLAN.

### Representación legislativa
Para la elección de diputados locales al Congreso de Baja California y de diputados federales a la Cámara de Diputados federal, Tijuana se encuentra integrado en los siguientes distritos electorales:
Local:
- 6.º Distrito Electoral Local de Baja California con cabecera en Tecate.
- 7.º Distrito Electoral Local de Baja California
- 8.º Distrito Electoral Local de Baja California
- 9.º Distrito Electoral Local de Baja California
- 10.º Distrito Electoral Local de Baja California
- 11.º Distrito Electoral Local de Baja California
- 12.º Distrito Electoral Local de Baja California
- 13.º Distrito Electoral Local de Baja California
- 14.º Distrito Electoral Local de Baja California

Federal:
- Distrito electoral federal 4 de Baja California
- Distrito electoral federal 5 de Baja California
- Distrito electoral federal 6 de Baja California
- Distrito electoral federal 8 de Baja California
- Distrito electoral federal 9 de Baja California

## Turismo
Considerada como unas de las ciudades mexicanas más diversas, después de la Ciudad de México, Tijuana ha sido compuesta durante años por varios grupos étnicos y culturales de la República Mexicana y el mundo, fenómeno impulsado en parte por su ubicación fronteriza.

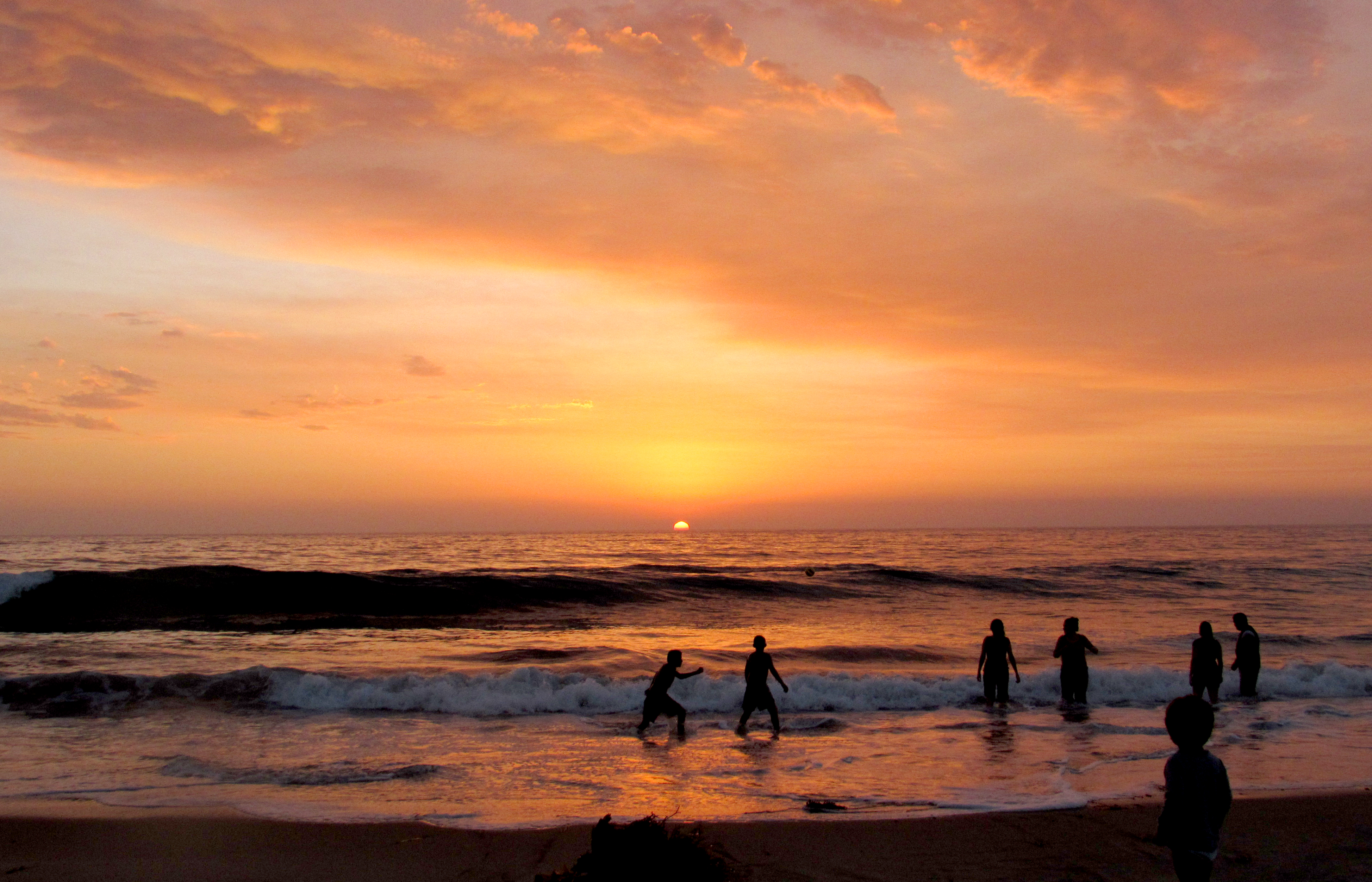
Las playas de Tijuana son visitadas por turistas regionales y del sur de California.

Durante los años cincuenta, sesenta y parte de los setenta del siglo XX, llegó a ser considerada una de las ciudades más visitadas del mundo, aunque no hay algún sistema ni nadie que lleve un registro o conteo confiable, pero conforme fueron aumentando las exigencias de la aduana estadounidense para entrar y salir de Estados Unidos, en la misma proporción disminuyó el turismo hacia Tijuana. Uno de sus atractivos más simbólicos son los burros pintados de cebra con los que turistas acostumbran tomarse fotos de recuerdo que es revelada artesanalmente.
Tijuana también sostiene al turismo como fuente de ingresos importante. Cerca de 300 000 visitantes cruzan a pie o en automóvil por San Ysidro de los Estados Unidos cada día. Restaurantes, puestos de tacos, farmacias, bares, clubs nocturnos, tiendas de artesanías y recuerdos son algunos destinos llamativos para los turistas de la ciudad.
La garita de San Ysidro es el cruce fronterizo más transitado del mundo, con más 50 millones de personas cruzando de un lado a otro al año. Se ampliará la entrada a Estados Unidos hacia el oeste, en donde actualmente está la entrada a México y pondrán 8 carriles más (sobre la franja azul) y del lado estadounidense desviaran el último tramo del freeway (autopista) 5 hacia más al oeste para conectarse con la nueva entrada a México que se construirá sobre los antiguos patios Fiscales (recuadro rojo) y, ya entrando a México, se configuraran los puentes para darle fluidez al tráfico. La nueva Garita para México estará en la franja Verde. Las flechas amarillas serán más o menos el sentido de fluidez del tráfico.
El hecho de que en México la edad para beber es 18 contra los 21 de EE. UU. hace de Tijuana un destino popular para los estudiantes de preparatoria y universidad de los estados de California, Arizona y Nevada.

### Paisaje urbano
El paisaje urbano en Tijuana es contrastante, su relieve enfoca principalmente a lomas, cerros y cañones con viviendas, mientras que en el valle se erigen distritos financieros y comerciales importantes. En las zonas suburbanas, destacan los grafitis, el arte urbano, las torres de electricidad. Por su parte, las zonas financieras, deslumbran sus edificios corporativos, sus cada vez más notables zonas hoteleras, derivado del boom inmobiliario de mediados de la décadas de 2010. 
El paisaje urbano de Tijuana es el tercero más grande de México y se localiza en Zona Río. Los edificios de la Zona Río están concentradas en el río de Tijuana, alineados paralelamente a este; y a orillas del Club de Campo Tijuana. En las playas, los edificios se basan en la costa. Recientemente se han empezado construcciones en el lugar, tales como New City Residential y Grand Hotel Tijuana que se desarrollaron y se volvieron importantes en el paisaje urbano como los edificios más altos. Se puede ver el paisaje urbano de San Diego a través del de Tijuana.

### Parques

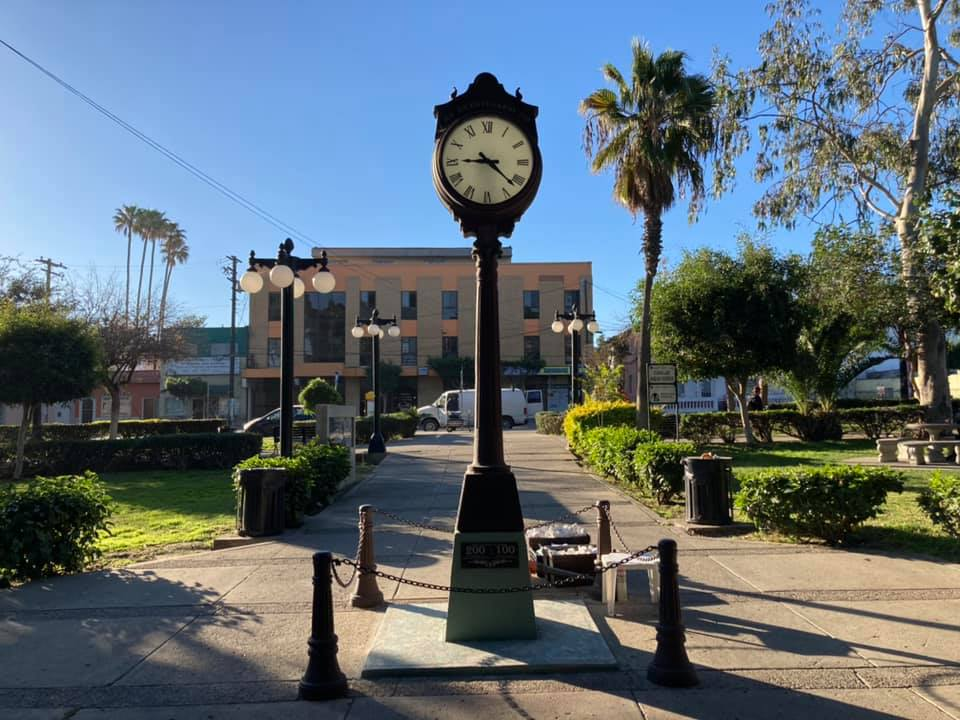
Parque Teniente Guerrero. El primer parque de la ciudad.

Tijuana cuenta con una variedad de parques en diferentes colonias, sin embargo estos son algunos de los más visitados.
- Parque Teniente Guerrero: el parque más antiguo de la ciudad y en él se llevan cabo las celebraciones de la fundación de la ciudad. Su nombre lo lleva en honor al Teniente Miguel Guerrero, uno de los defensores de la ciudad en la Toma de Tijuana en 1911.

- Parque Benito Juárez: este parque está localizado entre el Palacio Municipal y un edificio de la Facultad de Medicina de UABC; fue creado por decreto presidencial a principios de la década de 1970 cuando se hizo la canalización del Río Tijuana.

- Parque José María Morelos: es la reserva ecológica más grande en la ciudad. El parque está localizado en el bulevar. Insurgentes en la delegación La Mesa. En ella hay una laguna artificial, zoológico, diversos jardines, cuenta con accesos a museos y centros artísticos y también un recorrido con arqueología mesoamericana.

- Parque de la Amistad: localizado en la Mesa de Otay, cerca de la UABC (Universidad Autónoma de Baja California) y del Aeropuerto Internacional Abelardo L. Rodríguez, se puede disfrutar de paseos en lago, tiene un pequeño teatro al aire libre.

- Parque México: ubicado en Playas de Tijuana que cuenta con una biblioteca pública y es lugar para festivales y conmemoraciones.

### Gastronomía
Tijuana se ha convertido en los últimos años, área de inversión gastronómica. Diversos restaurantes gourmet, cadenas o franquicias, así como de inversión local han consolidado al menos 3 distritos gastronómicos en la ciudad.
Distrito Gastronómico Zona Río: ubicado en el Bulevar Sánchez Taboada y el Bulevar Agua Caliente. Esta zona ofrece diferentes restaurantes de comida de Brasil, Argentina, Italia, España, Francia, Tailandia, Mongolia, Grecia, China, Japón y de muchas otras partes del mundo, así como grandes cadenas de restaurantes famosos en los Estados Unidos y el resto de México. También aquí pueden disfrutar de la famosa Cocina Baja Med, nativa de Baja California, que consiste en la combinación de ingredientes típicos de la región y es una tendencia dentro de la cocina de Baja California.
La ensalada César fue creada por un chef italiano radicado en México llamado Alex Cardini, junto con su hermano, propietario de un restaurante en Tijuana, denominado "Cesar's Place". Cardini, cuyo apellido está relacionado con la gastronomía en 1924 del famoso Hotel Peñafiel de Tehuacán, Puebla (México), viajó a Tijuana a un concurso gastronómico donde su ensalada resultó premiada. El ingrediente secreto de la ensalada, era el aliño, que pronto se hizo popular en diversos restaurantes de California. La ensalada fue todo un éxito y fue bautizada inicialmente como "ensalada de los aviadores" ("Aviator's Salad"). Con el tiempo, ya en 1948, el chef César Cardini la registró en Los Ángeles como suya propia y la internacionalizó.
Además en distintos puntos de la ciudad es posible encontrar colectivos de "food trucks", que presentan al público comida que va desde hamburguesas, hot dogs, subs, comida japonesa, carne asada, baja med, ensaladas, platillos originales y hasta comida orgánica.

### Otros puntos de interés

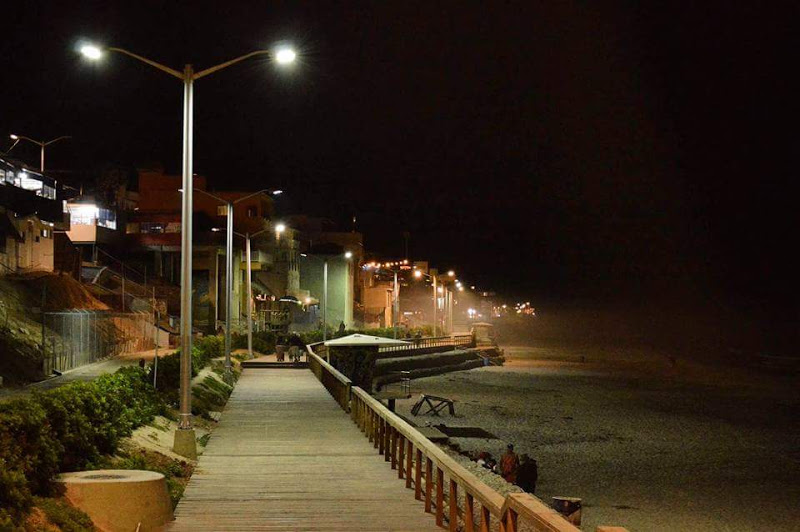
Vista nocturna del malecón de playas de Tijuana

- Calle Sexta actualmente el centro de la ciudad atraviesa por un 'renacimiento', el cual toma como epicentro la calle 6.ª de la ciudad, en el que se ubican diversos bares, galerías y clubes nocturnos, los cuales se enfocan en atraer un público local, partiendo de la antigua línea establecida en la avenida.

- Minarete de Agua Caliente actualmente se encuentra situado, dentro de las inmediaciones de la Preparatoria Federal Lázaro Cárdenas y es una construcción muy significativa de la ciudad de Tijuana.

- Torre de Agua Caliente: este monumento era parte, en 1920, del complejo turístico del Casino Agua Caliente; actualmente es el Salón de la Fama de Deportistas Tijuanenses Destacados.

- Casino y Galgódromo Caliente

- Plaza Monumental: ubicada en la delegación Playas de Tijuana y a solo 30 metros de la línea fronteriza. Fue inaugurada el 26 de junio de 1960 y las festividades se realizan en agosto y octubre. Tiene capacidad para 21 621 personas.

- Feria de las Californias: esta feria es muy visitada. Se encuentra a un costado del Parque Morelos de fines de agosto a mediados de septiembre, con teatro del pueblo, juegos mecánicos, palenque y más.

- Plaza Fiesta: ubicada sobre paseo de los Héroes esquina con avenida Independencia famoso por contar con gran variedad de bares nocturnos en donde se puede apreciar distintos estilos musicales así como variedad de cervezas artesanales.
- Catedral y Santuario de Santa María de Guadalupe: ubicada en esquina con Niños Héroes, calle Benito Juárez 2.ª, es el Templo Católico más importante de la Ciudad dedicado a la Virgen de Guadalupe, que recibe visitas y peregrinaciónes del 1 al 12 de diciembre por habitantes de la ciudad y de la vecina San Diego California.
- Mercado Hidalgo: Fundado el 2 de abril de 1984, el mercado es uno de los lugares más tradicionales de la ciudad. En él existen más de 200 establecimientos, los cuales venden desde frutas y verduras, hasta semillas y puestos de comida, que revelan parte de la gastronomía popular mexicana, reuniendo algunas de las recetas más tradicionales.[124]

## Movilidad

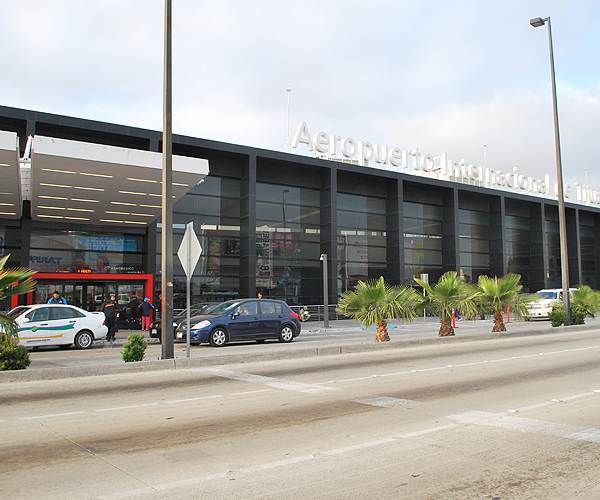
Aeropuerto Internacional de Tijuana.

### Movilidad externa

#### Aeropuerto Internacional de Tijuana
El Aeropuerto Internacional de Tijuana se encuentra en la zona urbana de Tijuana, a 8 km de la Garita de San Ysidro y a 5 km de la Garita de Otay. Es el cuarto más importante detrás del Aeropuerto de la Ciudad de México, Cancún y Guadalajara. Maneja, de acuerdo a datos de 2020, una movilidad de más de 6 millones de personas, en plena época de pandemia. Tiene vuelos a decenas de destinos en la República Mexicana y al Aeropuerto Pudong en Shanghái, China.
Además de la terminal aérea del lado mexicano, el aeropuerto, único en el mundo, cuenta con una terminal ubicada en otro país, en EE. UU., que integra servicios como renta de autos, transporte en autobús, y mostradores y quioscos de documentación de aerolíneas. Esta terminal, junto con el puente peatonal que la liga con la terminal del lado mexicano, se llama Cross Border Xpress o CBX, el cual integra también servicios de migración y aduanas tanto mexicanos como estadounidenses. El cruce por CBX es cobrado (en 2021 de entre 16 y 19 dólares) y sólo está disponible para personas con pase de abordar de un vuelo de salida o llegada a Tijuana. El número de usuarios del cruce ronda los 2 millones de personas.

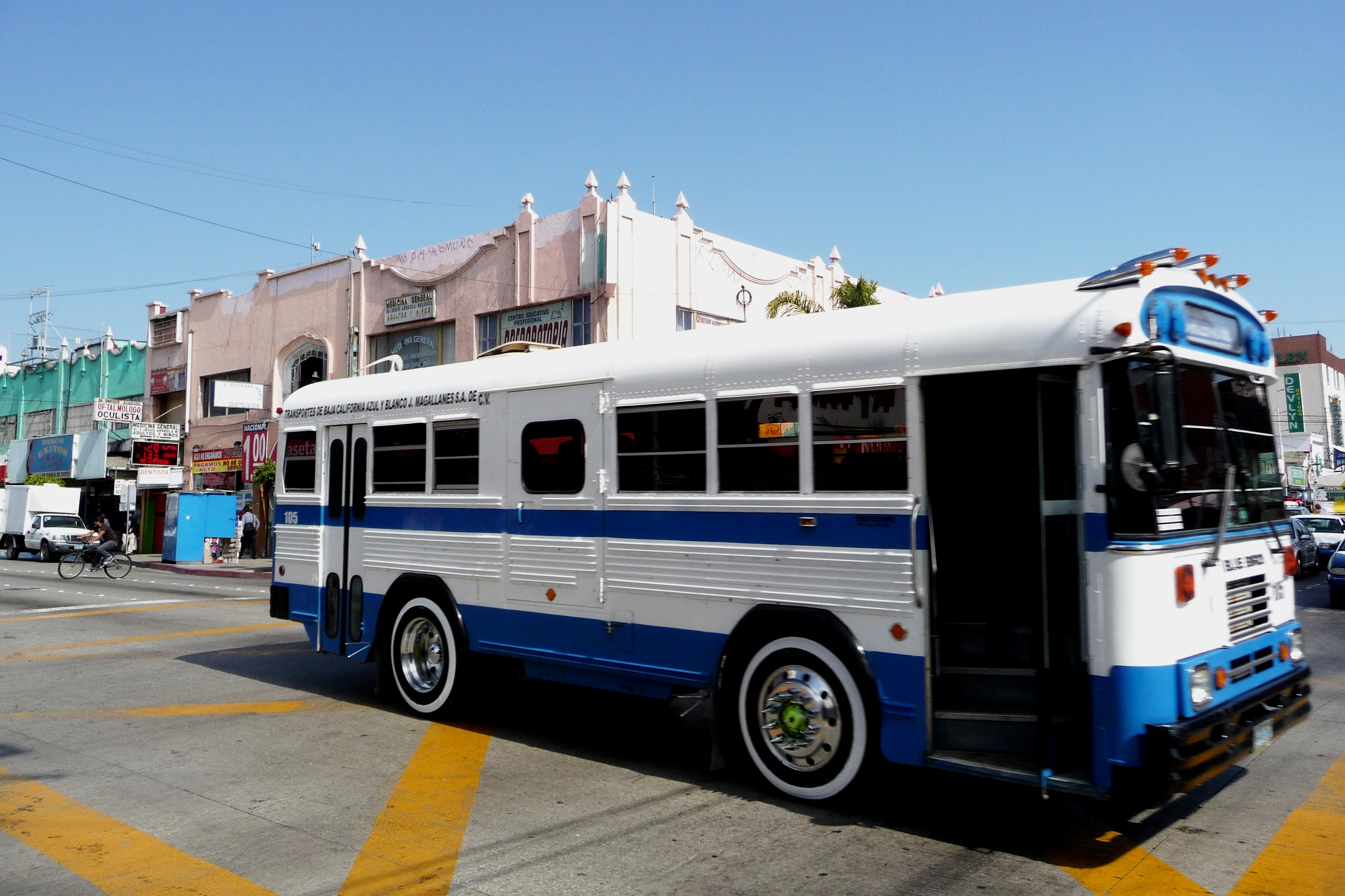
Camión tradicional que circula en la ciudad desde la década de los 90

#### Central Camionera
Tijuana cuenta con una Central Camionera, la cual consiste en una terminal con rutas de autobuses al resto de la península, a los Estados Unidos, y a diferentes ciudades de México. También, diversas empresas de autobuses cuentan con su propia terminal en distintos puntos de la ciudad.

### Movilidad urbana
La movilidad urbana en Tijuana está distribuida entre transporte público y unidades de transporte privado a través de plataformas digitales.
- Camión: Al transporte masivo se le conoce localmente como "camiones" o "burra". Se compone de rutas operadas por distintas empresas reconocidas principalmente por los colores de las franjas que tienen las unidades. El transporte masivo operas en los principales bulevares de la ciudad y conecta la distintas delegaciones con núcleos urbanos como Zona Centro, Playas, 5 y 10, Otay y El Refugio.

- Calafia: Es el nombre por el que se le conoce a las unidades de microbuses, autobuses de capacidad reducida, que opera principalmente en colonias y que conectan a los distintos núcleos urbanos.

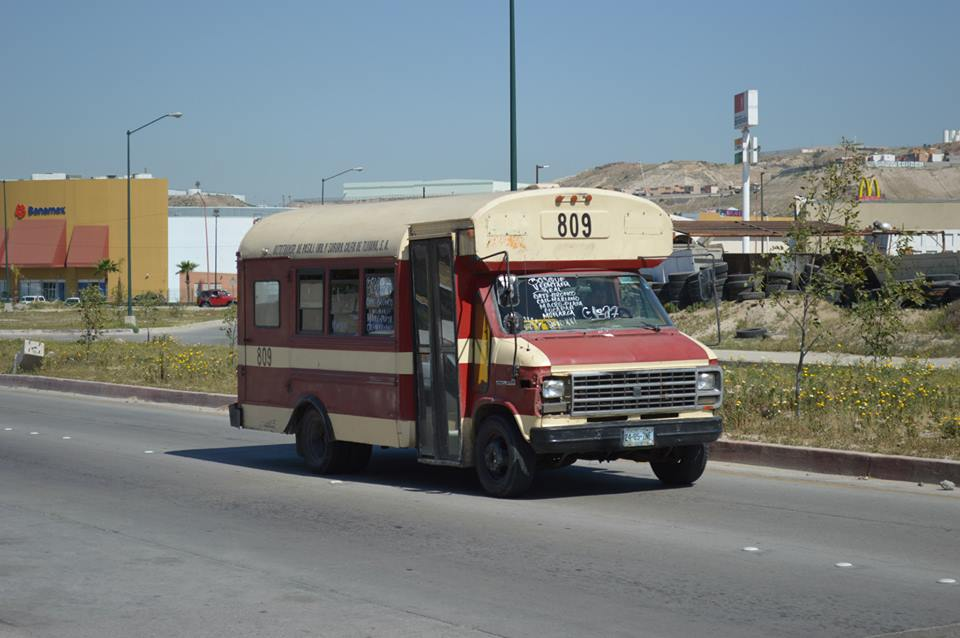
Calafias

- SITT: Es un sistema de transporte que cuenta con una ruta troncal que recorre la Vía Rápida de este a oeste, conectando la Terminal 1 en Insurgentes con la Terminal 2 en la Zona Centro. Cuenta con ruta alimentadoras que expanden el servicio a distintas colonias.Estación del SITT

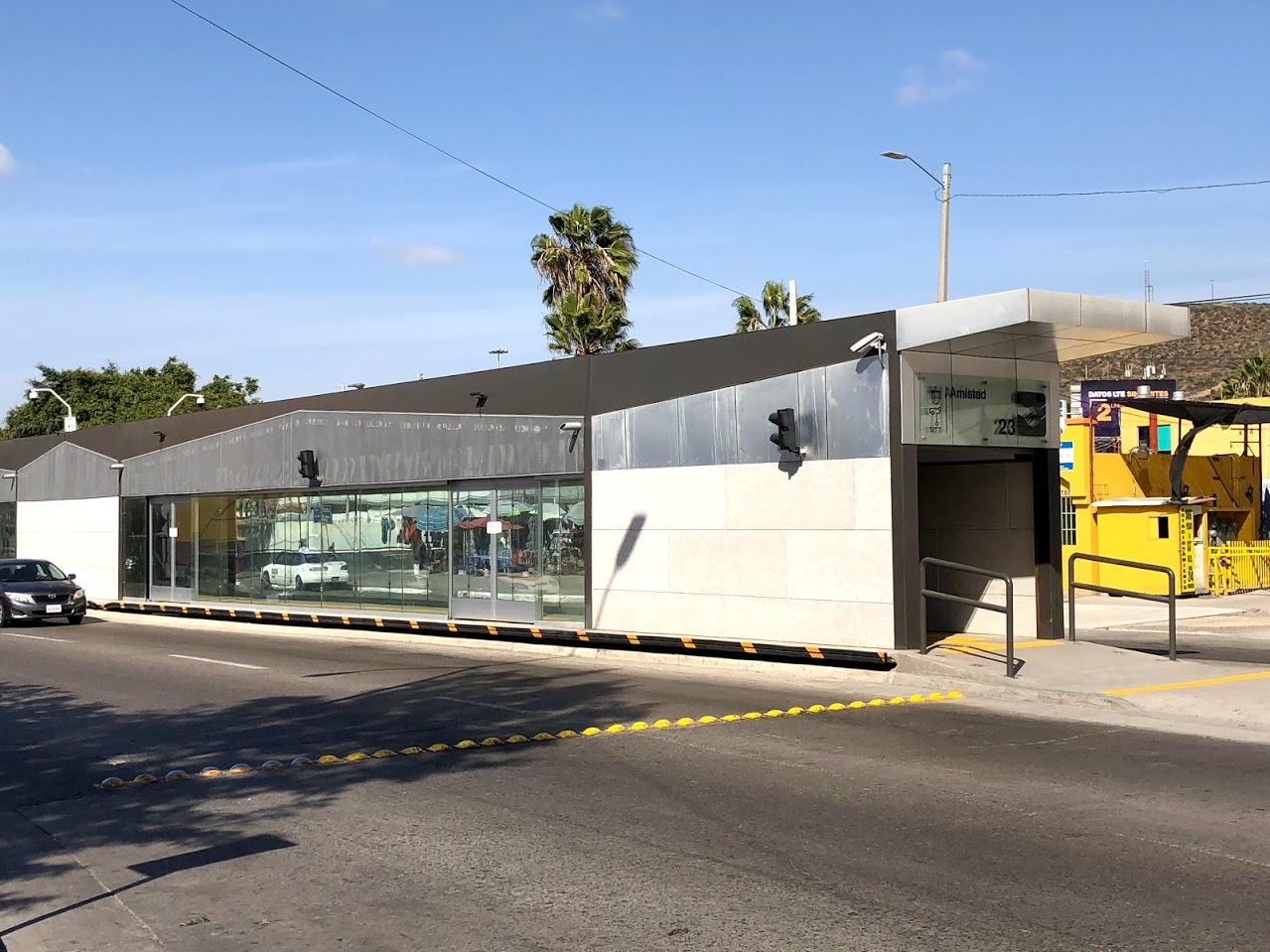
Estación del SITT

- Taxis de ruta: Los taxis colectivos, de ruta o "de sitio" tienen más antigüedad en la ciudad; tienen una ruta predeterminada y funcionan como un autobús, pues cada pasajero paga una cuota fija sin necesidad de un taxímetro. Son por lo general vehículos tipo minivan monovolumen y sedán, sus colores varían dependiendo la ruta que sigan.

- Taxis libres: La otra modalidad de taxi es en la que el vehículo cuenta con un taxímetro y el pasajero paga la tarifa de acuerdo con el tiempo transcurrido o a la distancia recorrida, como en todas partes del mundo. Estos taxis no son colectivos y no siguen una ruta predeterminada, se les conoce como "taxis libres", para diferenciarlos de los taxis colectivos o de ruta. Son de color blanco.

Así mismo está permitido la modalidad de transporte privado a través de plataformas digitales.

### Vialidad

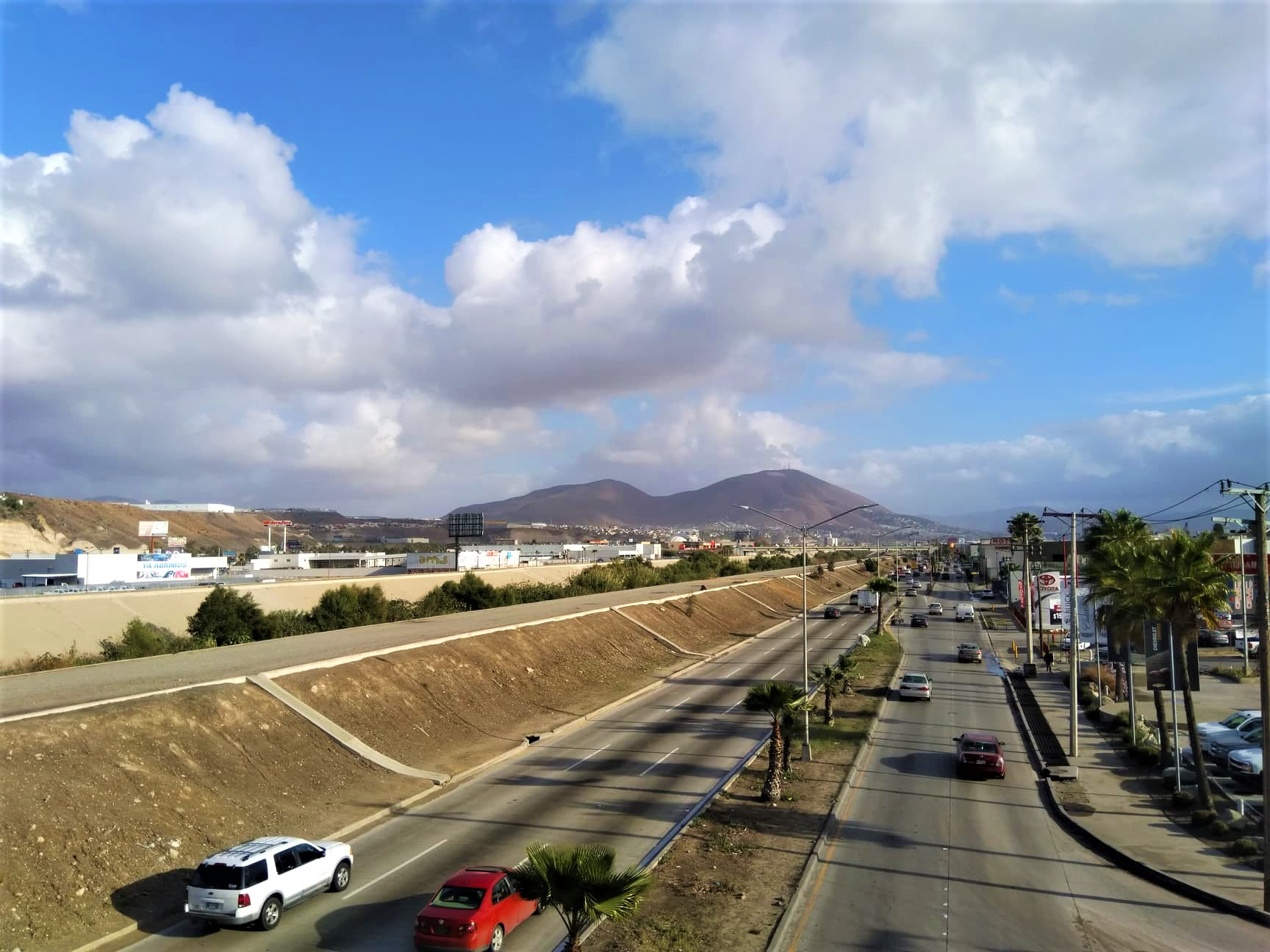
Una de las Vías Rápidas en la ciudad de Tijuana, al fondo el Cerro Colorado

La red vial se compone de bulevares, avenidas y paseos, que conectan las principales zonas de la ciudad. Entre ellos se encuentran el Bulevar Díaz Ordaz y Bulevar Agua Caliente, que une la Zona Centro con La Presa, al este. De norte a sur existen los bulevares Cuauhtémoc, Lázaro Cárdenas, Manuel J. Clouthier, Terán Terán y Bulevar 2000. En el centro financiero Zona Río: Paseo de los Héroes y Blvr. Sánchez Taboada, así como Blvr. Padre Kino y Paseo Centenario, son las principales arterias, todas desembocando en la Línea Internacional de San Ysidro. En la delegación La Mesa, los bulevares Federico Benítez e Insurgentes, atraviesan lugares importantes como el Parque Morelos, Clínica 27 del IMSS, las oficinas del DIF municipal, la CESPT, la CFE, así como algunas universidades. La Avenida Internacional corre a lo largo de la frontera con Estados Unidos y desde 2021 se trabaja en un viaducto que conecte con la Av. Aeropuerto. 
Tijuana cuenta también con el Libramiento Rosas Magallón, que funciona como periférico interior, conectando la zona norte, sur y oeste de la ciudad. Además, dos vías rápidas que conectan el oeste-este, corriendo paralelamente el Río Tijuana y el Arroyo Alamar. El Bulevar 2000 funciona como libramiento en una parte de su recorrido y cómo bulevar urbano al este de Tijuana. 
Desde Tijuana inician la Carretera Federal 1, llamada también Transpeninsular y que termina en Cabos San Lucas, Baja California Sur; y la Carretera Federal 2, que termina en Matamoros, Tamaulipas.

## Economía

### Maquiladoras

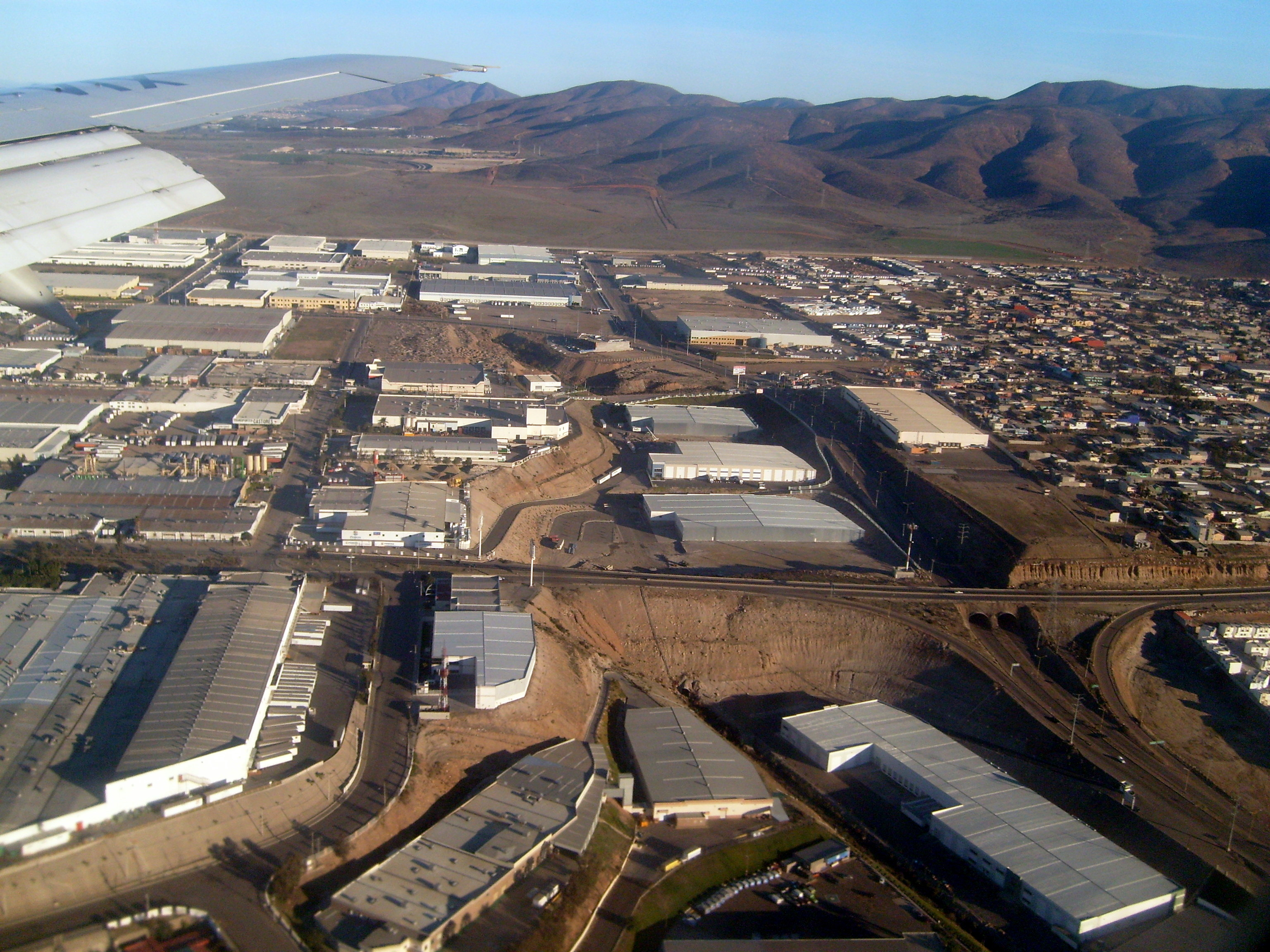
Parque Industrial Otay, localizado en la delegación del mismo nombre

Debido a la proximidad de Tijuana a EE. UU., y a la extensa, variada y relativamente barata mano de obra disponible, la ciudad es atractiva para las compañías extranjeras que establecen parques industriales extensos consistentes de plantas ensambladoras y fábricas llamadas maquiladoras. Las compañías o empresas toman provecho del Tratado de Libre Comercio para exportar sus productos de vuelta a Estados Unidos. En su punto máximo, en 2001, en Tijuana había alrededor de 820 de estas maquiladoras. En el primer trimestre de 2021, el INEGI reportó que la ciudad tiene el menor índice de desempleo en todo el país ubicándose este en 2%.
Las "maquilas" como son llamadas coloquialmente, emplean a miles de personas, generalmente en labores relacionadas con el ensamblaje. Tijuana ha sido considerada como la capital mundial de los televisores, por la enorme cantidad de televisores y monitores de PC que se fabrican, (14 millones al año según Business Week). Existen muchas empresas dedicadas al ensamble de artículos electrónicos. La industria liviana y mediana es considerable. Dos ensambladoras de vehículos están instalándose en la región. Algunas compañías con plantas establecidas en Tijuana incluyen Avery Dennison, Zodiac Aerospace, Eaton, Sony, Toyota, Samsung, Matsushita/Panasonic, Sinil Industry, Medtronic, Nabisco, Philips, Pioneer, Plantronics, Pall Medical, Tara, Sanyo, Hubbell Lighting, Vimay, Sistemas Médicos Alaris y Honeywell con dos unidades de negocio. Existen diversos parques industriales localizados en distintos puntos de la ciudad.

### Servicios
Se encuentran firmas de alta tecnología y compañías de tele-comercialización que emplean a estudiados técnicos y graduados universitarios. El PIB nominal por cápita de la ciudad se encuentra por encima del promedio en el país con alrededor de 200 mil pesos mexicanos por año. El tercero en el país después de Cancún y la Ciudad de México (según el INEGI). Esto hace de Tijuana una ciudad popular para los trabajadores emigrantes o a graduados de la universidad de otras partes de México u otros países al sur. Es también importante mencionar que se cuenta con una línea de ayuda psicológica gratuita abierta las 24 horas del día.

### Sector inmobiliario
En 2004, tras pasar tres años de los atentados terroristas de Nueva York, la ciudad comenzó a manifestar un incremento en la inversión inmobiliaria, sin embargo, el recrudecimiento de la inseguridad y la posterior crisis de 2008, echaron abajo una gran cantidad de proyectos en el sector. Esto cambiaría entre 2014 y 2015, cuando comenzarían las primeras inversiones, registrando, al parecer, otro boom inmobiliario en la ciudad fronteriza. En 2019, en plena crisis inmobiliaria en México, Tijuana registró 388 mil 321 m² de construcción, colocando a Tijuana como la tercera ciudad más importante para el sector, después de la Ciudad de México (544 mil 513 m² ) y delante de Monterrey (378 mil 113 m²).

## Cultura
Desde su fundación como rancho y posteriormente como pueblo, Tijuana ha recibido constantemente la visita de personas que ambos lados de la frontera, que visitaban el lugar como último o primer punto de encuentro antes de llegar a su destino. La interacción y dinámica social de un punto fronterizo, tal y como en otros lugares, se vio reflejado en un choque cultural que se fue acrecentando conforme más identidad estadounidense se generaba en California, distanciándose así de la identidad del Old Mexico que a muchos turistas anglosajones gustaba visitar. La imagen del pueblo en el que todo era permitido, en tiempos de la ley seca, llevó a Tijuana a adquirir músicos del género regional mexicano, la ranchera, quienes en las calles tocaban la música para amenizar las fiestas y restaurantes. 
Posteriormente, su cercanía con Los Ángeles, llevó a la ciudad, muy pronto, a ser set de algunas producciones cinematográficas o bien, a ser mencionada, cuando el uso de la frontera en la trama era de importancia. Así se fue generando una imagen o idealización de la vida fronteriza que naturalmente gestionó en la construcción sociocultural de los tijuanenses. La llegada del Casino de Agua Caliente significó también la llegada de los primeros inmuebles arquitectónicos y de monumentos; algunos de ellos todavía de pie, como el Minarete, la Fuente del Fauno, entre otros. 
Comenzaron a construirse las primeras salas de cine, como el teatro Zaragoza en la calle Segunda; posteriormente otro teatro del mismo nombre en la calle Cuarta, donde actualmente todavía se encuentra. El 7 de julio de 1951 se inauguró el Cine Bujazán, localizado en la avenida Constitución, exhibiendo la película "Deseada", con Dolores del Río. En 1957 inició la construcción del Cine Variedades, ubicado en la calle Segunda; siendo inaugurada el 30 de diciembre de 1958. Entre las personalidades que asistieron a su premier, se encontraron Silvana Pampanini, Lucho Gatica, Carmela Rey, los Hermanos Martínez Gil y Manuel "El Loco" Valdés, entre otros.
El 15 de octubre de 1975 la Escuela Álvaro Obregón fue designada la Casa de la Cultura, promoviendo así talleres y siendo uno de los espacios culturales de la ya crecida ciudad. Carmen Romano, esposa del aquél entonces presidente, López Portillo, estaba al frente de la realización de un espacio cultural que fuera ícono de la ciudad y baluarte del país. El 25 de junio de 1980 inició la construcción del Centro Cultural Tijuana, la cual una vez finalizada tendría en sus instalaciones una sala de espectáculos, salas de lectura, una sala de cine y video, una librería, salas de exposición, el Museo de las Californias y un futurista cine planetario de formato IMAX. 
En el aspecto urbano, la interacción social con Estados Unidos y las comunidades mexicoamericanas, forjaron a los cholos, con elementos obtenidos del pachuco y que formaron pandillas en algunas colonias de Tijuana, manifestando también sus propias expresiones culturales.

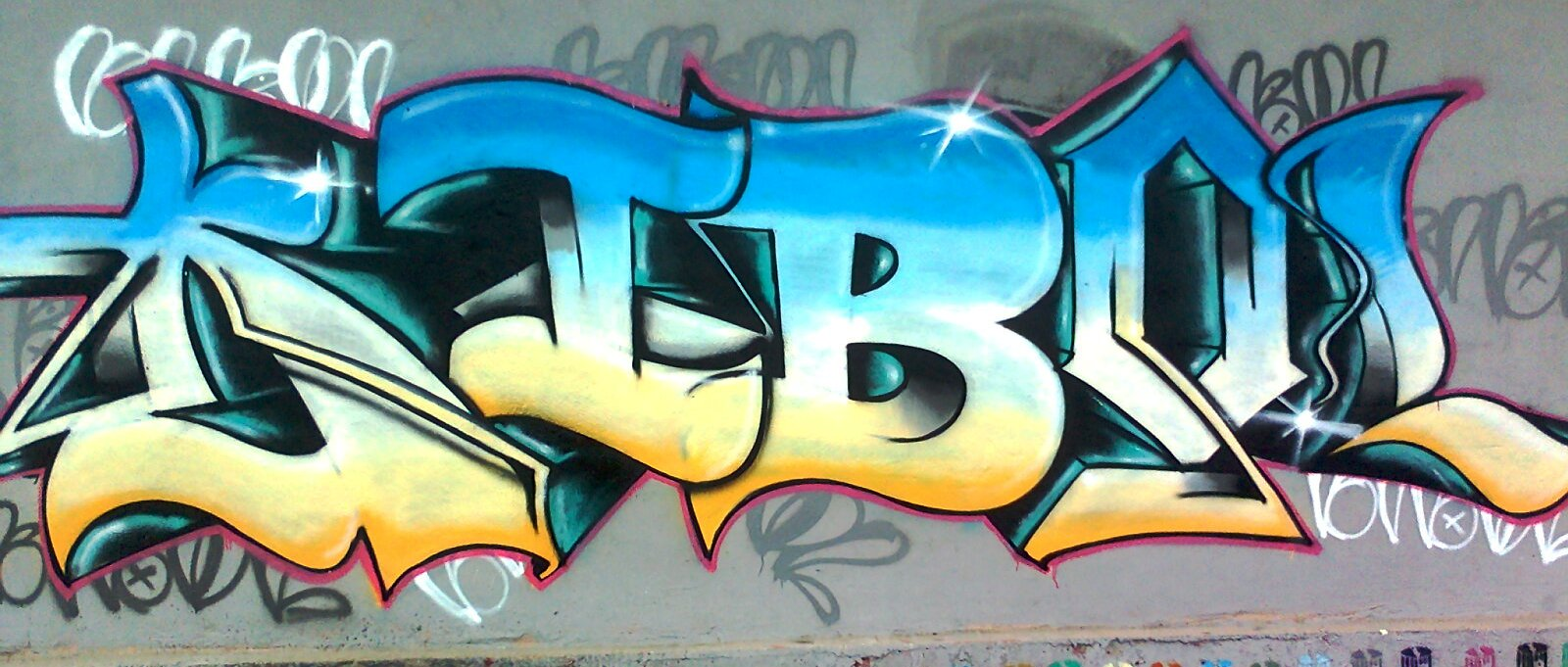
Un grafiti, en algún punto de la ciudad.

A partir de 1992, el Cecut alberga a la Orquesta de Baja California (OBC), y desde 1994 al Centro Hispanoamericano de Guitarra (CHG). Fungió como sede del Centro de Artes Escénicas del Noroeste (CAEN) durante sus doce años de existencia. Asimismo, ha presentado, junto a la Ópera de Tijuana, varias de las más prestigiadas obras y recitales del bel canto. 
Además de la que se considera cultura de élite, existen, en todos los puntos de la ciudad, obras de arte callejeras, desde murales de grafiti hasta exposiciones de fotografías en eventos callejeros. Ejemplos de estos son festivales tales como "Ópera en la calle", "Festival Interzona" y obras de teatro que se realizan en espacios públicos abiertos. 
Ya en la actualidad, se han abiertos algunos espacios culturales dedicado a la difusión y enseñanza, como el Centro Estatal de las Artes y el Centro de Artes Musicales; además, se habilitó el Palacio de Gobierno, como el Palacio de Cultura, donde alberga al Archivo Histórico de Tijuana y el Instituto Municipal de Arte Y Cultura. 
Para atender a su población y visitantes, la ciudad cuenta además con los siguientes espacios:

### Museos y espacios culturales
Tijuana, como ciudad joven y en crecimiento, cuenta con pocos museos; sin embargo, en los últimos años se han abierto diversos centros culturales o espacios dedicados al aprendizaje y difusión de arte.
- Museo del Mariachi y el Tequila: en conjunto al gobierno del Estado de Jalisco, se inauguró en 2012, está localizado en la Zona Centro de la Ciudad. Descubrirás más acerca de la cultura del mariachi y la cultura mexicana. Además se pueden degustar los mejores tequilas del país.

- Museo del Coleccionista: Casi siete mil piezas de colección alberga este recinto. En su espacio dedicado a la Lucha Libre se podrán encontrar cientos de figuras, recortes, máscaras, inclusive una recreación de un camerino donde se preparaban los luchadores antes de salir al ring.

- Museo de Cera de Tijuana: cuenta con alrededor de 80 esculturas de personajes de la historia el arte y la farándula. Se pueden ver imágenes de María Félix, John Lennon, Emiliano Zapata, Mahatma Gandhi, Frida Kahlo, y Marilyn Monroe, entre otros. Ubicado en el centro histórico de Tijuana.

- Centro Cultural Tijuana: uno de los mejores del estado, cuenta con una pantalla IMAX; tiene un teatro donde se realizan presentaciones folclóricas, el Museo de las Californias, y El Cubo, un nuevo museo, muy moderno, inaugurado el 27 de septiembre el 2008, el cual cuenta con dos secciones: una artística y otra de patrimonios mundiales. Además del área de exposiciones, con una extensión de 1500 m², El Cubo cuenta con cafetería, una librería operada por Educal, una sala de usos múltiples, la tienda del museo y un jardín de cactáceas.

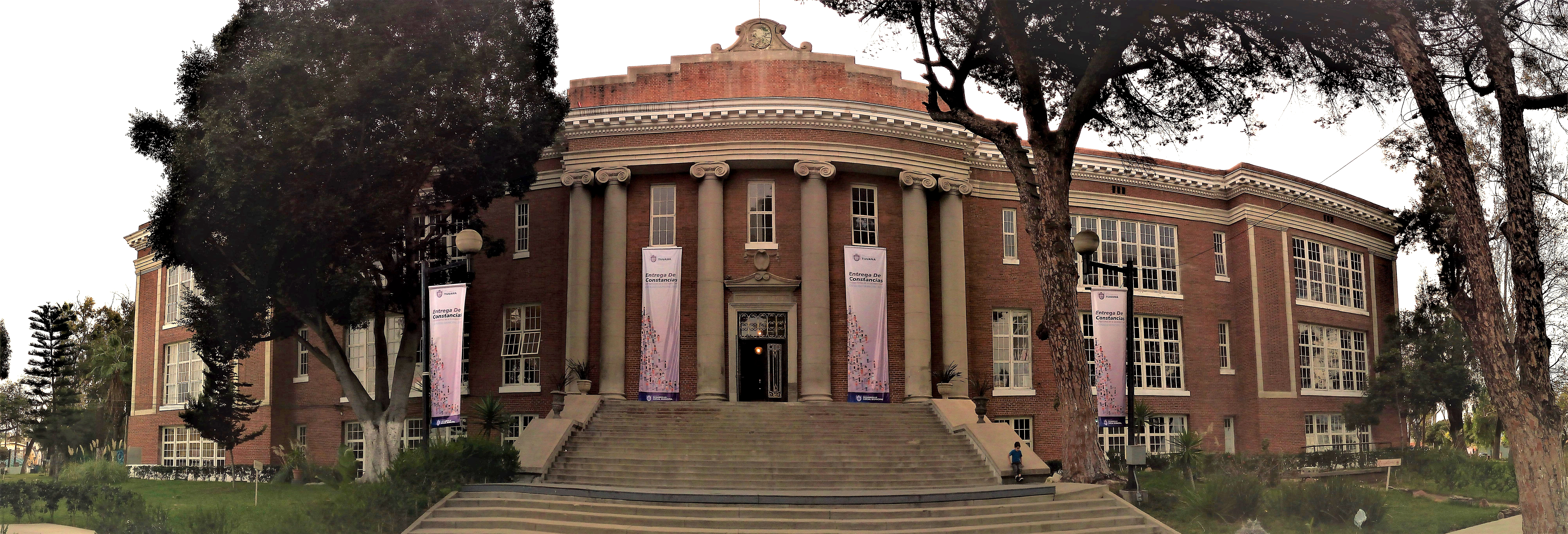
Casa de la Cultura en Tijuana.

- Museo de las Californias: espacio dedicado a la difusión de la historia de Baja California. Museo ubicado en el Centro Cultural Tijuana, en él se encuentran maquetas, estatuas, colecciones y objetos que se han encontrado en la región y que explican la historia de esta entidad.

- Museo El Cubo: ubicado en el Centro Cultural Tijuana, es un museo donde se exhiben colecciones de diversos artistas. Cuenta con 3 salas y un área común donde se exponen otras piezas artísticas. Tiene la finalidad de promover y difundir las artes visuales y el patrimonio cultural en el noroeste de México.[133]

- Museo El Trompo: un museo interactivo dedicado a la difusión de las ciencias y la tecnología para los niños de la ciudad de Tijuana y sus visitantes. Se encuentra en la avenida paseo del Parque, a un costado del famoso Parque Morelos, un museo moderno en un punto estratégico de la ciudad.

- Jardín Caracol: museo al aire libre ubicado en el Centro Cultural Tijuana. Este museo difunde las expresiones artísticas de la vida precolombina de México, especialmente las reproducciones arqueológicas de las culturas mayas, aztecas, zapotecas, chichimecas y olmecas. Cuenta con recorridos en inglés y español.[134]

- Museo de Historia de Tijuana: se localiza en el Palacio de Cultura (Antiguo Palacio Municipal). El objetivo del museo es reflexionar sobre el pasado, presente y futuro de Tijuana. Consta de 5 salas: Historia natural, Historia social y política, Crecimiento y Desarrollo urbano, Historia cultural, e Historia económica.[135]

- Casa de la Cultura de Tijuana: ocupando uno de los edificios antiguos de la ciudad, cuenta con un teatro, una biblioteca, una galería de arte, así como salones para los talleres artísticos y de idiomas. Realiza exposición de fotografía, pintura, escultura, artesanía, así como danza y teatro.

- Casa de la Cultura de El Pípila: ubicada al este de la ciudad, su objetivo es llevar cursos y talleres culturales a niños y jóvenes de colonias suburbanas. Realiza festivales, ciclos de cine y presentaciones de danza, música y teatro.[136]
- Teatro Zaragoza: uno de los primeros inmuebles dedicados a la cultura, ubicado en la calle cuarta de la Zona Centro. Fue restaurado en los últimos años para ofrecer puestas en escenas y espectáculos.
- Casa de la Cultura de Playas de Tijuana: ubicada en el Cortijo San José del Fraccionamiento del mismo nombre. Hay cursos y talleres dirigidos a toda la población de la Delegación. Realiza festivales, ciclos de cine de arte y presentaciones de danza, música teatro y ópera. En el Cortijo San José hay charreadas y diversos eventos y en sus salones exposiciones y eventos patrocinados por el gobierno Municipal (IMAC) y por particulares a quienes se da autorización.
- Museo del Taco: Ubicado en la Av. Revolución, el museo ofrece 9 exhibiciones y salas interactivas con todo lo que rodea la cultura gastronómica del taco en la ciudad.[137]

Tijuana cuenta, además, con una fuerte presencia cultural en diversas galerías de arte, ubicadas a lo largo y ancho de la ciudad, bibliotecas, auditorios, festivales artísticos todo el año y librerías en pasajes del centro histórico.
Otros espacios culturales son: 
- Centro Estatal de las Artes
- Centro de las Artes Musicales
- Multiforo del Instituto de Cultura de Baja California
- Espacio Entijuanarte
- Teatro Cala-Fórnix
- Teatro IMSS Tijuana
- Archivo Histórico Municipal del Ayuntamiento de Tijuana, Baja California

El Instituto de Cultura de Baja california es la dependencia del Gobierno Estatal, encargada de promover y difundir el quehacer artístico y cultural de la entidad, Además del Multiforo, en Tijuana el ICBC cuenta con una Galería, un Pasillo de la Fotografía, una sala audiovisual y salones para cursos y talleres.
El Instituto Municipal de Arte y Cultura (IMAC), dependiente del Ayuntamiento de Tijuana es el encargado de promover las distintas actividades culturales en la ciudad a través de diversos programas y espacios, entre ellos la Casa de la Cultura Altamira, la Casa de la Cultura Playas y la Casa de la Cultura El Pípila. Esta última, de reciente establecimiento en la zona este, es la de mayor crecimiento poblacional en los últimos años.

### Centros culturales independientes
La actividad cultural en Tijuana se reconoce principalmente gracias a la labor de sus centros culturales independientes, entre los que destacan: 
- La Bohéme
- La Alborada Centro Cultural
- Teatro Las Tablas
- ArTé Casa Cacho
- Galería Espacio 5
- La Caja Galería
- Galería Picasso
- Galería ReEvolución 208
- Galería de la Casa del Túnel

La temporada de otoño registra la mayor actividad cultural en la ciudad con la realización de eventos como entijuanarte festival cultural en octubre, el cual funge como una plataforma para artistas contemporáneos locales, nacionales y extranjeros, y diversas exposiciones gastronómicas en el centro de la ciudad.

### Cine

#### Tijuana en el cine
Tijuana se ha visto involucrada en el desarrollo del cine, al menos en la industria hollywoodense, por su posición geográfica, a solo tres horas de Los Ángeles, ya que en aquel entonces, con la implementación de la Tasa Edison, productores cinematográficos que evadían el cobro, huían a la costa oeste, en California, por su clima, terrenos baratos y cercanía con la frontera. Es así como nacieron los primeros estudios de cine de Hollywood. 
Apodaca propone en su libro Entre atracción y repulsión. Tijuana representada en el cine, que la primera película filmada en Tijuana o relacionada con el nombre del joven poblado, pudo haber sido The Americano, dirigida por John Emerson en 1916, The Heart of Paula (Julia Crawford Ivers, William Desmond Taylor, 1916) o bien, "The Man from Tia Juana" , dirigida por James W. Horne y estrenada en 1917. La primera película en mencionar el nombre oficial, es A Day in Tijuana (1925), dirigida por La apertura del Casino de Agua Caliente, significó la llegada de una gran cantidad de celebridades, principalmente de la época dorada de Hollywood, así como estrellas nacionales y bailarinas que se convirtieron en actrices de cine. Películas filmadas en el casino destacan The Champ (King Vidor, 1931) e In Caliente (Lloyd Bacon, 1935), esta última protagonizada por Dolores del Río y Pat O'Brien.
Tras el cierre del casino, la pequeña ciudad perdió un cierto auge y glamur con la comunidad hollywoodense, sin embargo, las producciones no cesaron. En 1957, László Kardos filmó The Tijuana Story, una cinta que retrata a un periodista enfrentándose con la mafia local. Orson Welles rodó en 1958, en Tijuana, una de sus obras más aclamadas, Touch of Evil.
Pronto la imagen de Tijuana como la frontera peligrosa, la ciudad del vicio, el juego, la bebida y posteriormente, de la migración y el narcotráfico, se convirtieron en los tópicos recurrentes para la filmación de cintas sobre todo de corte nacional. Algunos títulos de la época son: La Ilegal (Arturo Ripstein, 1979), con Lucía Méndez como protagonista; Asalto en Tijuana, dirigida por Alfredo Gurrola en 1984 y Born in East L.A. (Cheech Marin, 1987). La Bamba, dirigida por Luis Valdez, tiene una breve secuencia en Tijuana, en el que podemos ver a Lou Diamond Phillips como Ritchie Valens caminando por la avenida Revolución. 
Entrada la década de los 90s, aparecen títulos como: Camino Largo a Tijuana de Luis Estrada, El jardín del Edén (María Novaro, 1994), Santitos (Alejandro Springall, 1999), entre otros. Para 1996, James Cameron comenzó a dirigir Titanic, con ello se construyó un gran estudio cinematográfico al sur de Rosarito, ciudad cuya municipalización recién había logrado. En el nuevo milenio, se filman cintas destacadas como Traffic, de Steven Soderbergh; Babel, de Alejandro González Iñárritu y cuya película estuvo nominada al Oscar a Mejor Película Extranjera. También Norteado , Miss Bala y Las Elegidas, retrataron o fueron filmadas en la ciudad y fueron acreedoras a diversas nominaciones e incluso ganadoras en los Premios Ariel. De lo más reciente destaca Los días más oscuros de nosotras (Astrid Rondero, 2017). En 2022 se reportó la filmación de Welcome to al Norte, del director Gustavo Loza y ¿Qué hacemos con mamá?, protagonizada por Blanca Guerra y dirigida por José Ramón Chávez.

#### Salas de cine
Tijuana se ha destacado por ser una de las ciudades que más interacción tiene con el cine. De acuerdo a datos de Cinemex, Tijuana es la quinta ciudad más importante de acuerdo a asistencias de cine en sus complejos, siendo de casi 2 millones de personas anuales. Para la cadena Cinépolis, Tijuana fue la primera ciudad en México donde arribó el formato multiplex bajo el nombre Cinépolis, esto en 1994. Además, ahí comenzaron también los formatos vip, en 1999 y las salas Macro XE.
El 7 de diciembre de 2011 se inauguró la Cineteca Tijuana, nombrando a su sala en honor a Carlos Monsiváis. Respecto a eventos de cine, se han celebrado ciclos de cine de países europeos y asiáticos .Además, existen lugares donde se proyectan películas y se combina con otros servicios como cafés o restaurantes; ejemplo de ello fue el Cine Tonalá, que opero durante cuatro años en la ciudad. Los complejos que existen en la ciudad para experimentar el séptimo arte son:
- Cineteca Tijuana (Sala Carlos Monsiváis).
- Cinépolis: Playas, Monarca, Galerías, Paseo Chapultepec, Carroussel, La Pajarita, Paseo 2000, Río, Sendero.
- Cinemex: Pavilion, Península, Pacífico, Macroplaza, Landmark, Loma Bonita, Mundo Divertido, Alameda Otay.
- Cinedot: Plaza Oasis
- El Trompo Museo Interactivo Tijuana.

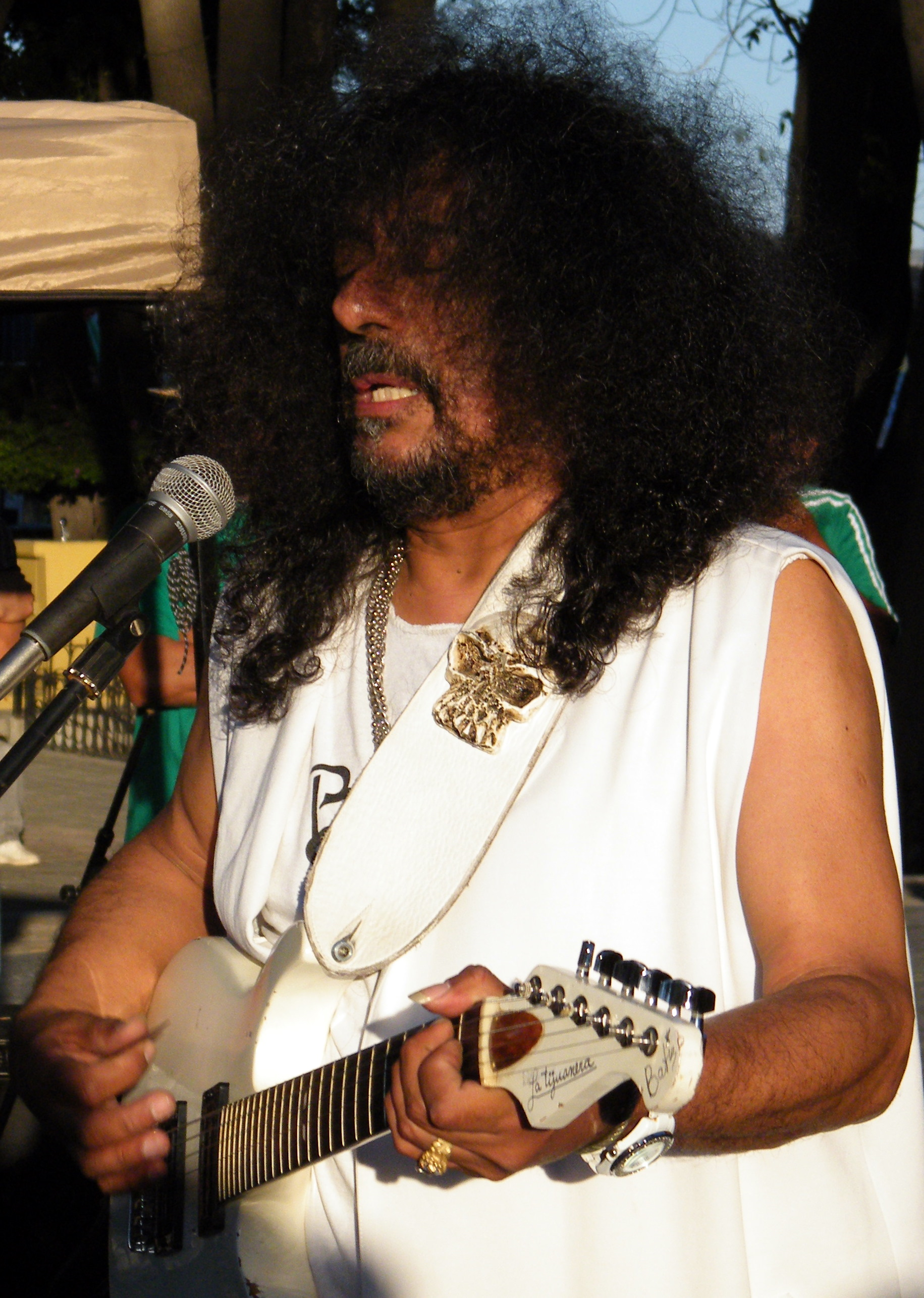
Javier Bátiz es una leyenda viviente del rock en Tijuana

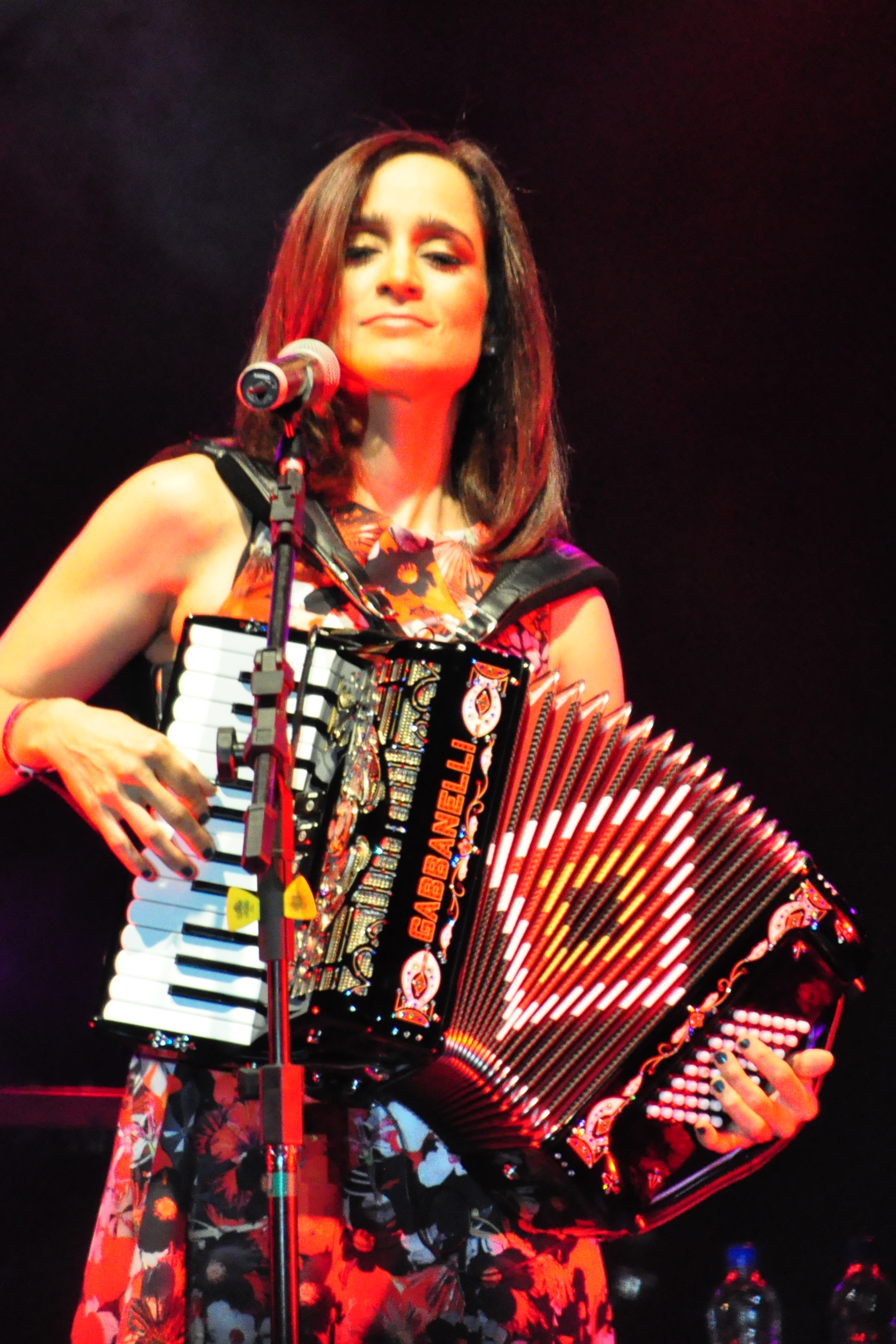
Julieta Venegas es una de las artistas más famosas de la ciudad a nivel internacional.

- CEART.
- IMAX del CECUT.

### Música
Desde la década de 1920, Tijuana ha destacado en el ámbito musical, gracias a las primeras agrupaciones de música ranchera que se iniciaron para ambientar los establecimientos turísticos de la zona con la visita de extranjeros, incluyendo el antiguo Casino Agua Caliente. 
La música rocanrolera era muy sonada y popular entre los jóvenes a mediados de la década de 1950, dejando a un lado el ritmo ranchero.de años atrás. Otro suceso que sumó la llegada del Rock a Tijuana fue la visita del pianista y guitarrista afroamericano, Gene Ross, quien vino a tocar al Convoy Club de la avenida Revolución. La presencia de este artista fue el inicio de la escena roquera en la región que marcó un nuevo estilo en el país. Se iniciaron algunas agrupaciones del naciente rock mexicano, ejemplo de ellos fueron "Los Tijuana Five", quienes realizaron algunos covers en español de éxitos anglosajones.
Javier Batiz fundó en 1957 un grupo llamados "Los TJ's" con el que recogió influencias musicales que se recibían en las ciudades fronterizas mexicanas de la música negra, blues y R&B de gente como T-Bone Walker, Muddy Waters, B.B. King, Chuck Berry, Howlin' Wolf, James Brown, entre otros. Posteriormente iniciaría su carrera en solitario por el resto del país y participando en algunas bandas en la Ciudad de México. 
Durante los años 60, el trompetista estadounidense Herb Alpert, en una visita a las corridas de toros realizadas en el antiguo Toreo, encontró inspiración musical por lo que tras la grabación de su sencillo "The Lonely Bull", el cual fue todo un éxito radial en 1962. Con el éxito, decidió hacer un casting y formó a "The Tijuana Brass", con quienes realizó giras y tuvieron presentación en la televisión. Fue toda una colaboración musical con artistas de Los Ángeles, con estilo llamado "Tijuana Marimba´s Brass". La banda se disolvió en 1969 pero continuaron con algunas presentaciones bajo el nombre de T.J.B.
A finales de los 60 y durante los 70, el rock & roll contaba todavía con gran aceptación en el público. En esos años tuvieron reconocimiento nacional e internacional bandas como "Los Moonlights", quienes lograron éxitos como "Tijuana Funky" o "Eres tú"; los "Rockin Devils", reconocidos por su cover en español de "Bule Bule", el cual consiguió éxito internacional. El Cine Roble, club La Cabaña y el club Flamingos, serían algunos de los escenarios principales de la década para las presentaciones musicales en la ciudad.
En los 70, las agrupaciones y músicos de rock vivieron el rechazo y la censura gubernamental por las líricas de las canciones. La música romántica cobró auge y de ahí salieron bandas como "La Batalla de Tijuana", "Los Solitarios", "Los Terrícolas", "Old Memories", "Tito Pantoja y sus friends", "Ritmo 7", "Los Old Friends", "California Brass" y "Los Corazones Solitarios", entre otros. 
A finales de los 80, Antonio De Carlo, fue reconocido como artista revelación en el Festival OTI, teniendo una carrera exitosa durante los 90, con temas como "En Mil Pedazos", "A Pecho Descubierto", "Revolución" y "Como Duele". Lynda también cobró relevancia nacional en el pop, logrando éxitos en canciones como "Corazón Perdido", "Dile", "A Mil por Hora", entre otros.
Pese al bajón en artistas de rock durante algunos años, en los años 90 surgió la banda "Tijuana No!", regresando un poco del género a la ciudad e incorporaron también ritmos como el ska, el punk y el reggae. La vocalista de la agrupación, Julieta Venegas, en 1997 comenzó su carrera en solitario, que logró éxito comercial hasta su tercer álbum de estudio en 2003. Venegas ha logrado ser ganadora de un premio Grammy, seis Grammys Latinos, seis premios MTV Latinoamérica y dos Latin Music Billboard, con 20 millones de discos vendidos en todo el mundo; es considerada como una de las artistas más famosas y reconocidas a nivel internacional de la ciudad de Tijuana y México.

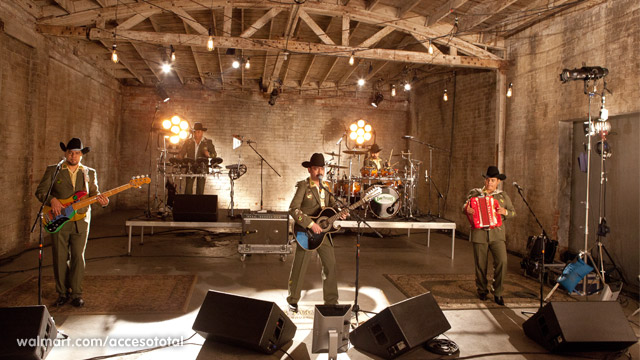
Los Tucanes de Tijuana son los máximos representantes del género norteño

La ciudad siguió siendo semillero de importantes bandas de rock, entre ellas sobresalen a nivel internacional Espécimen, otras bandas y artistas destacadas podrían ser Ohtli, Nona Delichas, Canseco, Sonoro 2 y Headlongs. La música electrónico cobró auge en los 90s, Murcof y el Colectivo Nortec, entraron a la escena y comenzaron a obtener reconocimiento a nivel mundial por fusionar la música electrónica con música norteña y de banda. Este colectivo fue enriquecido con la aportación visual de diseñadores y videastas que bajo el mismo concepto, dotaron de imágenes a esta propuesta musical. 
Respecto a la música regional mexicana, algunas agrupaciones del género norteño fueron surgiendo, destacando Los Tucanes de Tijuana, quienes desde los 80 comenzaron su trayectoria musical hasta popularizarse temas como "La Chona", "El Tucanazo", "La Chica Sexy", entre otros. La Banda Agua Caliente, Explosión Norteña, entre otros, serían una nueva generación de artistas de la música popular mexicana. 
Para impulsar el desarrollo cultural en la niñez y juventud de Tijuana, se cuenta desde 1996 con la Sinfónica Juvenil de Tijuana (SJT), que fomenta la educación y formación musical a través de prácticas de instrumento, lectura de música y conciertos públicos. Además Tijuana cuenta con temporada de ópera. También hay diversos festivales musicales a lo largo del año entre los que destacan el Festival Hispanoamericano de Guitarra, Mainly Mozart Binacional, y Muestra Internacional de danza contemporánea "Cuerpos en Tránsito".

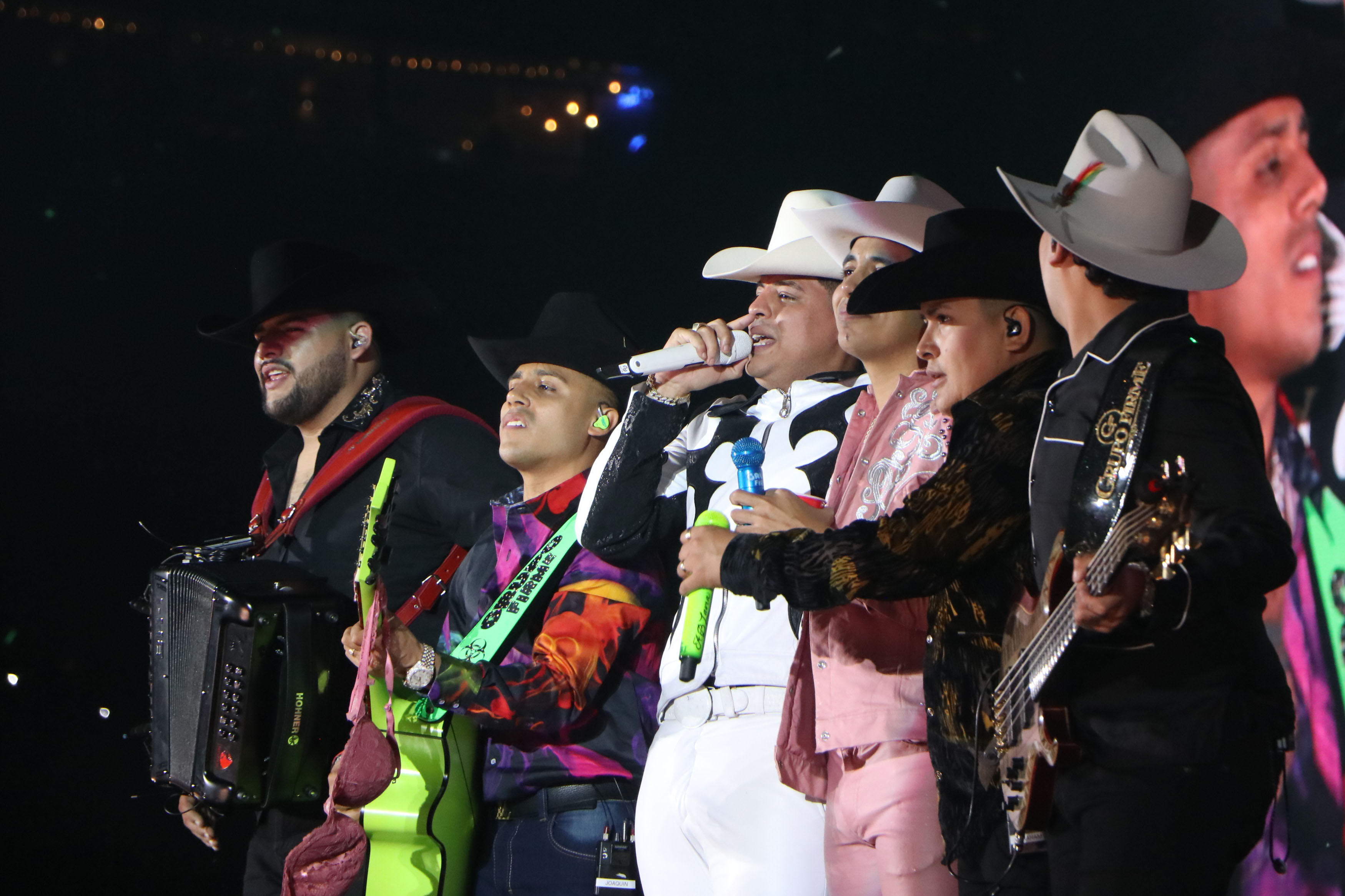
Grupo Firme es actualmente la agrupación originaria de Tijuana más exitosa, rompiendo récord de asistencia en el Zócalo de la Ciudad de México.

Tijuana es sede de la Orquesta de Baja California, una de las instituciones artísticas más prestigiadas y sólidas del noroeste de México, la cual fue nominada al Grammy Latino en la categoría de mejor álbum clásico por la Academia Latina de Artes y Ciencias de la Grabación Inc., con el disco Tango mata Danzón mata Tango. Este fonograma fue distinguido como 'Mejor Álbum Clásico del año 2001' por la Unión Mexicana de Cronistas de Teatro y Música. Actualmente, mantiene una temporada anual, ofreciendo conciertos sinfónicos y camerísticos en los más importantes foros de Tijuana y Baja California.
Ya en el nuevo siglo, muchas bandas locales han surgido, de todos los géneros musicales, algunas de ellos manteniéndose con reconocimiento local y nacional. Destacan Delux, Los Kung-Fu Monkeys. Nosis, Alta Consigna, Vaya Futuro, Ramona, Los Hijos del Santo, Entre Desiertos, Ziruela, Palos Verdes, Grupo Firme, entre otros. Cada uno de ellos han aportado e intentado revivir el talento musical por la que Tijuana siempre se ha caracterizado. En 2023, el cantante Frank Di gana la Gaviota a Mejor intérprete de folclore en el Festival Viña del Mar de ese año.

## Educación
Tijuana cuenta con múltiples centros educativos públicos y privados, y es el municipio de Baja California con mayor número de estudiantes. Cuenta con jardines de niños, primarias y secundarias, que dependen de la Secretaría de Educación Pública.

#### Educación superior

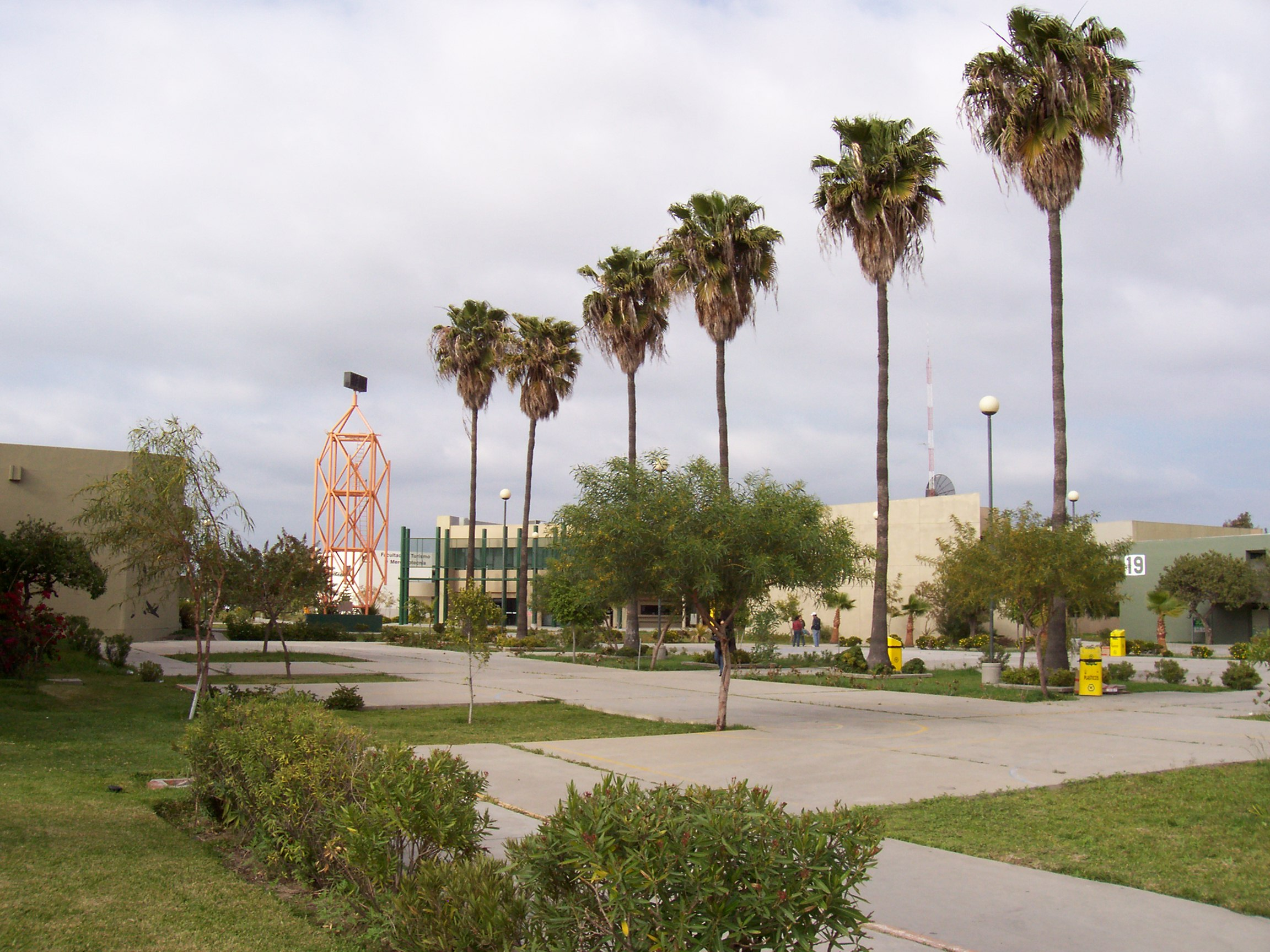
Centro Comunitario de la UABC.

La ciudad cuenta con variadas universidades públicas y privadas, destacando las siguientes:
Universidades Autonomas
- Universidad Autónoma de Baja California (UABC)

Universidades Públicas
- Universidad Tecnológica de Tijuana (UTT)
- Instituto Tecnológico de Tijuana (ITT)
- Colegio de la Frontera Norte (COLEF)
- Universidad Nacional Rosario Castellanos Plantel Tijuana (UNRC)

Universidades Privadas
- Centro de Enseñanza Técnica y Superior (CETYS Universidad)
- Universidad Iberoamericana Tijuana (UIA o Ibero Tijuana)
- Centro de Estudios Universitarios Xochicalco (Universidad Xochicalco)
- Humanitas Escuela de Estudios Superiores (Universidad Humanitas)
- Centro de Estudios Superiores del Noroeste (Cesun Universidad)

#### Investigación
Se cuenta con el Centro de Investigación y Desarrollo de Tecnología Digital (CITEDI), perteneciente al Instituto Politécnico Nacional. La ciudad es asiento del Colegio de la Frontera Norte COLEF, una institución de investigación científica y de educación superior, especializada en el estudio de la problemática de la región fronteriza de México con Estados Unidos.

#### Educación media superior
Tijuana cuenta con la Preparatoria Federal Lázaro Cárdenas, la cual recibe a miles de estudiantes en sus tres planteles. Además, en la ciudad se encuentran escuelas pertenecientes al Colegio de Bachilleres de Baja California (COBACH) y los Colegios de Estudios Científicos y Tecnológicos (Cecyte BC). También cuenta con Centros de Tecnológico Industrial y de Servicios (CETIS y CBTIS). 

#### Sistema Educativo Municipal
Tijuana es uno de los pocos municipios en el país que cuentan con su propio sistema educativo, fundado por el alcalde Manuel Quirós Labastida en 1957. A él pertenecen 10 primarias, 3 secundarias y una preparatoria. En 2021, la SEP aprobó el primer libro de texto perteneciente a dicho sistema.

## Medios de comunicación
Los medios de comunicación en Tijuana surgieron desde la década de los años 30 con algunas primeras radiodifusoras y medios impresos. Posteriormente, en la década de los 60, inició la transmisión de XEWT, Canal 12. Desde entonces, las señales de los medios de comunicación de radio y televisión, cubrieron a la audiencia tanto de San Diego como de Tijuana, formando un enlace cultural de ambas regiones. 

### Radio
Amplitud modulada:
| Siglas   | Nombre            | Frecuencia | Empresa                | Ciudad    |
| -------- | ----------------- | ---------- | ---------------------- | --------- |
| XEAZ-AM  | PSN Radio         | 1270 AM    | Grupo PSN              | Tijuana   |
| XEC-AM   | PSN Radio         | 1310 AM    | Grupo PSN              | Tijuana   |
| XEKAM-AM | Radio Fórmula     | 950 AM     | Grupo Fórmula          | Tijuana   |
| XEPRS-AM | The Mighty 1090   | 1090 AM    | Núcleo Radio Monterrey | Tijuana   |
| XEWW-AM  |                   | 690 AM     | Grupo Latino de Radio  | San Diego |
| XESPN-AM | Norte 800         | 800 AM     | Corporativo 32         | Tijuana   |
| XEXX-AM  | PSN Radio         | 1420 AM    | Grupo PSN              | Tijuana   |
| XERCN-AM | RCN 1470          | 1470 AM    | Grupo Uniradio         | Tijuana   |
| XEBG-AM  | Estéreo Baja      | 1550 AM    | Corporativo 32         | Tijuana   |
| XEUT-AM  | UABC Radio (UABC) | 1630 AM    | UABC                   | Tijuana   |
| XEMO-AM  | La Poderosa       | 860 AM     | Grupo Uniradio         | Tijuana   |
| XESDD-AM | PSN Radio         | 1030 AM    | Grupo PSN              | Tijuana   |
| XESS-AM  | PSN Radio         | 620 AM     | Grupo PSN              | San Diego |
| XEPE-AM  | PSN Radio         | 1700 AM    | Grupo PSN              | Tecate    |

Frecuencia Modulada:
| Siglas    | Nombre                  | Frecuencia | Empresa                          | Ciudad    |
| --------- | ----------------------- | ---------- | -------------------------------- | --------- |
| XHITT-FM  | Radio Tecnológico       | 88.7 FM    | Instituto Tecnológico de Tijuana | Tijuana   |
| XHITZ-FM  | Z90                     | 90.3 FM    | Broadcasting Company of Americas | San Diego |
| XHTIM-FM  | La Mejor                | 90.7 FM    | MVS Comunicaciones               | Tijuana   |
| XETRA-FM  | 91X                     | 91.1 FM    | Local Media of América           | San Diego |
| XHGLX-FM  | Exa FM                  | 91.7 FM    | MVS Comunicaciones               | Tijuana   |
| XHRM-FM   | Magic 92.5              | 92.5 FM    | Local Media of América           | San Diego |
| XHA-FM    | La Invasora             | 94.5 FM    | Grupo Uniradio                   | Tijuana   |
| XHHIT-FM  | La Lupe                 | 95.3 FM    | Multimedios Radio                | Tijuana   |
| XHMORE-FM | Adictiva                | 98.9 FM    | Corporativo E32                  | Tijuana   |
| XHOCL-FM  | FM Globo                | 99.3 FM    | MVS Comunicaciones               | San Diego |
| XHTY-FM   | La Invasora (San Diego) | 99.7 FM    | Grupo Uniradio                   | San Diego |
| XHUAN-FM  | Fusión                  | 102.5 FM   | IMER                             | Tijuana   |
| XHLTN-FM  | Radio Latina            | 104.5 FM   | Grupo Imagen                     | San Diego |
| XHLNC-FM  | La Número Uno           | 104.9 FM   | Grupo Larsa Comunicaciones       | San Diego |
| XHPRS-FM  | PSN Radio               | 105.7 FM   | Grupo PSN                        | Tijuana   |
| XHFG-FM   | Pulsar                  | 107.3 FM   | Grupo Uniradio                   | Tijuana   |
| XHRST-FM  | El Sol FM               | 107.7 FM   | Radio XHRST- FM S.A de C.V.      | Tijuana   |

### Televisión
| Estación   | Nombre                        | Canal | Empresa                        | Ciudad  |
| ---------- | ----------------------------- | ----- | ------------------------------ | ------- |
| XHJK-TDT   | Azteca Uno                    | 1.1   | TV Azteca                      | Tijuana |
| XHJK-TDT   | ADN 40                        | 1.2   | TV Azteca                      | Tijuana |
| XHCTTI-TDT | Imagen Televisión             | 3.1   | Grupo Imagen                   | Tijuana |
| XHCTTI-TDT | Excélsior TV                  | 3.4   | Grupo Imagen                   | Tijuana |
| XETV-TDT   | Canal 5                       | 6.1   | Televisa                       | Tijuana |
| XETV-TDT   | NU9VE                         | 29.1  | Televisa                       | Tijuana |
| XHCPAT-TDT | Once                          | 11.1  | Instituto Politécnico Nacional | Tijuana |
| XHCPAT-TDT | Once Niñas y Niños            | 11.2  | Instituto Politécnico Nacional | Tijuana |
| XEWT-TDT   | Televisa Californias          | 12.1  | Televisa                       | Tijuana |
| XHUAA-TDT  | Las Estrellas                 | 57.1  | Televisa                       | Tijuana |
| XHUAA-TDT  | Foro TV                       | 57.2  | Televisa                       | Tijuana |
| XHTIT-TDT  | Azteca 7                      | 21.1  | TV Azteca                      | Tijuana |
| XHTIT-TDT  | a+                            | 21.2  | TV Azteca                      | Tijuana |
| XHAS-TDT   | Canal 33                      | 33.1  | TV Azteca                      | Tijuana |
| XHBJ-TDT   | 45 Canal 45 La Voz del Pueblo | 45.1  | Grupo PSN                      | Tijuana |

### Periódicos
En circulación local y regional
- El Mexicano
- Frontera
- InfoBaja
- El Sol de Tijuana, de la Organización Editorial Mexicana
- Esto de las Californias, de la Organización Editorial Mexicana
- U-T San Diego
- Semanario Zeta
- Red Social de Tijuana

### Revistas
- Revista Campestre
- Revista Diez4
- TJ Zoorte

### Portales Web
- El Imparcial
- TV Azteca Baja California
- Uniradio Informa
- San Diego Red
- Agencia Fronteriza de Noticias
- Tijuana Eventos
- Vagabundeando.mx
- VisitLaRevu.com

## Deportes
Tijuana posee un desempeño sobresaliente en el área deportiva desde que esta tuvo sus inicios en la región. En Baja California el deporte tiene sus inicios en las competencias de los grupos nativos para probar su fuerza y resistencia, pasando por las carreras de caballos entre rancheros y mineros, hasta la llegada de los juegos anglosajones posterior al siglo XIX. 
Resulta insoslayable destacar la importancia de Tijuana desde que el deporte se practica en el Estado, que durante el siglo XX tuvo un auge cuando eventos como las funciones de box y béisbol se volvieron espectáculos para turistas extranjeros. Históricamente, Tijuana ha sido cuna de grandes deportistas, desde los hermanos Pérez Acosta, destacados golfistas de talla mundial, siendo campeones internacionales de manera individual y en parejas alrededor de los años 30’s. Guillermo “Willy” Castellanos, participante en tiro con escopeta en las olimpiadas de Múnich 1972 y Alejandro Hernández tenista que compitió en la justa olímpica de Atlanta 1996. 
En la esfera boxística Alfredo Angulo, Erick Morales, Jackie Nava y Antonio Margarito lograron colocarse en la elite de su disciplina consiguiendo campeonatos internacionales en sus respectivas categorías. Los tijuanenses Jorge Torres Nilo y Fernando Arce son dos deportistas recientes que logran destacarse en el fútbol nacional y selección mexicana. La nueva generación de atletas de alto rendimiento en el municipio está liderada por Natalia Botello, una joven esgrimista ganadora del Premio Nacional del Deporte 2017; Álvaro Beltrán, raquetbolista campeón panamericano y ganador de la medalla de oro en dobles en el campeonato mundial de Cali 2016; Gabriela Bayardo en la disciplina de tiro con arco participante en las olimpiadas de Río 2016, por mencionar algunos.
Actualmente existen 24 unidades deportivas en Tijuana y algunas otras de menores proporciones distribuidas en el municipio, así como complejos deportivos como lo son: el Centro de Alto Rendimiento (CAR), un considerable número de canchas de fútbol, tenis, raquetbol, entre otros, que coadyuvan a colocar a Tijuana en los primeros lugares en las últimas olimpiadas juveniles y nacionales.

### Equipos deportivos

#### Equipos deportivos actuales
|                      | Deporte          | Competición              | Estadio/Sede                      | Creación |
| Club Tijuana         | Fútbol           | Liga MX                  | Estadio Caliente                  | 2007     |
| Toros de Tijuana     | Béisbol          | Liga Mexicana de Béisbol | Estadio Chevron                   | 2004     |
| Tijuana Zonkeys      | Baloncesto       | Cibacopa                 | Auditorio Fausto Gutiérrez Moreno | 2010     |
| Galgos de Tijuana    | Fútbol americano | LFA                      | Estadio Caliente                  | 2021     |
| Industriales de Otay | Béisbol          | Liga Norte de México     | Estadio Ángel Camarena            | 2020     |
| Colosos de Tijuana   | Baloncesto       | Cibapac                  |                                   | 2024     |

#### Equipos desaparecidos
|                            | Deporte       | Competición                | Estadio/Sede                      | Período     |
| Inter de Tijuana           | Fútbol        | Primera División 'A'       | Estadio del Cerro Colorado        | 1989 - 1997 |
| Nacional Tijuana           | Fútbol        | Primera División 'A'       | Estadio del Cerro Colorado        | 1999 - 2003 |
| Toritos de Tijuana         | Béisbol       | Liga Norte de México       | Estadio del Cerro Colorado        | 2015        |
| Toros de Tijuana           | Béisbol       | Liga Norte de México       | Estadio del Cerro Colorado        | 2013        |
| Truenos de Tijuana         | Béisbol       | Liga Norte de México       | Estadio del Cerro Colorado        | 2010 - 2012 |
| Potros de Tijuana          | Béisbol       | LMP                        | Estadio del Cerro Colorado        | 1977-1991   |
| Galgos / Cosmos de Tijuana | Baloncesto    | NBP                        | Auditorio Fausto Gutiérrez Moreno | 2005        |
| Atlético Baja              | Fútbol rápido | Major Arena Soccer League  | Unidad Deportiva Tijuana          | 2015 - 2017 |
| Inter de Tijuana           | Fútbol playa  | Copa USA de fútbol playero | Playas de Tijuana                 | 2015        |

### Estadios

#### Estadio Caliente

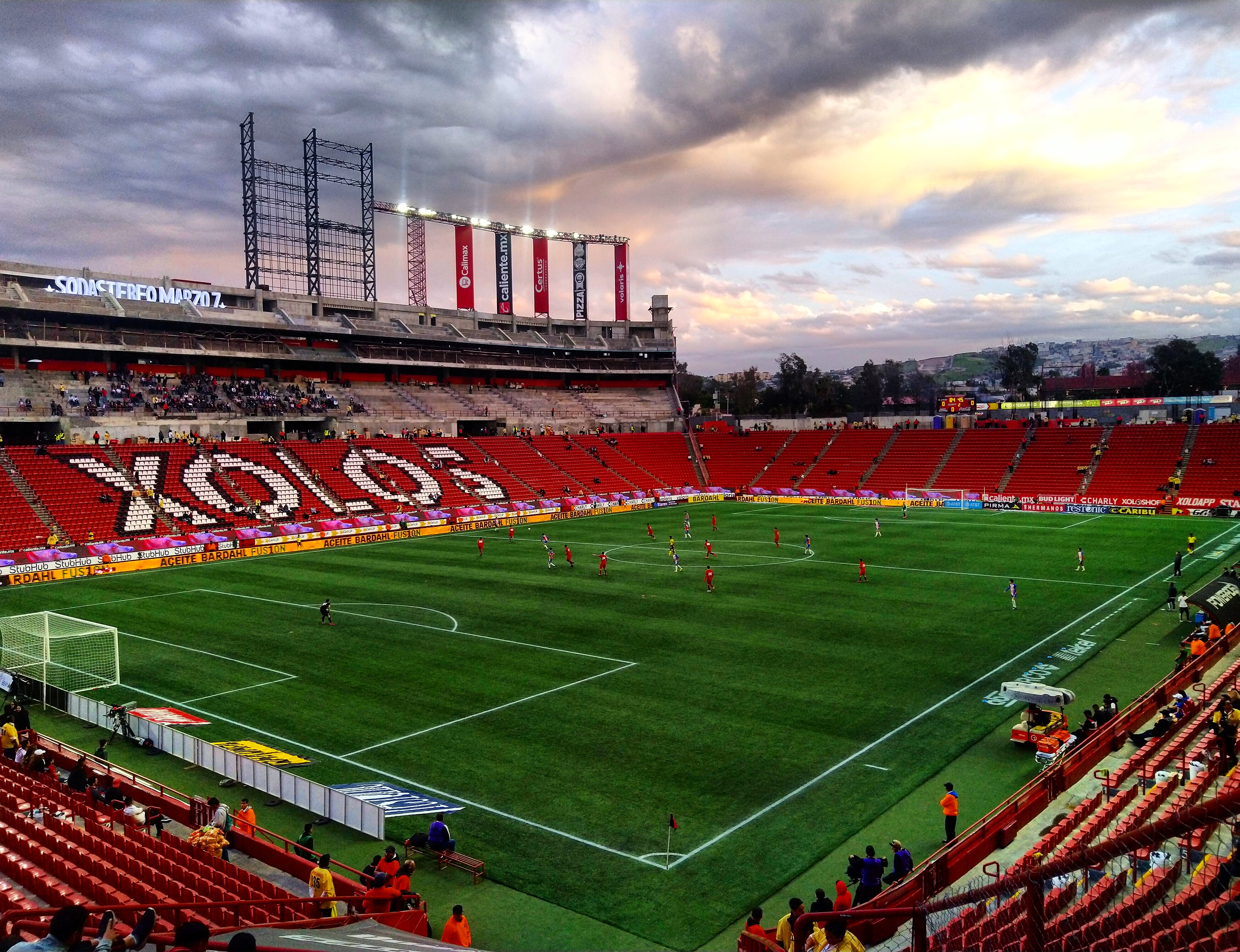
Estadio Caliente, sede del Club Tijuana

El Estadio Caliente es el estadio del Club Tijuana, un club profesional de fútbol mexicano que actualmente participa en la Primera División. Está ubicado en los terrenos del Hipódromo Caliente Se utiliza principalmente para partidos de fútbol, tiene una capacidad de 27 333 espectadores.
Fue inaugurado en junio de 2008, de acuerdo con el calendario de trabajo. Gracias a eso, el Club Tijuana fue capaz de ser ascendido a la Primera División de México, debido a que la FEMEXFUT exige que los equipos que participen en la Primera División debe tener un estadio con una capacidad de más de 15 000 espectadores. Es en este estadio se celebró el Pre-mundial Sub-17 2009 rumbo a Nigeria 2009. Se estrenó en Primera División durante el Torneo Apertura 2011 de la Federación Mexicana de Fútbol.

#### Toros Mobil Park

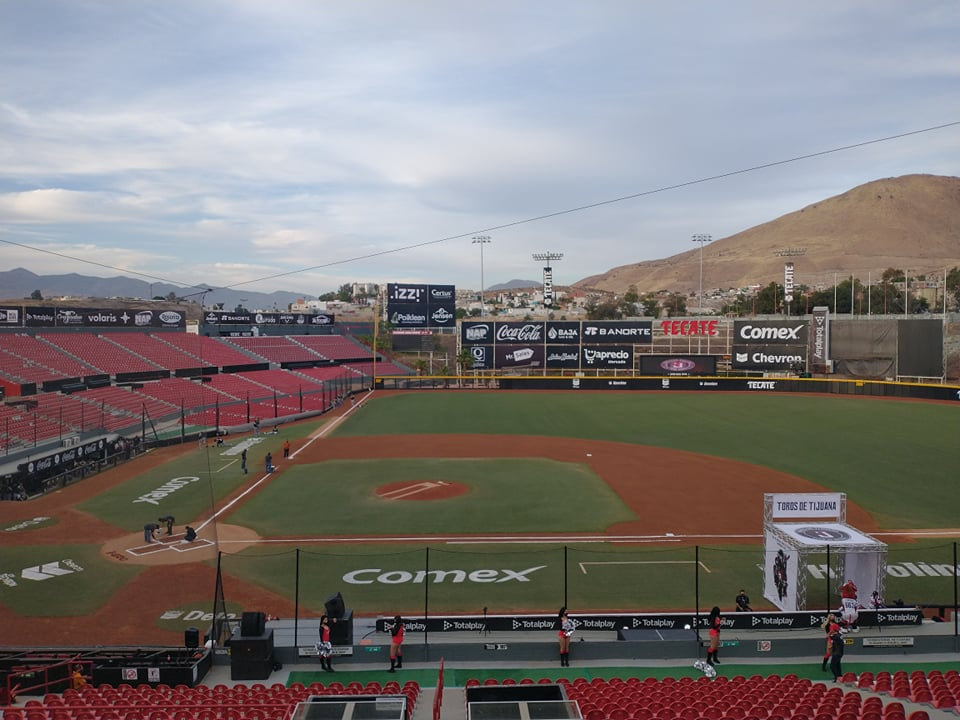
Vista interna del Estadio Chevron.

El Toros Mobil Park es un estadio de béisbol localizado en la Delegación Cerro Colorado. Es la sede del equipo los Toros de Tijuana, de la Liga Mexicana de Béisbol.
Fue inaugurado en 1977 y albergó a los desaparecidos Potros de Tijuana de la Liga Mexicana del Pacífico. Posteriormente, el estadio fue usado para partidos de fútbol. Para 2004 regresó el béisbol profesional, ahora con una franquicia de la LMB bajo el nombre de "Toros de Tijuana", que al año siguiente cambiaría de nombre a "Potros", como se les conoció en su anterior etapa.
En un principio fue llamado Estadio del Cerro Colorado debido a que se ubica a las faldas de este cerro. Con el regreso del béisbol, la cadena de tiendas de autoservicio "Calimax" compró los derechos del nombre del estadio. Posteriormente tuvo el nombre de Estadio Gasmart, de 2019 a 2025, cuando cambia de nuevo su nombre al actual.
En 2004, primera temporada de los "Toros", la afición tuvo una gran respuesta llenando el estadio en la mayoría de los partidos logrando ser la plaza de mayor asistencia de la liga en esa temporada, por lo que se planteó la ampliación de los 14 000 asientos hasta los 19 500 con los que cuenta actualmente. Los resultados del equipo en las últimas temporadas no han logrado que la afición vuelva a ir en tal cantidad al estadio, sin embargo, se mantiene entre una de las plazas con mayor asistencia en la liga.
En 2008, el equipo de lo Potros de Tijuana, no pudo sostener los costosos viajes del resto de los equipos (a quienes debía cubrir boletaje de avión), fue llevado de nueva cuenta Nuevo Laredo. Insistentemente se menciona la viable posibilidad del regreso de un equipo, aunque sería a Liga del Pacífico, junto a una novena de Jalisco, quienes usarían el estado panamericano de Lagos de Moreno.
El 4 de abril de 2013, se reinaugura el estadio ya remodelado, el cual marca el inicio de una nueva era de los Toros de Tijuana. En 2015 el Estadio Chevron registró la segunda mejor asistencia de toda la Liga Mexicana de Béisbol con una asistencia de 545 mil 628 personas.

### Eventos deportivos
| Predecesor: Serie Mundial de Clavados 2007 | Serie Mundial de Clavados 2008 II Edición                                             | Sucesor: Serie Mundial de Clavados 2009 |
| Predecesor: Serie Mundial de Clavados 2008 | Serie Mundial de Clavados 2009 III Edición                                            | Sucesor: Serie Mundial de Clavados 2010 |
| Predecesor: Honduras/Jamaica 2007          | Campeonato Sub-17 de la Concacaf de 2009 XIV edición                                  | Sucesor: Jamaica 2011                   |
| Predecesor: Macao 2005                     | Campeonato Mundial de Voleibol Femenino Sub-18 Mexico 2007                            | Sucesor: Tailandia 2009                 |
| Predecesor: Argel 2005                     | Campeonato Mundial de Voleibol Masculino Sub-19 Mexico 2007                           | Sucesor: Jesolo 2009                    |
| Predecesor: Izmir 2008                     | Campeonato Mundial Juvenil de Taekwondo 2010 VIII Edición                             | Sucesor: Sharm El-Sheikh 2012           |
| Predecesor: Serie Mundial de Clavados 2011 | Serie Mundial de Clavados 2012 VI Edición                                             | Sucesor: Serie Mundial de Clavados 2013 |
| Predecesor: Bahía Blanca 2011              | Campeonato Mundial de Voleibol Masculino Sub-19 Tijuana 2013                          | Sucesor: Chaco 2015                     |
| Predecesor: -                              | Juegos Deportivos Nacionales para Atletas con Discapacidad Intelectual 2022 I edición | Sucesor: Puerto Vallarta 2023           |

## Relaciones diplomáticas

### Relaciones nacionales
- Zacatecas

### Relaciones internacionales

#### Consulados
Tiene consulados de 21 países de los cuales 16 son Honorarios, 5 son Consulados-General y 1 es una Agencia Consular
- Alemania Consulado Honorario
- Austria Consulado Honorario
- Canadá Consulado Honorario
- China Consulado General
- Corea del Sur Consulado Honorario
- Dinamarca Consulado Honorario
- El Salvador Consulado General
- España Consulado Honorario
- Estados Unidos Consulado General
- Finlandia Consulado Honorario
- Francia Consulado Honorario
- Gambia Consulado Honorario
- Guatemala Consulado General
- Honduras Consulado General
- Israel Consulado Honorario
- Italia Agencia Consular
- Noruega Consulado Honorario
- Polonia Consulado Honorario
- Reino Unido Consulado Honorario
- República Checa Consulado Honorario
- Suecia Consulado Honorario

#### Hermanamientos y convenios
La ciudad pertenece al programa Ciudades Fronterizas integrado por las ciudades mexicanas de Agua Prieta, Ciudad Gustavo Díaz Ordaz, Mexicali, Reynosa, Tecate, y Anáhuac; las cuales desde el 13 de julio de 2007, firmaron una Carta Intención para hermanamiento de ciudades. La ciudad de Tijuana tiene Hermanamiento de ciudades y/o convenios internacionales con las siguientes ciudades.